# Az Amerikai Egyesült Államok történelme

Az Amerikai Egyesült Államok címere

Az Amerikai Egyesült Államok történelme két főbb részre osztható: az ország területének történelme több mint 17 ezer évvel ezelőtt, a szibériai őslakosok betelepülésével kezdődött, mint államról viszont a 18. század második felétől beszélhetünk. Az indián népek számos kultúrát hoztak létre, amelyek közül sokan alkalmazták a mezőgazdaságot és több tízezres településeket alapítottak. Miután Kolumbusz felfedezte Amerikát, megkezdődött a kontinens európai gyarmatosítása. A mai Egyesült Államok területén a brit gyarmatok váltak dominánssá, amelyek lakossága 1770 körül már meghaladta a 2,5 milliót. A britek a hétéves háborúban elvették Franciaország kanadai gyarmatait és a közvetlen katonai fenyegetés elmúltával London új adókat vetett ki az ún. Tizenhárom gyarmatra. Az adók elleni tiltakozó megmozdulások (mint az 1773-as bostoni teadélután) London büntetőintézkedéseit vonták maguk után, ami miatt 1776-ban a gyarmatok kikiáltották függetlenségüket. A George Washington által vezetett felkelők francia segítséggel több éves harcban legyőzték a brit erőket és 1783-ra kikényszerítették függetlenségük elismerését. Az új köztársaság Washington elnökségével elfogadta alkotmányát, amely – több módosítás mellett – azóta is érvényben van. 1803-ban a forradalmi Franciaországtól megvásárolták a ritkán lakott Louisianát, amellyel az Egyesült Államok területét kétszeresére növelték. 1812-ben hadat üzentek a napóleoni háborúk által lefoglalt Nagy-Britanniának, de a patthelyzet beállta után a konfliktust lezárták.
Az ún. „nyilvánvaló elrendeltetés” elve alapján az Egyesült Államok magáénak tekintette Észak-Amerika két óceán közötti részét Kanadától délre és Mexikótól északra. Az 1846-ban kezdődő háborúban az USA elcsatolta Mexikó területének a felét. A jórészt csak indiánok lakta hatalmas területen fokozatosan tolta egyre nyugatabbra határait, bevándorlók által gyorsan növelve népességét. Míg 1790-ben csak 4 millió polgára volt, 1900-ra ez 76 millióra gyarapodott. A gazdaság hasonlóan nagy ütemben nőtt, ám eközben egyre nagyobb feszültség keletkezett az iparosodott északkeleti államok és a rabszolgamunkán alapuló ültetvényekből meggazdagodó Dél között. Amikor 1860-ban a rabszolgaságot ellenző Abraham Lincolnt választották elnöknek, a déli államok gazdasági fejlődésüket és társadalmi stabilitásukat féltve elszakadtak az Uniótól. Az amerikai polgárháború öt évig tartott és az északiak győzelmével végződött. A rabszolgaságot eltörölték és a déli államokat megszállták. A háború utáni rekonstrukció végeztével azonban a déli fehérek visszanyerték politikai dominanciájukat és a fekete szavazók megfélemlítésével és szegregációs törvényekkel a másodrendű állampolgárok sorába süllyesztették a volt rabszolgákat. Az ebből származó afroamerikai embereket érintő rasszizmus a 20. században is folytatódott, és időnként máig is előforduló jelenség.
A 20. század kezdetére az Egyesült Államok a világ legelső gazdasági hatalmává fejlődött a vállalkozást segítő gazdasági környezet és az olcsó munkaerőt kínáló több milliónyi európai bevándorlónak köszönhetően. A kiáltó társadalmi különbségeket a progresszív mozgalom segítségével enyhítették, illetve modernizálták az elavult politikai intézményeket; bevezették az általános jövedelmi adót és a nők választójogát. Az első világháború első éveiben az USA semleges volt, csak 1917-ben lépett be az antant oldalán.
A prosperáló 1920-as évek után 1929-ben a New York-i tőzsde összeomlott és a világméretű gazdasági válság közel egy évtizedig éreztette hatását. Franklin D. Roosevelt elnök a New Deal politikájának keretei között állami beavatkozással és segélyezéssel számolta fel a válság ártalmait és indította be újra a gazdasági növekedést. A második világháború kitörésekor az Egyesült Államok ismét semleges maradt, bár hadiszállításokkal segítette Angliát, majd a Szovjetuniót. A hadbalépést Japán Pearl Harbor ellen intézett támadása provokálta ki. A brit-amerikai csapatok 1943-ban partra szálltak Olaszországban, a következő évben pedig a franciaországi Normandiában is. Németország legyőzése után a Japán elleni háború került sorra, melynek csúcspontját az újonnan kifejlesztett atombombák ledobása jelentette Hirosima és Nagaszaki városára. Japán néhány nappal később letette a fegyvert.
A második világháború után az Egyesült Államok és a Szovjetunió vált az új világrend két szuperhatalmává, amelyek a nukleáris fegyverkezési verseny mellett a közvetlen összecsapást kerülő, ún. hidegháborút vívtak egymással. Az 1960-as években megerősödtek az amerikai polgárjogi mozgalmak, amelyek hatására eltörölték a feketéket sújtó szegregációs törvényeket és fokozatosan megvalósult a nők emancipációja. A hidegháborúnak 1991-ben szakadt vége, a Szovjetunió szétesése után, így az Egyesült Államok maradt az egyetlen szuperhatalom, „a világ csendőre”.
Az 1990-es évektől kezdődően az Egyesült Államok egyre inkább belebonyolódott a közel- és közép-keleti konfliktusokba. Az első Öbölháború után 2001. szeptember 11-én terrorista támadás érte New Yorkot és Washingtont. A terror elleni háború során megszállták Afganisztánt és Irakot, de az ottani rezsimek megdöntése után anélkül kellett kivonulniuk, hogy stabilizálni tudták volna a két ország politikai viszonyait.

## Észak-Amerika a gyarmatosítás előtt

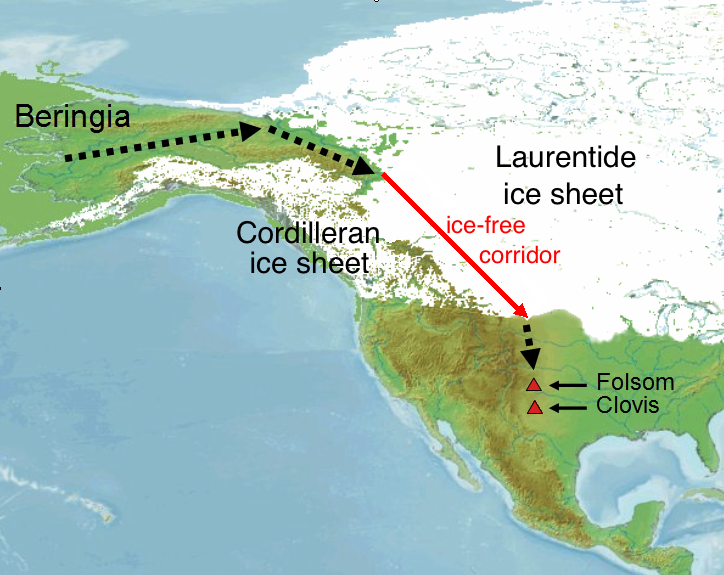
A feltételezett jégmentes korridor, amelyen át az ázsiaiak betelepülhettek Észak-Amerikába

Nem tudjuk pontosan hogyan és mikor érték el az első emberek a mai Egyesült Államok területét. A legnépszerűbb elmélet szerint Kelet-Ázsia lakói telepedtek át az eljegesedések során Alaszkába, amikor a lecsökkent tengerszint miatt a mai Bering-szoros térsége szárazra került, majd innen a népcsoportok délebbre vándoroltak. A betelepedés kezdetének időpontja vitatott, egyes elképzelések szerint akár már 30 ezer évvel ezelőtt megindulhattak az indiánok ősei ázsiai otthonukból. A bevándorlás a későbbiekben is folytatódott kb. 10 ezer évvel ezelőttig, amikor a jégkorszak végével a tenger elöntötte az átjárót. A korai ún. paleoamerikaiak hamarosan számos kultúrává és több száz törzzsé váltak szét.
A Kolumbusz előtti amerikai történelmet hagyományosan öt fejlődési fázisra osztják. A mai Egyesült Államok területén élő népek ebből a harmadikig jutottak el (a klasszikus és posztklasszikus korok ismertebb képviselői a maják, az aztékok és inkák).
A kőszerszámos stádium legkorábbi képviselője a Clovis-kultúra volt, amely nagy, hullámos élű, hornyolt dárdahegyeiről ismert és képviselői nagyvadakra vadásztak. Használati tárgyaikra először 1932-ben, az új-mexikói Clovis mellett bukkantak a régészek. A kultúra Észak-Amerika nagy részén elterjedt, sőt Dél-Amerikában is megtalálható volt. A Clovis-dárdahegy igen jellegezetes, kovakőből készült, kétoldalasan pattintott élű fegyver volt, alján olyan horonnyal, amely könnyebbé tette a nyélre való erősítést. A velük együtt talált állatcsontok és egyéb szerves anyagok alapján elvégzett radiokarbonos kormeghatározások szerint a kőeszközök 10-11 ezer évvel ezelőtt készültek.

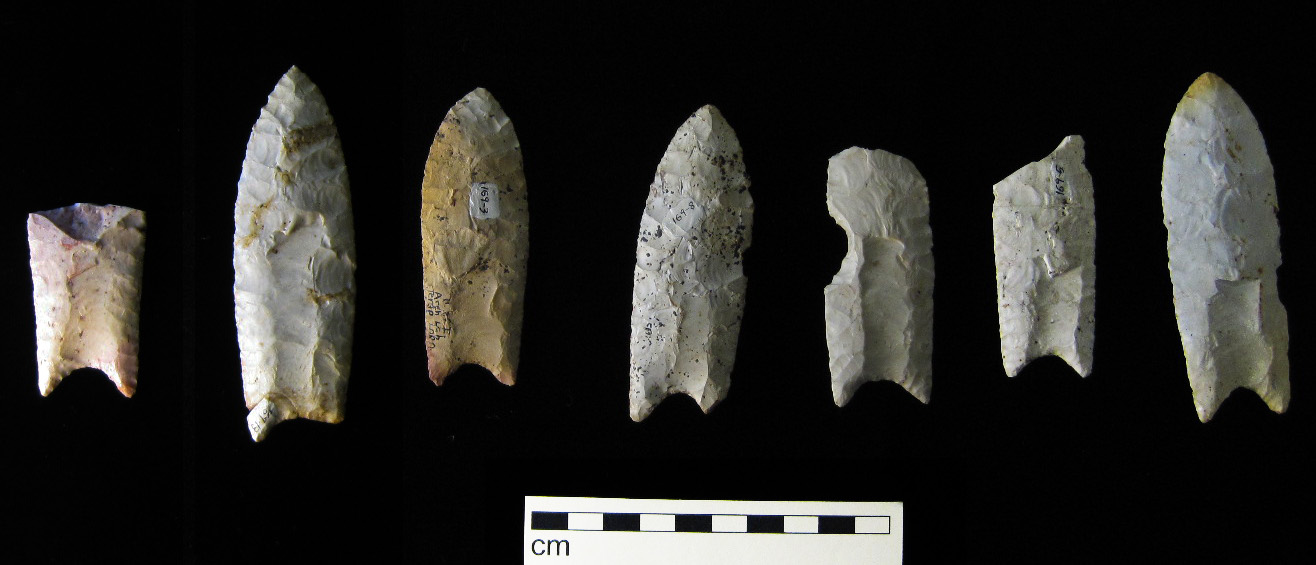
A Clovis-kultúra dárdahegyei

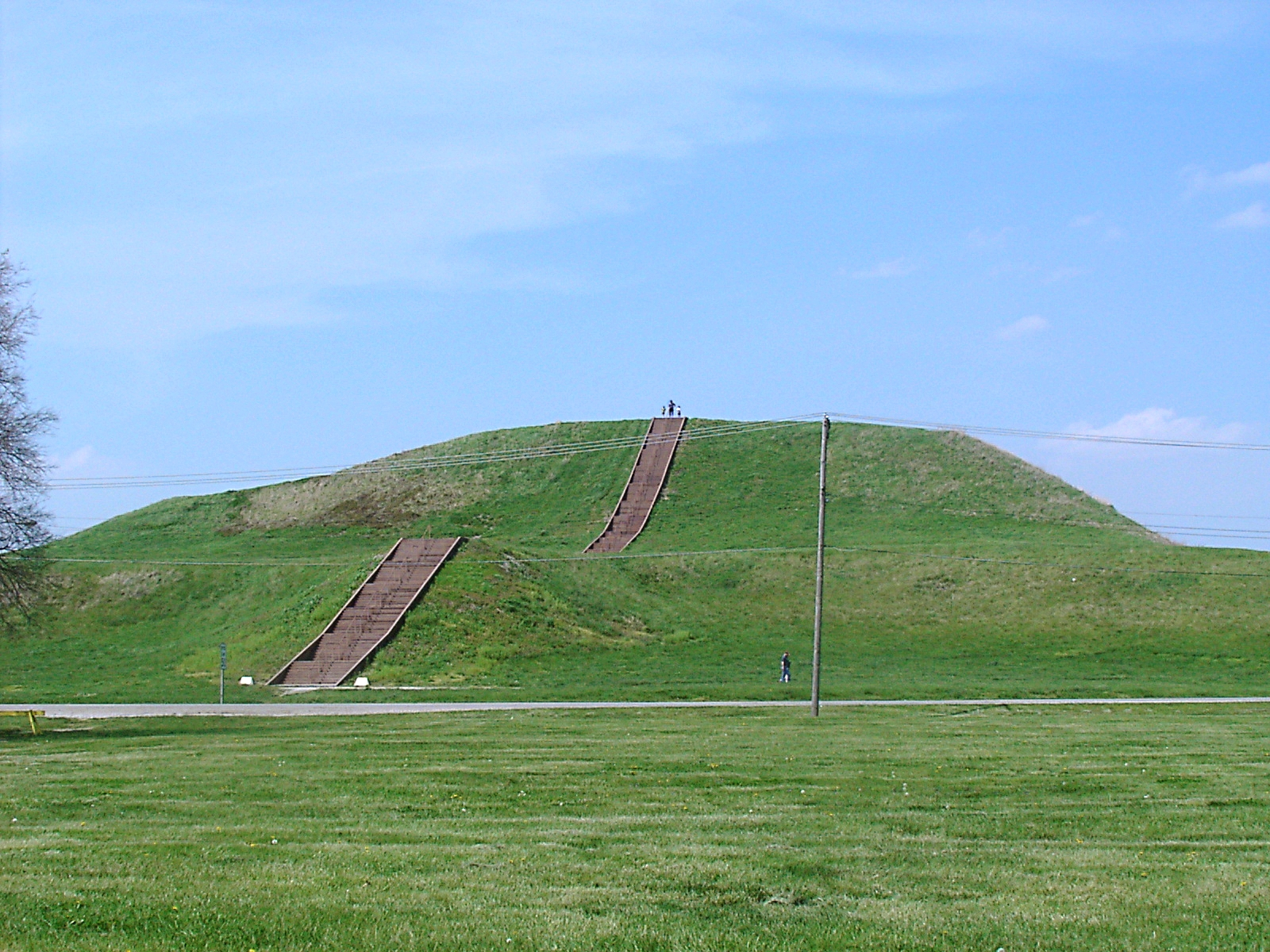
A Monks Mound Cahokiában

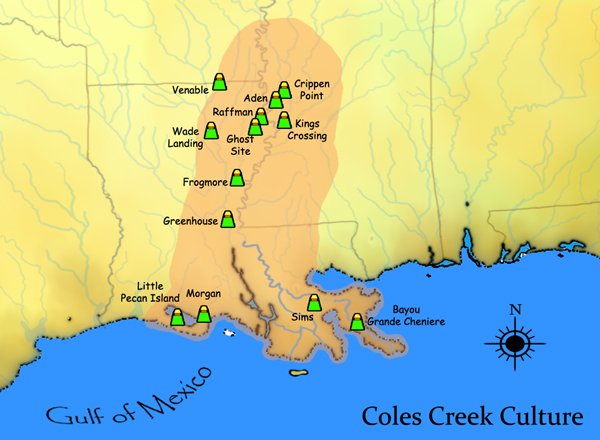
A Coles Creek-kultúra kiterjedése

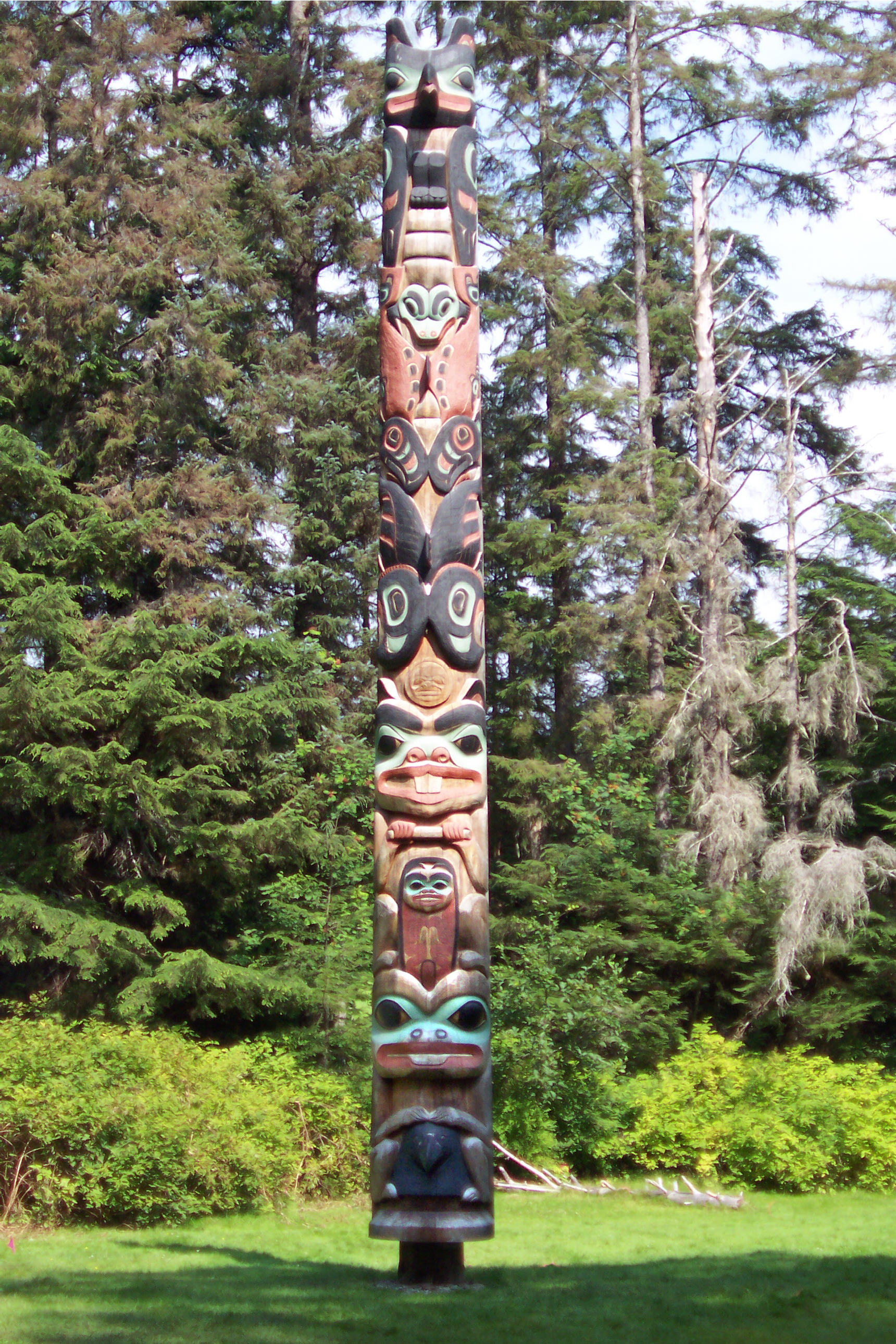
Tlingit totemoszlop

A Clovisokat követő egyik régészeti kultúra volt a Folsom-kultúra, amely i. e. 9 és 8 ezer között virágzott, jellegzetes dárdahegyeket készített és a lelőhelyek tanúsága szerint főleg bölényre vadásztak (volt ahol 50 állat csontjait is el tudták különíteni).
I. e. 8000 körül bevándorlók újabb hulláma érkezett Ázsiából Alaszkába, akik Na-Dené nyelveket beszéltek és i. e. 5000 körül érték el a mai USA csendes-óceáni partvidékét. Innen tovább vándoroltak a kontinens belsejébe, a mai Kanadába és a Nagy-síkságra. Ők voltak az atapaszka nyelveket beszélő mai népek (mint a navahók, vagy az apacsok) ősei. Időszakos falvaikban nagy, több család által használt kunyhókat építettek. Nomád népek voltak, nyaranta vadásztak, halásztak és készleteket gyűjtöttek a télre, amelyet telelőhelyeiken vészeltek át.
Az i. e. 5500-400 között élő Oshara-kultúra már az archaikus régészeti fázishoz tartozott. Népei a mai Egyesült Államok délnyugati részén, Új-Mexikóban, Dél-Coloradóban, Délkelet-Utahban, a Rio Grande völgyében éltek. Louisianában és Floridában több olyan közép-archaikus korhoz tartozó települést tártak fel, amelyek földhalmokat emeltek. Valamikori lakóik vadászok-gyűjtögetők voltak, noha a régészek addig úgy hitték, hogy ilyen nagy és hosszú ideig fennálló falvakat csak a földművelést meghonosító kultúrák hoztak létre. Egyik szép példájuk az észak-lousianiai Watson Brake, amelynek i. e. 3500 körül emelt, tizenegy halomból álló komplexuma a legrégebbi hasonló bonyolultságú építmény egész Észak- és Dél-Amerikában és majdnem kétezer évvel előzi meg a híresebb Poverty Pointot. Az itteni halmokat 500 éven át építették, míg i. e. 2800 körül el nem hagyták a települést, feltehetően a szélsőségesre változó éghajlat miatt.
A késő archaikus korszakhoz tartozó Poverty Point-kultúra a Mississippi alsó folyását és a torkolat környéki tengerpartot népesítette be. A kultúra i. e. 2200 és i. e. 700 között virágzott. Mintegy száz települését tárták fel, közülük a legismertebb Poverty Point, amelyet az UNESCO felvett a világörökség listájára. Az itteni építménykomplexum hat koncentrikusan elhelyezkedő földsáncból és több földhalomból áll. A helyi leletek tanúsága szerint lakói kereskedelmi kapcsolatban álltak a mai Georgia és a Nagy-tavak vidékének lakóival.
Az archaikus kort követő formatív korszakot már földrajzilag is több részre bontják. Az i. e. 1000 és i. sz. 1000 között a kontinens keleti részén és a Mississippi völgyében élő népeket hagyományosan a Woodland-korszakhoz sorolják, míg a kor középnyugati kultúráit az i. e. 200 és i. sz. 500 közötti Hopewell-tradíció fogja össze. A tradíció népei nem alkottak egységes kultúrát, inkább egy nagy kiterjedésű kereskedelmi hálózatot alkottak.
A kor jelentősebb kultúrái a következők:

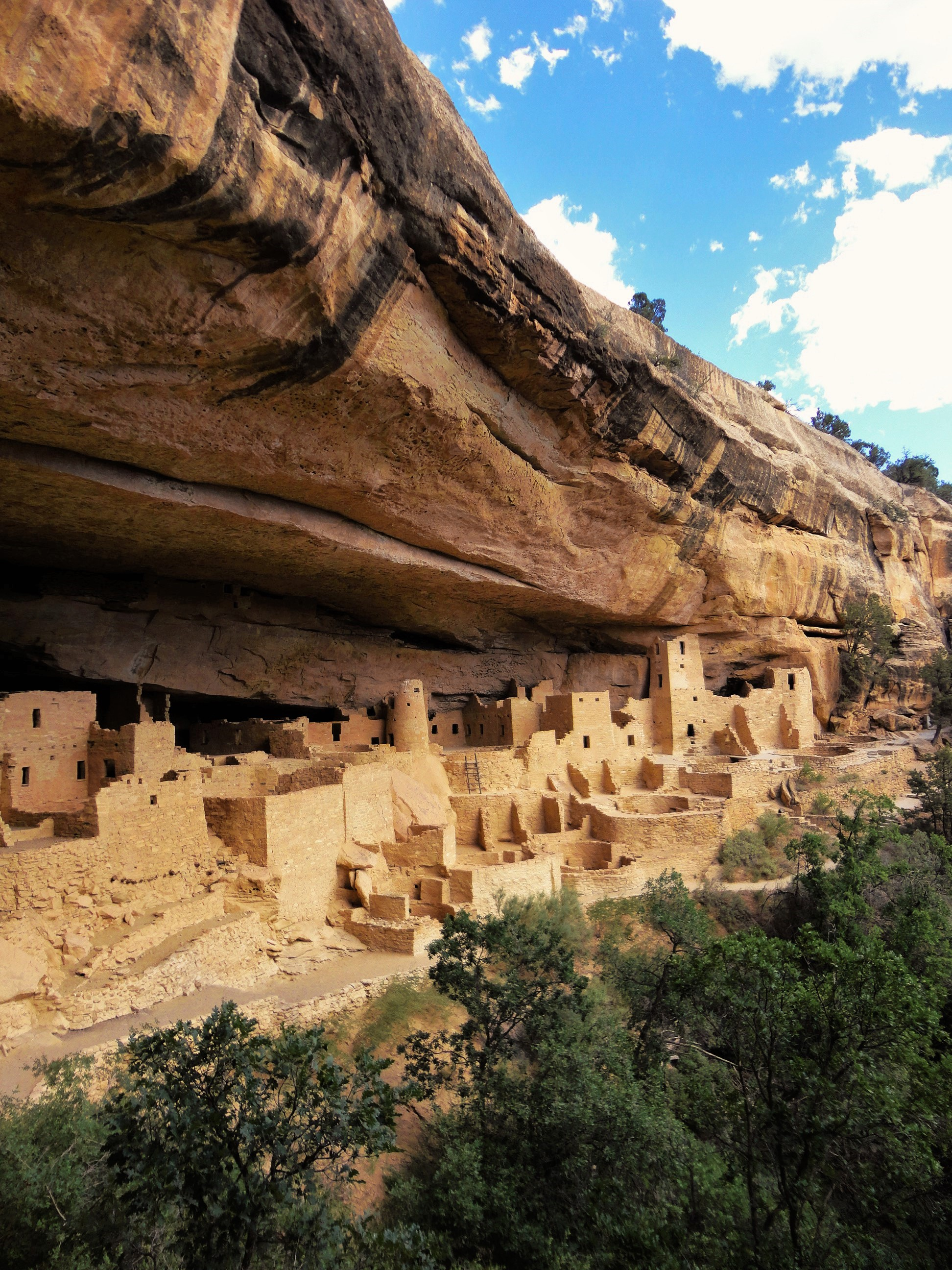
Az anaszázik Mesa Verde-i pueblója

- Az Adena-kultúra i. e. 1000 és i. e. 200 között állt fenn a Woodland-korszak elején az Ohio folyó völgyében. Jókora, akár 90 méteres magasságot is elérő földhalmaikról ismertek.
- A Coles Creek-kultúra a korszak végén (i. sz. 700-1200 között) virágzott a Missisippi alsó folyásánál; őket a Plaquemine-kultúra váltotta fel. Lapos tetejű földhalmaik központi tereket vettek körbe, politikai rendszerük már bonyolultabbnak volt mondható és a korai mezőgazdasági termelést még jelentős mértékű vadászattal elegyítették (utódaik már főleg kukoricát termesztettek).
- A hohokam kultúra a mai USA félsivatagi délnyugati részén fejlődött ki.[10] Korai képviselői a Gila folyó mentén telepedtek meg kis falvakban. Kukoricát, babot és tököt termesztettek. A települések gyarapodtak, épületeiket fallal körülvet csoportokba tömörítették és ők is emeltek halmokat, főleg a folyók és csatornák mentén, mert idővel komplett csatornarendszert építettek földjeik öntözésére. Cserépedényeiket többszínűre festették és a temetkezésben az elföldelés felváltotta az égetést. A kultúra i. sz. 1400 körül hanyatlott alá, a hagyomány szerint a mai pimák az utódaik.
- Az anaszázik a mai Egyesült Államok délnyugati részén, Dél-Utah, Észak-Arizona, Északnyugat-Új-Mexikó és Délnyugat-Colorado területén kiterjedten éltek.[11] Feltételezik, hogy legalábbis részben az Oshara-kultúrából származtak. Az általuk emelt épületek a kis családi gödörházaktól a nagyobb klánépületeken keresztül a nagy pueblókomplexumokig terjedtek. Társadalmi szempontból több száz kisebb közösség, illetve sűrűn lakott központ hálózatát alkották a Colorado-fennsíkon. Leginkább a sziklafalak védelmében épített, nagy kiterjedésű pueblóikról ismertek, amelyek közül három is felkerült a világörökség-listára: a Mesa Verde Nemzeti Park, a Chaco-kanyon és a Taos-puebló.
- A Mississippi kultúra az Ohio és Mississippi folyók völgyében élt és Mexikótól északra a legnagyobb földépítményeket produkálta. Közülük is a legnagyobb volt Cahokia. Az itteni Monks Mound alapterülete nagyobb, mint a Kheopsz-piramisé vagy a teotihuacani Nap-piramisé (bár csak 30 m magas). A várost lakói kozmológiai elvek alapján építették és több mint 100 kisebb-nagyobb földhalmot emeltek benne. Cahokiát i. sz. 950 körül kezdték el építeni, fénykorát a 13. század közepén érte el mintegy 20-30 ezer lakossal. Hanyatlása után egészen a 19. századig nem volt hozzá hasonló méretű település az Egyesült Államok területén. A mississippi kultúra másik jelentős központja volt Kincaid a maga 11 földépítményével. A kultúra cserépedényei a legkifinomultabb és leginkább elterjedt edények voltak Mexikótól északra. Jellemzői voltak a sima felszín, nagyon vékony falvastagság és a jellegzetes égetési és festési módszer.[12]
- Az irokéz törzsszövetség északkeleten jött létre a 15. század közepén és politikai szempontból egészen másképpen szerveződött, mint a központosított európai monarchiák.[13] Vezetését az 50 törzsfőnök (valamennyi egy-egy klánt képviselt) tanácsára bízták. A konföderáció öt törzset egyesített, az oneidákat, a mohawkokat, az onondagákat, a kajugákat és a szenekákat. Közülük az utóbbi volt a legnépesebb, bár ez nem tükröződött a tanácsban elfoglalt helyek számában. A döntéseket nem szavazással, hanem konszenzussal hozták és valamennyi tanácstag vétójoggal bírt.

A Csendes-óceán menti Északnyugati part népei számos törzsre oszlottak, valamennyi különálló kultúrával és politikai berendezkedéssel. Mitológiájuk és hagyományaik számos hasonlóságot mutat; például központi szerepet játszik benne a lazac. Egyik ismert szertartásuk a potlach volt, az ajándékozó ünnepség. Művészetük legismertebb tárgya a gondosan faragott totemoszlop.

## Európai gyarmatosítás

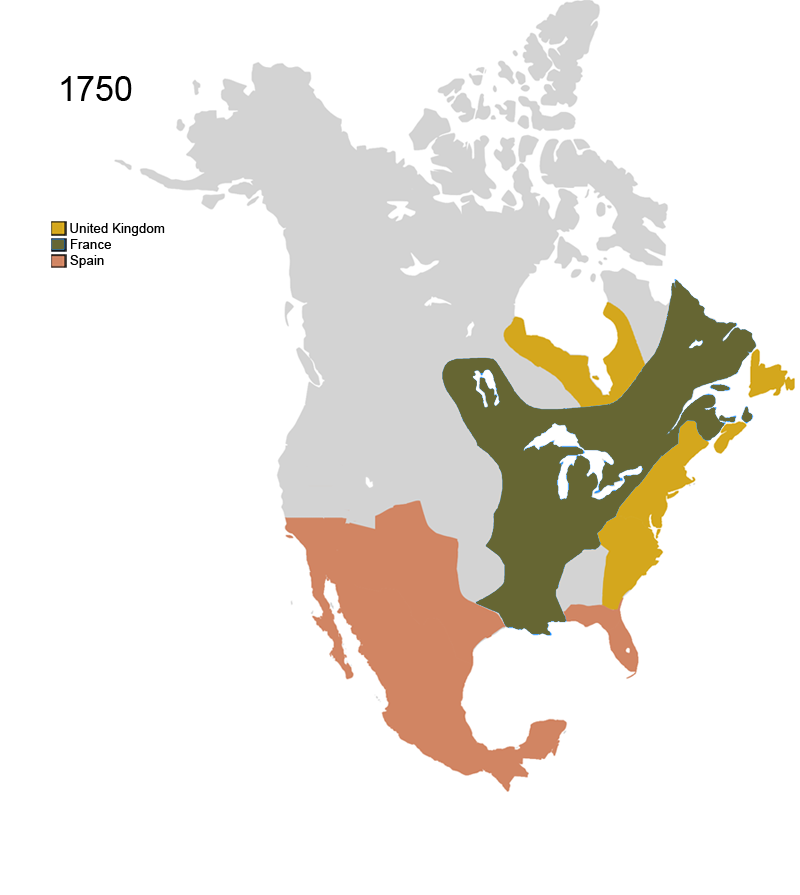
Európai befolyási övezetek Észak-Amerikában a 18. század közepén
Franciaország
Nagy-Britannia
Spanyolország

Miután Kolumbusz 1492-ben felfedezte Amerikát, a nyugat-európai hatalmak felfedező utakat indítottak a kontinens partjaihoz és kolóniákat hoztak létre a számukra új földön. Az indiánok és az európaiak kölcsönösen nagy hatással voltak egymás mezőgazdaságára: az előbbiektől átvették a lovakat, szarvasmarhákat és disznókat, míg Európába átkerült a kukorica, a burgonya, dohány, bab és tök. A bevándorlók azonban új betegségeket is hoztak magukkal, elsősorban a feketehimlőt és kanyarót, amelyek ellen az indiánoknak nem volt védettségük és tömegesen pusztultak el a járványok során. Társadalmaik nagyrészt összeomlottak vagy elszegényedtek és az európai telepesek második hulláma már kiüresedett földre érkezett.

### Spanyol, holland és francia gyarmatosítás
A spanyolok elsőként érkeztek a mai USA területére, amikor Kolumbusz második útján, 1493. november 19-én kikötött Puerto Ricón. Floridát 1513-ban érték el először. A spanyol expedíciók sorra fedezték fel az Appalache-hegységet, a Mississippit, a Grand Canyont, a Nagy-síkságot. 1540-ben Hernando de Soto részletesen feltárta a délkeleti régiót, ugyanekkor Francisco Vásquez de Coronado Arizonán keresztül eljutott egészen Kansasig. A leigázott aztékokon meggazdagodott új-spanyolországi gyarmat észak felé terjeszkedve sorra hozta létre a kis településeket, amelyek közül több népes várossá fejlődött: ilyen volt a texasi San Antonio, az új-mexikói Albuquerque, az arizonai Tucson, vagy a kaliforniai Los Angeles.
A 17. században létrejött Új-Hollandia (Nieuw Nederland) a mai New York területén és a Hudson-folyó völgyében. A hollandok főleg prémmel kereskedtek. A gyarmat elzárta a tőlük délre fekvő Új-Anglia terjeszkedési lehetőségét, ezért 1667-ben, a második angol–holland háború után Anglia elcserélte suriname-i cukorültetvényeit a hollandok észak-amerikai kolóniájára. A vallásilag toleráns, pragmatista szemléletű hollandok hosszú időn át hatással voltak az amerikai politikai és kulturális életre. Az eredeti, új-hollandiai eredetű családok közé tartoznak többek között a Rooseveltek, de holland származású volt többek között Martin Van Buren elnök is.
Franciaország hatalmas területekre terjesztett ki befolyását Észak-Amerikában 1534 és 1763 között, melyet egyszerűen Új-Franciaországnak (Nouvelle-France) neveztek el, 1608-tól az északi Québec lett állandó fővárosa. Noha észak–déli kiterjedése jelentős volt a Mexikói-öböltől a Szent Lőrinc-folyó torkolatáig, beleértve Acadiát is, kolóniáik népessége azonban csekély maradt. Az új-franciaországi Kanadában főleg prémkereskedelemmel foglalkoztak, itteni nagyobb városaik Québec, Montréal és Acadia voltak. A „kanada” szót ekkoriban még csak egy kis tartományi terület használta a Szent-Lőrinc folyó körzetében, a mai értelemben vett Kanada mint állam majd csak az 1800-as években alakul ki. A franciák a Mississippi és az Illinois folyók mentén mezőgazdasági kolóniákat létesítettek és megalapították New Orleans-t Mobile-t és Biloxit. Az anyaország elvárásaiból fakadó érdeksérelmek miatt 1688 és 1763 között összesen négy francia–indián háború alakult ki (köztük az irokéz közösséggel vívott ún. „hódháborúk”, 1629 és 1701 között, melyet az Anna brit királynő elleni követett). Ezekkel párhuzamosan Új-Franciaország és a brit „tizenhárom gyarmat” között is alakultak ki konfliktusok: az első, az ún. „Vilmos király háborúja” 1689–1697 között zajlott (ez része volt a pfalzi örökösödési, vagy kilencéves háborúnak), melyet az 1697-es ryswicki szerződés zárt le. Az ezt követő rövid békeidőszakot az „Anna királynő háborúja” (1702–1713) váltotta, melyben végül a britek elcsatolták Nova Scotiát, az utrechti béke értelmében. A további brit expanziót megakadályozandó, a franciák felépítették Cape Breton Island-en Louisbourg erődjét, mely a Szent Lőrinc-folyó bejáratát volt hivatott védeni. Ez a „György király háborúja” (1744–1748) idején elesett, de a békekötés után visszakerült francia kézre.
A 17. században az európaiak már több szövetségi rendszert hoztak létre az őslakosokkal: a franciák a vabanaki konföderációval, míg az angolok az irokézekkel. Az európai hétéves háború idején – melynek amerikai ágát a britek francia és indián háborúnak hívják (1754–1763) – a győztes britek végül annektálták többek között a mai Kelet-Kanadát, illetve a tizenhárom gyarmat határvonalát is meghatározták az 1763-as párizsi békeszerződésben. Miután a szerződés szerint a franciák elvesztették területeiket Britannia és Spanyolország javára, ezt követően az északkeleti, acadiai francia telepesek az immár spanyol Louisiana-ba (1763–1803) menekültek és létrehozták a máig élő cajun kultúrát. A brit domínium növekvő adói, sarcai ellen fellázadt amerikai gyarmatok, jelentős francia katonai segítséggel, új jogokat és területi követeléseket szereztek maguknak, melyeket az amerikai függetlenségi háborút lezáró 1783-as párizsi béke szavatolt. A Francia Köztársaság, majd császárság az első két koalíciós háborúban – az ún. francia függetlenségi háborúkban (1792–1802) – megpróbálta visszaszerezni Louisiana-t, mely 1800-ban formailag sikerült is: az 1795-ös bázeli békeszerződés után, 1800–1801-ben megkötött harmadik San Ildefonso-i békeszerződés értelmében, 1803 novemberében a spanyolok átadják Louisiana-i területüket Párizsnak. Ennek végrehajtása idején azonban már más geopolitikai helyzet állt elő a második koalíciós hadjáratok idején, ezért – 1803 közepén a brit hadiflotta dominanciája miatt az ellátási útvonalakat katonailag védhetetlennek ítélte – Napóleon 1803 decemberében eladta azt az Egyesült Államoknak, így Franciaország végérvényesen, minden észak-amerikai kontinentális birtokát elvesztette.

### Brit gyarmatosítás

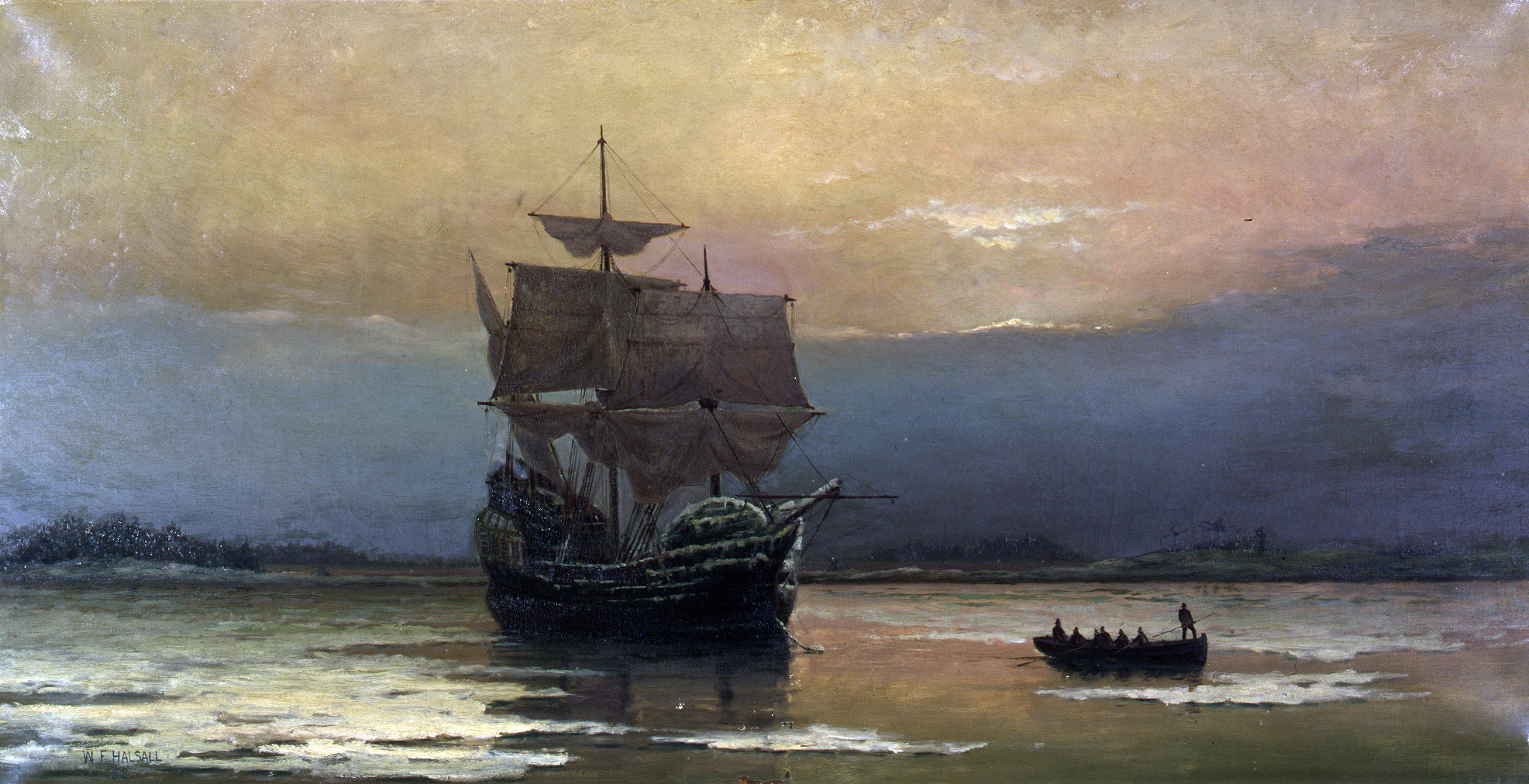
A puritán menekülteket szállító Mayflower

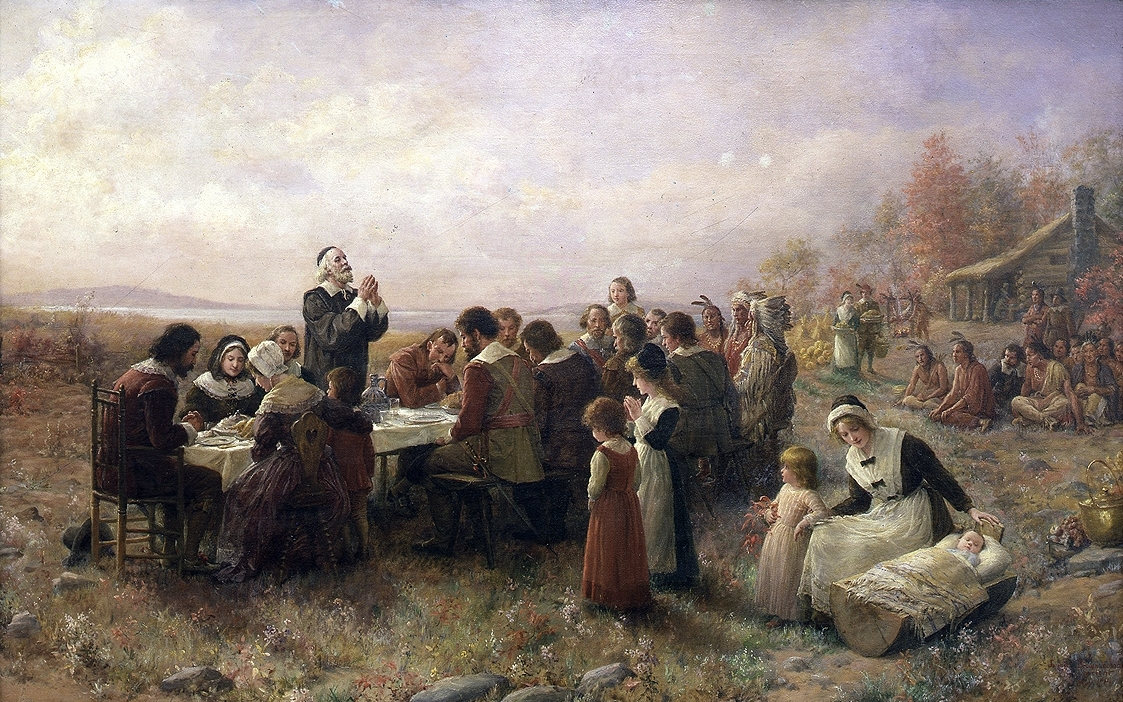
Az első hálaadás Plymouthban (Jennie Augusta Brownscombe képe, 1914

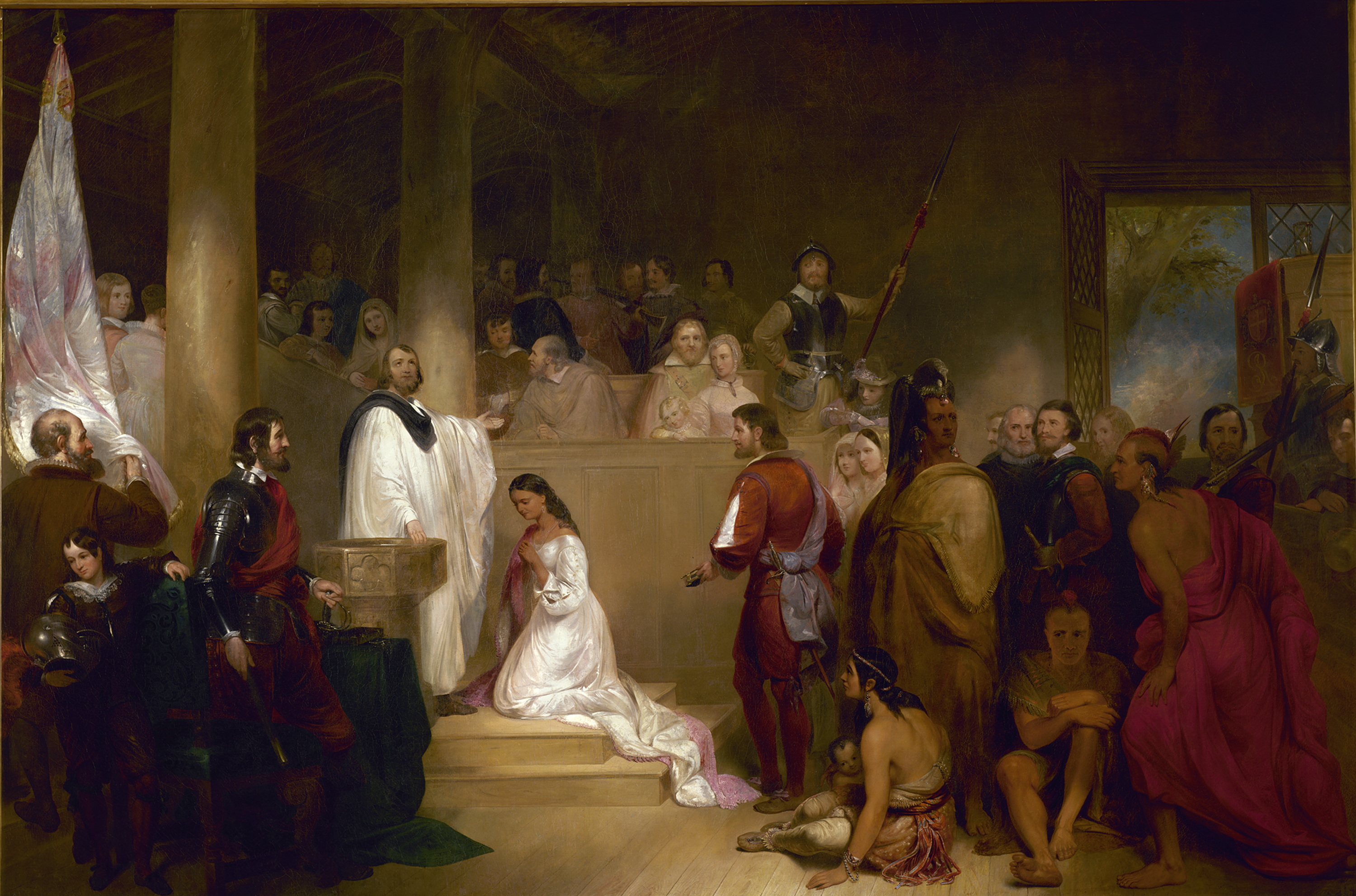
Pocahontas megkeresztelése (John Gadsby Chapman, 1840)

A kontinens keleti partvidékén a 16. században elsősorban angolok telepedtek meg (illetve sokkal kisebb mértékben hollandok és svédek). A gyarmati életet főleg az állandó munkaerőhiány jellemezte, amit 1526-1840 között rabszolgák behozatalával, illetve a szerződéses szolgálat intézményének meghonosításával enyhítettek. A szerződéses szolgák néhány éves kötelező munkával válthatták meg utazási költségüket Európából. A brit gyarmatok lakosságának több mint a fele ilyen szerződéssel érkezett az Újvilágba. A londoni kormány ún. „jótékony szemethunyási” politikája engedélyezte, hogy egyes angol törvényeket ne kelljen végrehajtani a gyarmatokon, hogy így csábítóbbá tegyék azokat a betelepülők számára és lojálisabbá a kormány iránt. Nem hajtottak be bizonyos adókat, illetve bár törvény írta elő, a gyarmatoknak nem volt kötelező csak Angliával kereskedniük.
Az angolok első gyarmatosítási próbálkozása Roanoke szigetén 1585-ben rövid időn belül kudarcba fulladt, a telepesek nyom nélkül eltűntek. Az első állandó településük az 1607-ben alapított Jamestown volt, amely évtizedekig csak stagnált, míg rá nem jöttek, hogy a dohánytermesztéssel jelentős jövedelemre lehet szert tenni. A fejlődésnek az sem vetett gátat, hogy a helyi indiánokkal nem mindig maradt békés a kapcsolatuk. 1622-ben például a powhattan törzs egy meglepetésszerű támadásban lemészárolta Virginia gyarmat lakosságának negyedét , 350 férfit, nőt és gyereket. A legnagyobb szabású fegyveres konfliktusok az őslakosok és a gyarmati lakosság között az ún. Fülöp király háborúja (1675–78), valamint a jamaszi háború (1715–17) voltak. Az angol kormány az elítélt bűnözőket sok esetben a gyarmatokra küldte; becslések szerint összesen 50-120 ezer elítélt érkezhetett Amerikába a forradalom kitöréséig.
Az északkeleti parton fekvő Új-Angliát elsősorban a puritán vallási irányzat képviselői népesítették be, akiket kiutasítottak Angliából, majd Hollandiából is. A Mayflower hajóval érkező „zarándok atyák” (ahogyan az amerikai történeti hagyomány nevezi őket) 1620-ban alapították meg a plymouth-i, 1630-ban Massachusetts-öbölbeli kolóniájukat. Az ún. közbenső gyarmatok – amelyek Új-Anglia és a déli kolóniák közé estek – közé tartozott New York, New Jersey, Pennsylvania és Delaware. A forradalomban részt vevő Tizenhárom gyarmat közül a legfiatalabbat, Georgiát 1732-ben alapították és 1752-ben vált koronagyarmattá.
A gyarmatok vallási szempontból igen nagy változatosságot mutattak. Új-Angliában a kongregacionalista egyházak voltak többségben, a középső gyarmatokon sok volt a német és holland kálvinista, Marylandben a katolikus. A határvidéken nagyszámú skót és ír presbiteriánus lakott. Emellett a városokban kezdetektől fogva jelen voltak a zsidók, New York-ba, Virginiába és a két Carolinába pedig Franciaországból érkeztek menekült hugenották. A királyi hivatalnokok nagyrészt anglikánok voltak. A vallásosság az 1740-es évek ún. első nagy ébredése során újabb lendületet kapott, olyan prédikátorok terjesztették hitüket, mint Jonathan Edwards vagy George Whitefield. Délen a metodisták és baptisták a vallásszabadságért és a rabszolgaság eltörléséért szálltak síkra. Számos rabszolgát megtérítettek, néhányukat lelkészként is elismerték.
A tizenhárom észak-amerikai brit gyarmatnak kissé eltérő kormányzati rendszere volt. A gyarmatokat többnyire egy Londonban kinevezett kormányzó irányította, aki egy választott törvényhozó testület segítségével vetett ki helyi adókat és hozott rendeleteket. A 18. századra a gyarmatok gyors gyarapodásba kezdtek, amelynek egyik oka a magas népszaporulat, másik a bevándorlás volt; az életszínvonal ekkor már meghaladta Anglia sok vidékéét. A dohány- és rizsültetvényeken sok fekete rabszolga dolgozott, akiket főleg a karibi brit szigetekről szereztek be. Az 1770-es évekre a rabszolgák az amerikai lakosság egyötödét tették ki.
A gyarmatok önállósodásának kérdése sokáig fel sem vetődött, mert állandó fenyegetésben éltek északon a franciák, délen a spanyolok miatt. A brit győzelem a hétéves háborúban megszüntette ezeket a veszélyeket.
Dél-Karolinában és Virginiában kialakult egy gazdag ültetvényes társadalmi réteg, amelynek vagyona rabszolgamunkán alapult és sikerült megszereznie a politikai hatalmat, sőt részben az egyház fölött is ellenőrzést gyakorolt. New York államban sajátos osztályrendszer alakult ki, amelyben a többnyire holland földbérlők a vagyonos holland arisztokrácia (mint pl. a Rensselaer család) birtokait bérelték ki. A többi gyarmat egalitáriánusabb volt. Például Pennsylvaniában a 18. század közepén a középosztály dominált, lakosságának többsége jómódú farmerekből, kézművesekből, kereskedőkből állt, akik egyre nehezebben viselték a kis létszámú felső osztály uralmát.

### A forradalom előtt

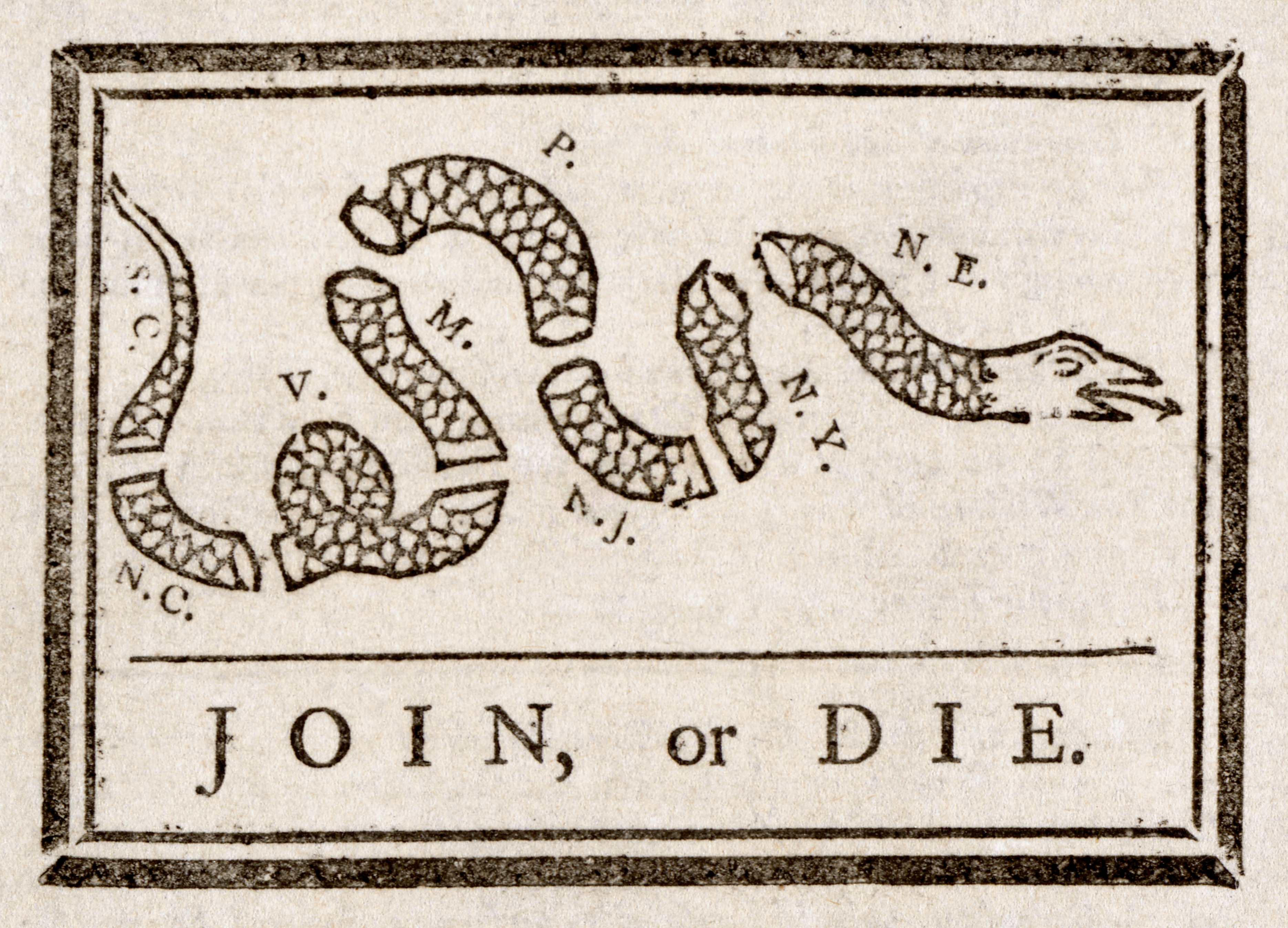
Benjamin Franklin „Egyesülés vagy halál” plakátja sürgette a gyarmatok összefogását

A hétéves háború (vagy ahogy Amerikában ismerik, a francia és indián háború; 1754–63) választóvonal volt a tizenhárom gyarmat politikai fejlődésében. A brit korona legfőbb riválisai, Franciaország és Spanyolország vereséget szenvedtek, a franciák pedig elvesztették Kanadát és Louisiania Mississippitől keletre eső felét; mindez a gyarmatokat erősítette. A háború elősegítette a gyarmatok együttműködését is; ezt szimbolizálta Benjamin Franklin „Egyesülés vagy halál” kampánya. Franklin sokirányú érdeklődésű férfi volt, számos ötlete közül az Amerikai Egyesült Államok létrehozása volt az egyik, amelyet 1765-ben fogalmazott meg.
A győztes háború után III. György király 1763-ban proklamációt adott ki, amely az új észak-amerikai birodalom megszervezése és a szövetséges indiánok védelme érdekében megtiltotta az Appalache-hegységtől nyugatra történő földfoglalást. Emiatt a következő években egyre feszültebbé vált a gyarmatiak és a korona viszonya. A brit parlament 1765-ben bélyegtörvényt adott ki, amely a gyarmati törvényhozást megkerülve, közvetlenül adóztatta meg számos termék forgalmát. Mivel a gyarmatoknak nem voltak képviselőik Londonban, felmerült a kérdés: joga van-e a parlamentnek magadóztatnia az amerikaiakat, amikor azoknak nincs képviseletük benne? A gyarmatiak „képviselet nélkül nincs adóztatás” felkiáltással megtagadták az adófizetést. A feszültség az 1760-as évek végén és az 1770-es években egyre fokozódott.

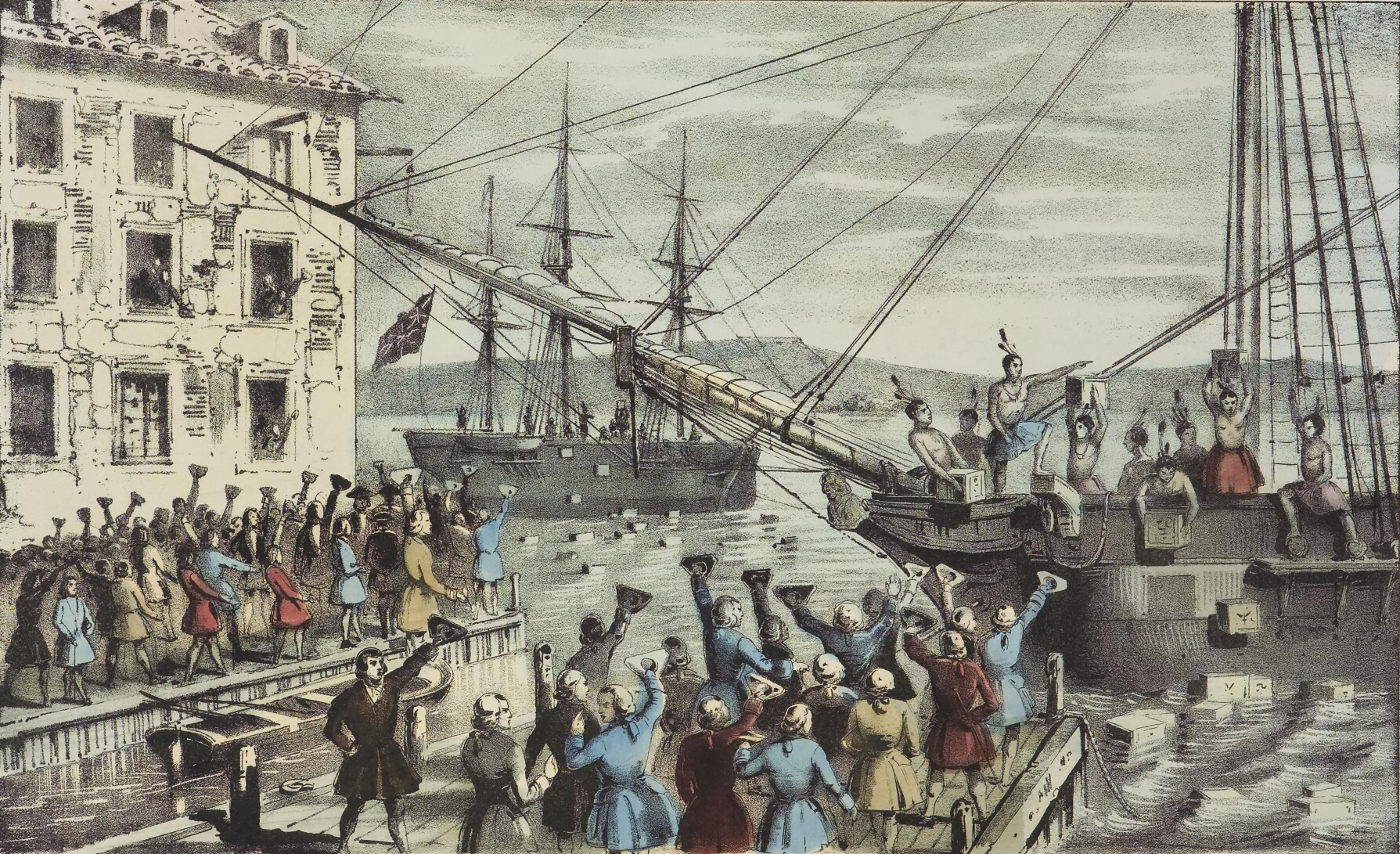
A bostoni teadélután

1773-ban a politikai aktivisták az ún. bostoni teadélután során a teára kirótt új adó miatti tiltakozásul a tengerbe szórták egy hajó tearakományát. A parlament a következő évben határozott ellenlépéssel válaszolt, elvette Massachusetts hagyományos önkormányzati jogát és katonai kormányzás alá helyezte a gyarmatot. Az akció általános felháborodást és ellenállást váltott ki valamennyi gyarmaton. Az tizenhárom gyarmat ellenzéki politikai vezetői összehívták az első kontinentális kongresszust, hogy koordinálják az új rendelkezésekkel szembeni ellenállást. A kongresszus felhívást adott ki a brit tea bojkottjára, listát adott ki a gyarmatokat ért sérelmekről és kérelmezte a királytól azok orvoslását. Kérelmük süket fülekre talált, ezért 1775-ben összehívták a második kontinetális kongresszust, amely már a brit hadsereggel szembeni védelmet szervezte meg. A politikailag öntudatos amerikaiak között ekkorra teret hódított a republikanizmus. Elutasították az arisztokrácia uralmát, társadalmukat a polgári kötelességek és a korrupciómentesség alapjain kívánták megszervezni. Az ún. alapító atyák számára „a republikanizmus többet jelentett, mint valamilyen államformát. Életmód volt, alapvető ideológia, rendíthetetlen elkötelezettség a szabadság iránt és az arisztokrácia teljes elutasítása.”

## A függetlenségi háború

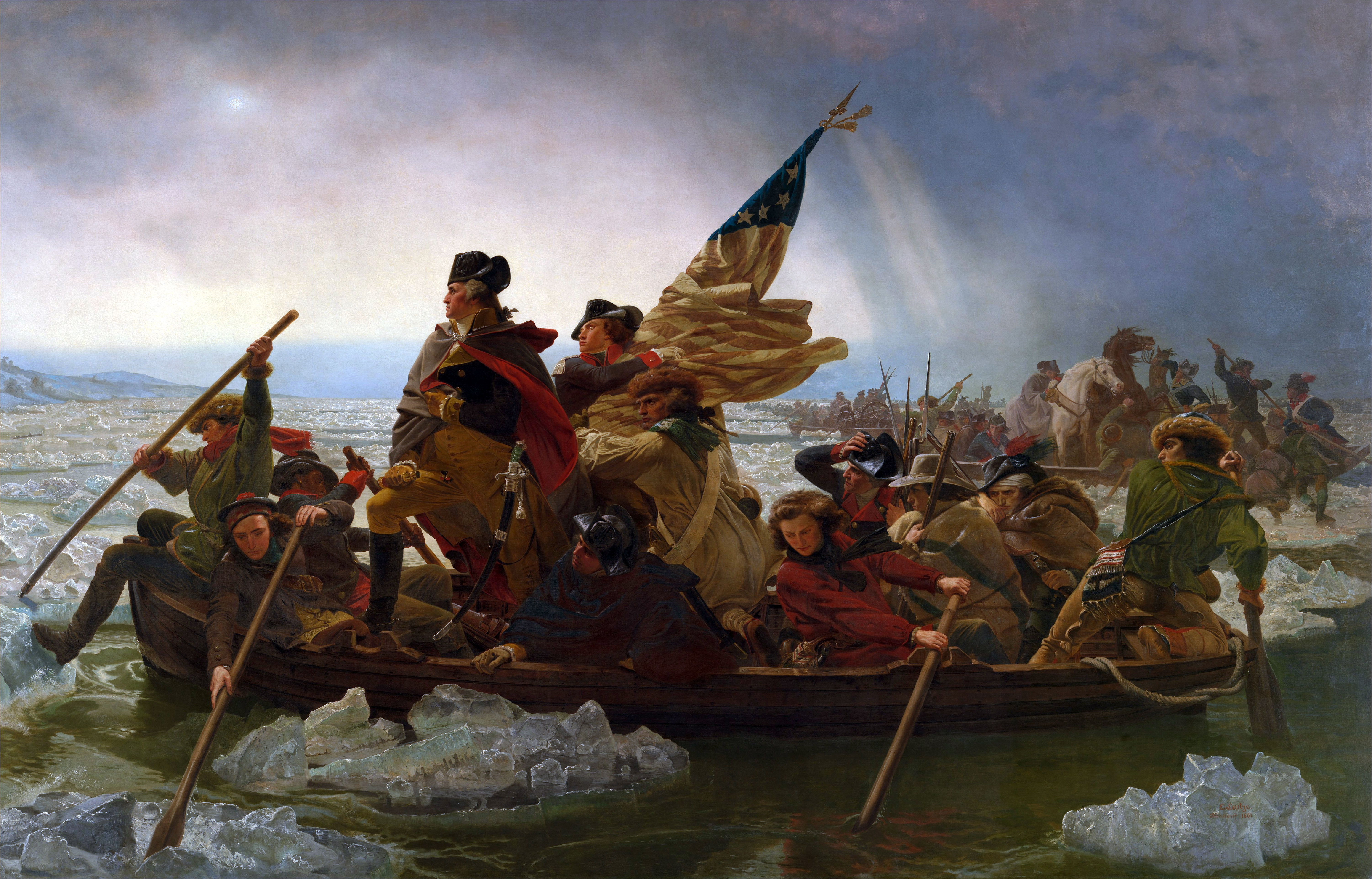
Washington meglepetésszerű átkelése a Delaware folyón volt a felkelők első sikeres katonai akciója

Az amerikai függetlenségi háború 1775 áprilisában tört ki, amikor a britek Concordban és Lexingtonban megpróbálták lefoglalni a lőszerkészletet és le akarták tartóztatni az ellenállás vezetőit. A gyarmatiak válaszul nyílt fegyveres felkelésbe kezdtek a korona ellen.
1776. július 2-án a Philadelphiában összegyűlt második kontinentális kongresszus kimondta a gyarmatok elszakadását Nagy-Britanniától. Két nappal később, július 4-én kiadták a Függetlenségi nyilatkozatot; ez a dátum a mai napig az ország legfontosabb nemzeti ünnepe. Szeptember 9-én a kongresszus az állam nevét Amerikai Egyesült Államokra változtatta (korábban Amerikai Egyesült Gyarmatok volt a megnevezése) Az új állam a felvilágosodás korának liberális eszményeit követte. Ahogyan Thomas Jefferson megfogalmazta, minden polgárának elidegeníthetetlen joga van az élethez, a szabadsághoz és a boldogság kereséséhez. Republikánus alapelvei szerint az államhatalom nem egy uralkodó, hanem a nép kezébe került.

A függetlenség kikiáltása (John Trumbull képe, 1819)

A felkelők katonai parancsnokává George Washingtont választották, aki kiváló szervezőnek bizonyult, jó kapcsolatokat ápolt a kongresszussal és az államok kormányzóival és ügyesen válogatta tisztjeit, akikkel az önkéntesek seregéből ütőképes hadsereget hozott létre. Igen nagy gondot jelentettek a logisztikai problémák, mert sem a kongresszusnak, sem az államoknak nem voltak olyan anyagi forrásai, amiből megfelelően felfegyverezhette, ruházhatta, etethette, fizethette volna katonáit. Washington nem volt jó taktikus, a britek több alkalommal keresztülhúzták számításait. Stratégaként azonban kiváló tulajdonságokról tett tanúbizonyságot, hadmozdulataival négy brit inváziós hadseregen kerekedett felül. Stratégiájának köszönhetően 1776-ban kiszorították az első hadsereget Bostonból, és lényeges szerepet játszott a második és harmadik sereg megadásra kényszerítésénél Saratogánál (1777), illetve Yorktownnál (1781). Bár a britek meg tudták tartani New Yorkot és néhány kisebb várost, az ország területének döntő részét a felkelők (szóhasználatukkal patrióták) uralták.
A felkelők diplomáciai kapcsolatot létesítettek és szövetséget kötöttek Franciaországgal, akik biztosították a spanyolok és a hollandok segítségét is. A szárazföldi és tengeri erők így kiegyenlítettebbé váltak, miután Nagy-Britannia egyedül harcolt ebben a háborúban.
A függetlenséget ellenzők, a lojalisták a lakosság mintegy 20%-át tették ki, de soha nem szerveződtek meg megfelelően. A yorktowni döntő vereség után a Cornwallis tábornok vezette brit haderő letette a fegyvert és 1783-ban Párizsban megkötötték a békét. Az Egyesült Államok volt az első jelentősebb gyarmat, amely sikerrel lázadt fel urai ellen és alapított új államot.

## A köztársaság első évei

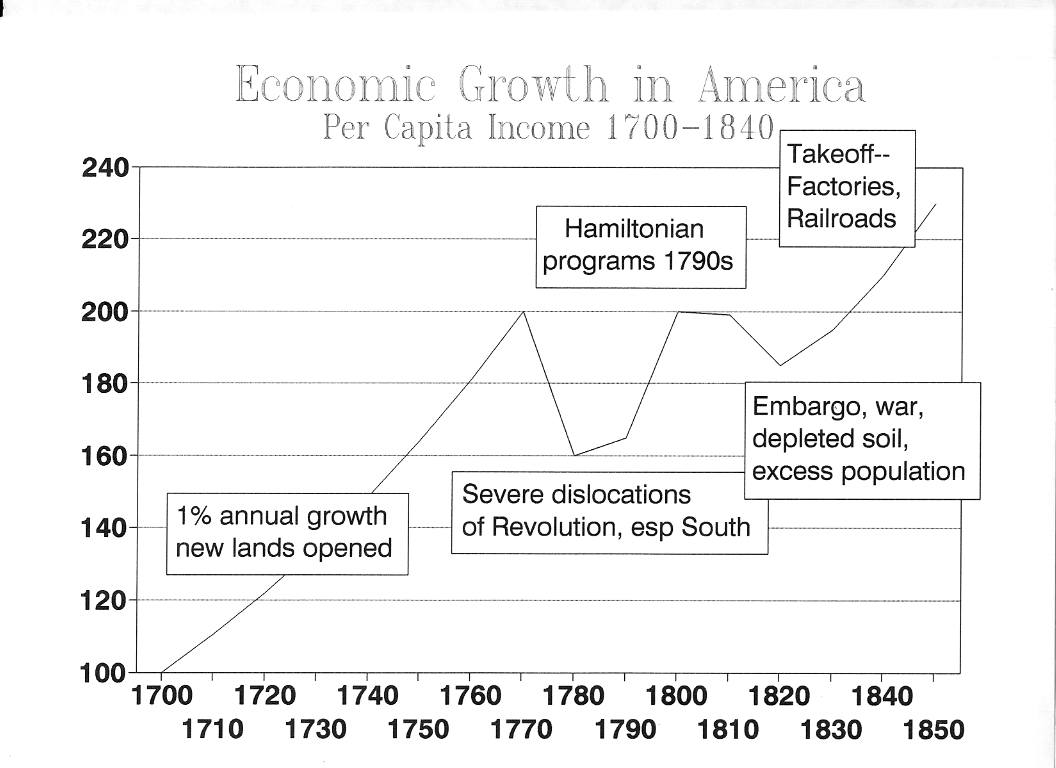
Az amerikaiak egy főre eső jövedelmének változása 1700-1850 között

Az új köztársaság első ügyei közé tartozott a nyugati, jórészt indiánok lakta területek státuszának rendezése. A Kongresszus a saját felügyelete alá vonta és territóriummá szervezte őket. A telepesek beköltözésével ezek fokozatosan tagállamokká alakultak át. Az államok föderációjából álló ország központi kormánya ekkor még igen gyenge volt, és a nacionalisták – többségükben háborús veteránok – aggódtak, hogy nem tudna elhárítani egy külső támadást, vagy akár egy belső felkelést (mint a Shay-felkelés 1786-ban). 1787-ben összehívták a philadelphiai konvenciót, melyen az államok képviselői elfogadták az Egyesült Államok alkotmányát, amely hatékony központi kormányt és erős köztársasági elnöki hivatalt hozott létre. Emellett az alkotmány biztosította a személyes szabadságjogok sérthetetlenségét és a zsarnokság kialakulásának megakadályozására szétválasztotta a három hatalmi ágat (törvényhozás, végrehajtás, igazságszolgáltatás).
A Kongresszust felhatalmazták, hogy 20 éven belül tiltsa be a külföldről érkező rabszolgák kereskedelmét (amit 1807-ben meg is tett). Mivel a déli államok népességének jelentős része szavazati joggal nem rendelkező rabszolgákból állt, az államok közti politikai aránytalanságok elkerülésére a Kongresszusban a képviselők számát úgy határozták meg, mintha a rabszolgák háromötöde szavazóképes lenne. Az egyezség még ilyen kompromisszumos formában is megnövelte a déli képviselők politikai súlyát, különösen, miután az ültetvényes rendszert kiterjesztették azokra a déli területekre, ahonnan elűzték az indiánokat. A külföldi rabszolgák hiányát megfelelően pótolta belföldi kereskedelmük.
Jelentős volt az antiföderációs erők aránya, akik attól tartottak, hogy a központi kormány túlzott hatalomra tesz szert. Kiengesztelésükre 1791-ben kiadták a Jognyilatkozatot (Bill of Rights), amely tíz pontban módosította az alkotmányt és biztosította a szólás- és vallásszabadságot, a szabad fegyvertartást és azt a jogot, hogy csak esküdtszék véleménye alapján lehessen elítélni a polgárokat.

### George Washington elnöksége

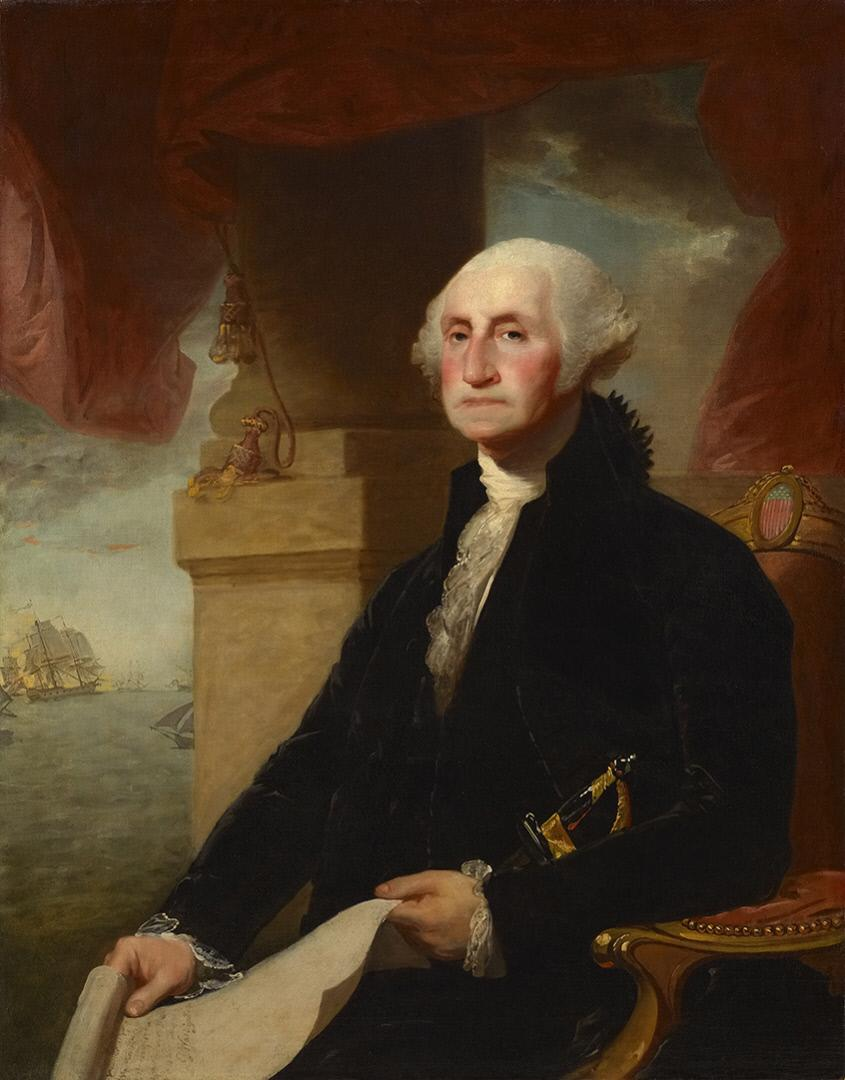
George Washington, az USA első elnöke

Az új alkotmány rendelkezései alapján 1789-ben megválasztották a köztársaság első elnökét, George Washingtont, a függetlenségi háború hősét, a hadsereg főparancsnokát és az alkotmányozó konvenció elnökét. A fővárost 1790-ben New Yorkból Philadelphiába, majd 1800-ban Washingtonba költöztették át.
Washington elnökségének legfontosabb vívmánya az erős szövetségi kormány létrehozása volt, amelyet valamennyi amerikai elismert. Pénzügyminisztere, Alexander Hamilton felmérte az államok adósságát, a pénzügyi rendszer stabilizálása céljából létrehozta az ország első nemzeti bankját és egységes adó- és vámrendszert dolgozott ki az államadósság mielőbbi visszafizetését megcélozva. Programja alátámasztására Hamilton megalapította az ország első politikai pártját, a Föderalista Pártot. Erre válaszul hozta létre Thomas Jefferson és James Madison az ellenzéki Republikánus Pártot (amelyet a történészek Demokrata-Republikánus Pártnak neveznek). Hamilton és Washington 1794-ben megkötötte Nagy-Britanniával a Jay-szerződést, amely rendezte a két ország viszonyát és elsimította a párizsi békeszerződésben függőben hagyott ügyeket. A Jefferson-pártiak vehemensen tiltakoztak a szerződés ellen és a választók felsorakoztak a két párt mögé, kialakítva így a köztársaság első pártrendszerét.

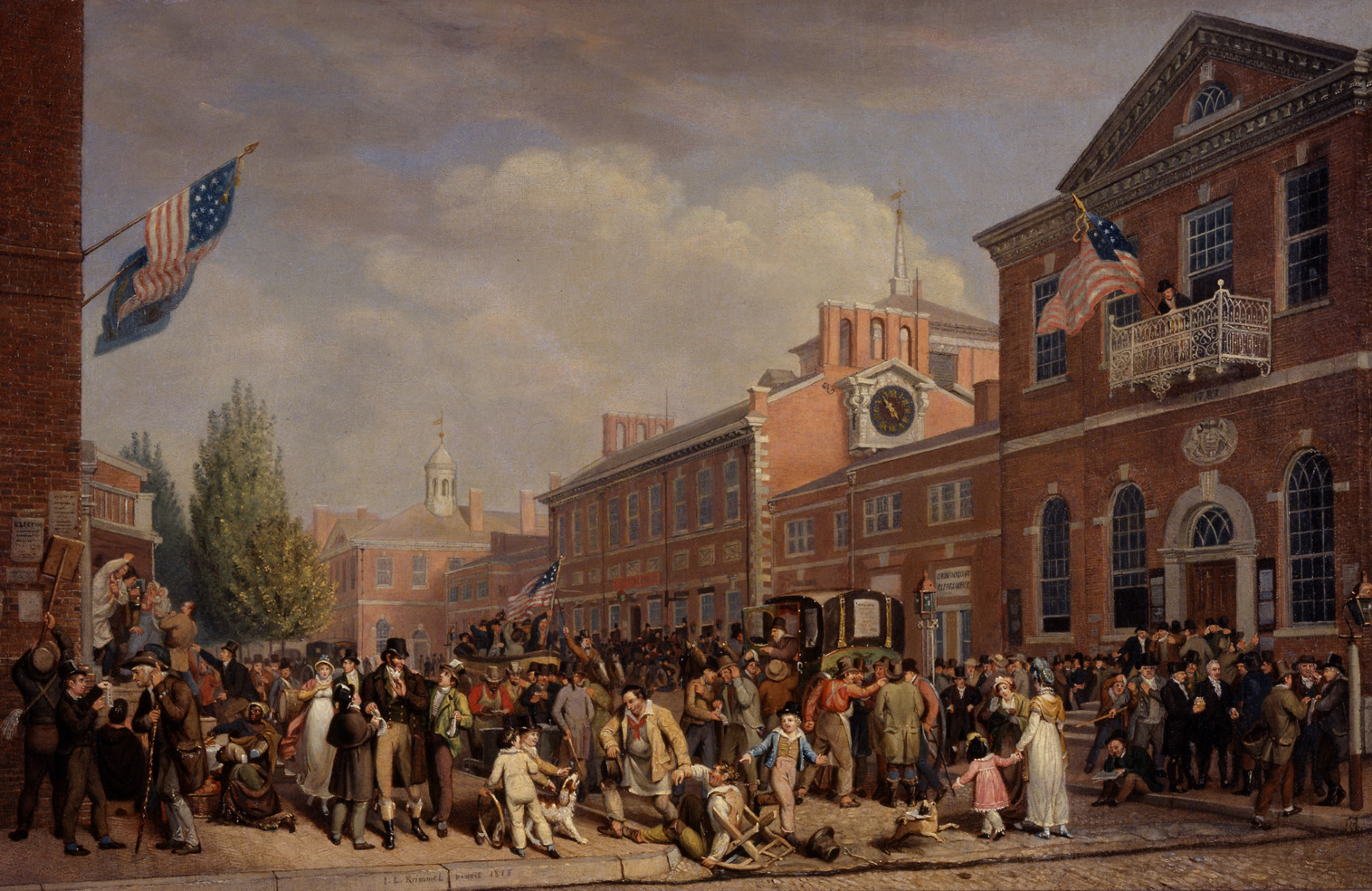
A választás napja Philadelphiában (John Lewis Krimmel képe, 1815

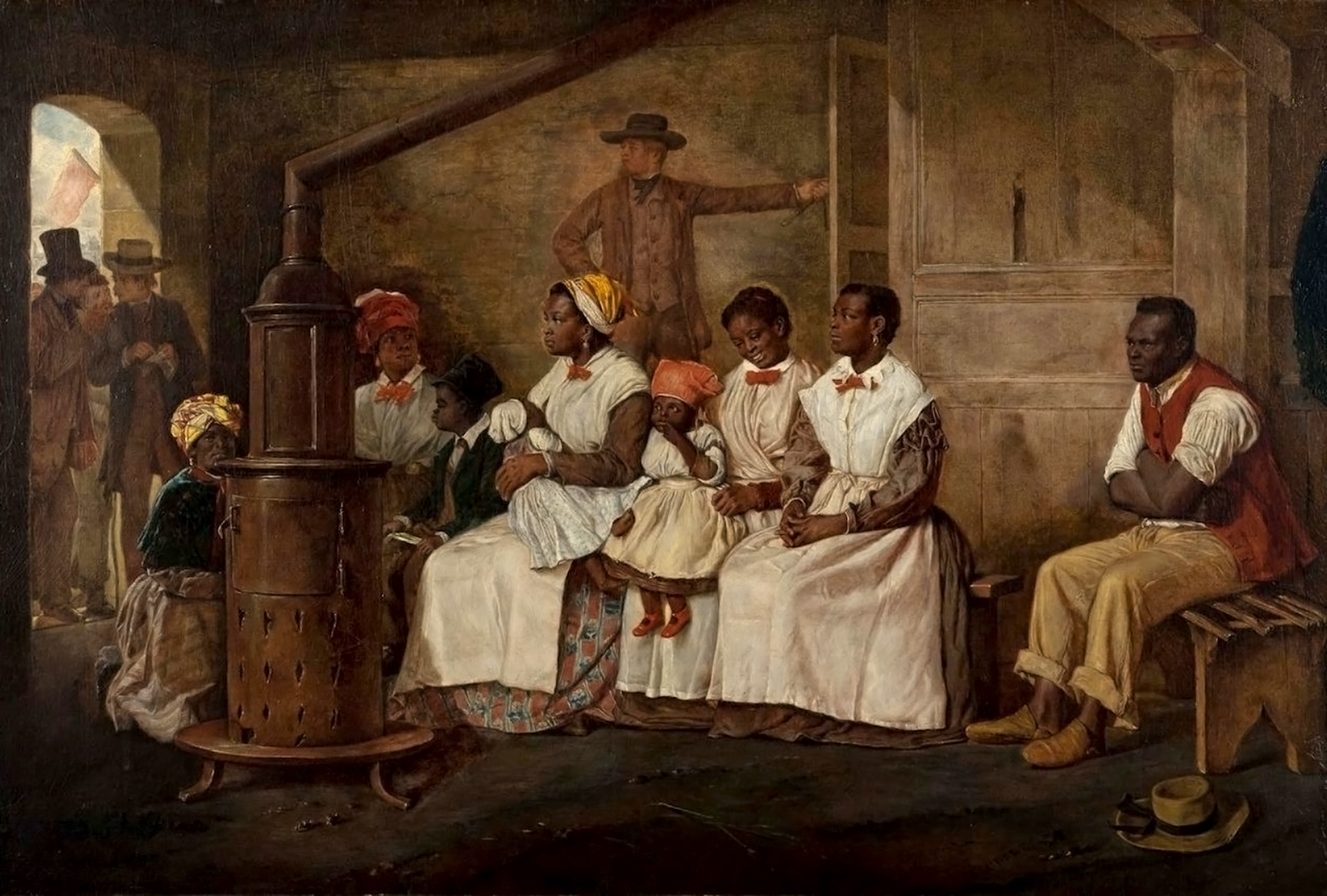
Eladásra váró virginiai rabszolgák

A föderalisták kereskedelmi és pénzügyi okokra hivatkozva bővítették volna a Nagy-Britanniával folytatott kereskedelem volumenét. A republikánusok azzal vádolták őket, hogy monarchiát akarnak létrehozni, a gazdagokból uralkodó osztályt csinálnak és hogy az Egyesült Államokat a britek kezére játsszák. A felhevült hangulatban a Kongresszus végül megszavazta a szerződést.
A nemzeti kormány egyik első próbatétele az 1794-es whiskeylázadás volt, amelyben a nyugati telepesek tiltakoztak az alkohol központi adója ellen. Washington mobilizálta az állami milíciát és személyesen vezette a hadműveleteket a felkelés ellen, amelynek támogatottsága gyorsan elolvadt; így a kormány tekintélye megerősödött.
Washington csak két elnöki ciklust vállalt, amivel precedenst teremtett. Híres búcsúüzenetében magasztalta a szövetségi kormány előnyeit, felhívta a figyelmet a morális alapú kormányzásra és figyelmeztetett a külső hatalmakkal való szövetségkötés és a politikai pártok alapításának veszélyeire.
Az 1796-os választáson a föderalista John Adams legyőzte Jeffersont. Kormánya a forradalmi Franciaországgal vívott tengeri háborút kihasználta arra, hogy megpróbálja elnémítani a republikánusokat, törvénnyel büntetve a kormányt kritizáló hamis állításokat. Egy esetleges francia invázióra felkészülve jelentősen megerősítették a hadsereget, amelynek Hamilton lett a parancsnoka. Adams 1798-ban véget vetett az ún. kváziháborúnak a franciákkal, bár a békeszerződés saját pártját is megosztotta.

### A rabszolgaság
A függetlenségi háború két évtizede alatt drámai különbségek alakultak ki az államok között a rabszolgaság jogállását tekintve és jelentősen megnőtt a felszabadított feketék száma. A forradalom emberi jogi eszméin felbuzdulva az északi államok – amelyek gazdasága amúgy is kevéssé függött a munkájuktól – eltörölték a rabszolgaságot.
A déli tömb északi államai megkönnyítették a felszabadítás feltételeit, így népességükön belül a felszabadított feketék aránya az 1792-es kevesebb, mint 1%-ról 1810-re 10% fölé emelkedett. Ekkorra az országban élő feketék 13,5%-a lett szabad polgár. Ezután azonban a gyapotültetvények terjeszkedése miatt nőtt a rabszolgák iránti igény és a felszabadítások száma drámaian lecsökkent. Ezzel párhuzamosan sokan meggazdagodtak a belföldi rabszolga-kereskedelemből.
1809-ben James Madison elnök betiltotta az amerikai kereskedők részvételét az atlanti rabszolga-kereskedelemben.

## 19. század

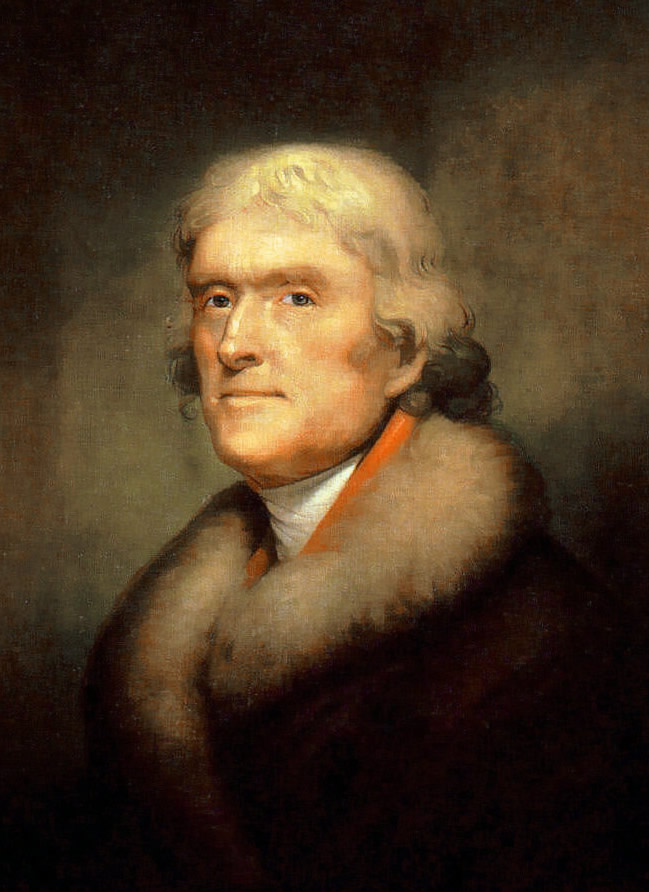
Thomas Jefferson

Az 1800-as választáson Jefferson legyőzte Adamset. Elnökségének legnagyobb vívmánya Louisiana megvétele volt 1803-ban, amely lehetővé tette, hogy az Egyesült Államok tovább terjeszkedjék nyugat felé a kontinensen. Jefferson maga is természettudós volt és támogatta a földrajzi felfedező expedíciókat a nagyrészt feltérképezetlen belső területekre; közülük legismertebb Lewis és Clark expedíciója volt. Politikai szempontból Jefferson mélyen republikánus volt, ideálja szerint az ország a független gazdálkodókon alapszik; a városokat, bankokat, gyárakat gyanakvással szemlélte. Bizalmatlan volt a szövetségi kormánnyal és bíróságokkal szemben, utóbbiakat megpróbálta meggyengíteni. Ebbéli igyekezete azonban a virginiai föderalista, John Marshall bíró ellenállásán megbukott. Bár az Alkotmány létrehozta a Legfelsőbb Bíróságot, funkciója bizonytalan volt, míg Marshall, aki 1801 és 1835 között töltötte be a posztot, határozott formát nem adott neki. A testület a Kongresszus által hozott törvényeket vizsgálta felül és megsemmisítette az államok alkotmánysértő rendeleteit. Az első ilyen esetnek az 1803-as Marbury kontra Madison per bizonyult.

### Az 1812-es háború

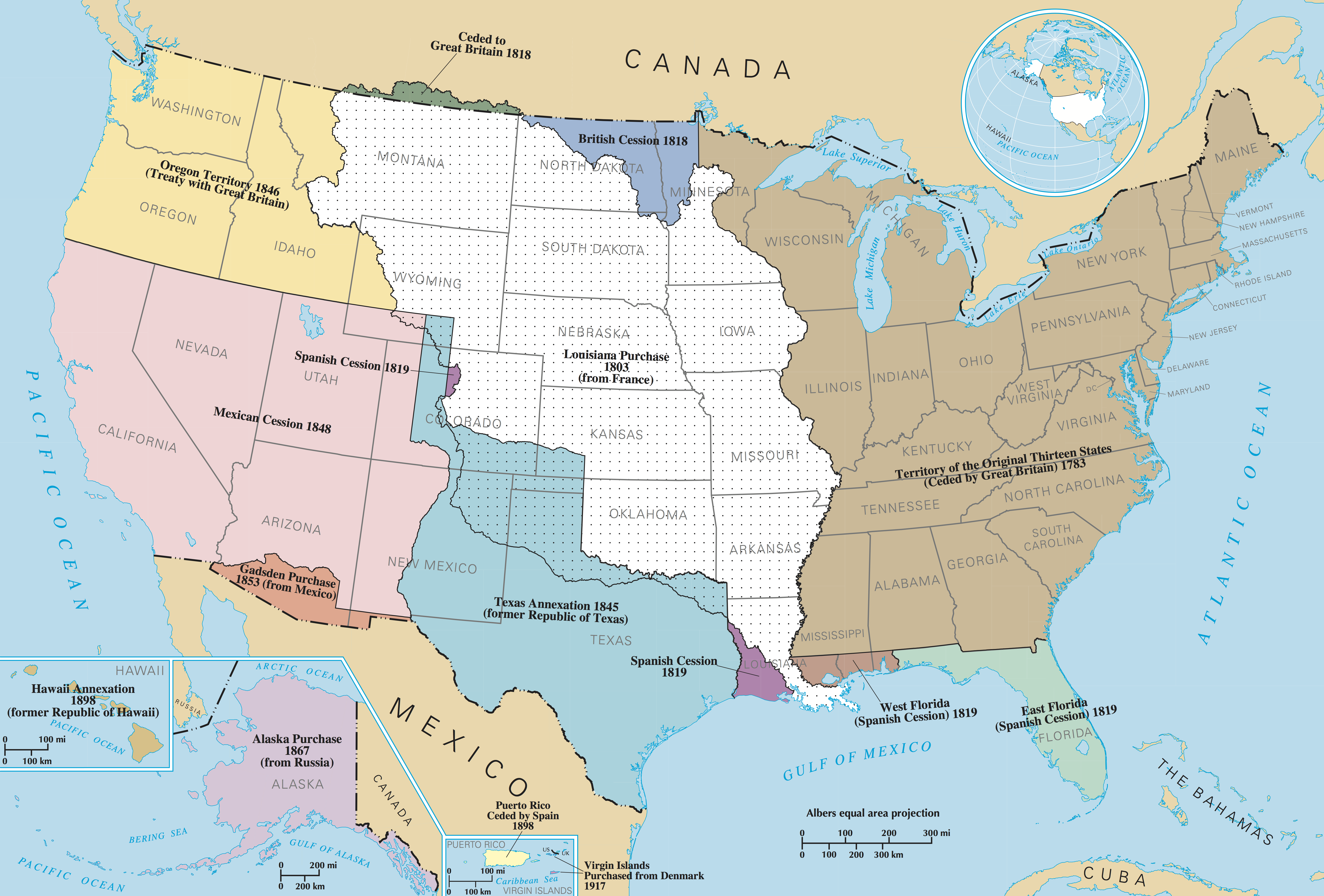
Az USA területi terjeszkedése. Louisiana megvétele fehérrel van jelezve

A Napóleon ellen harcoló britek kevéssé vették figyelembe az amerikaiak érzékenységét és a háború érdekében gyakran megakadályozták, hogy a magukat semlegesnek deklaráló amerikaiak hajói kereskedjenek a franciákkal. Emellett rendszeresen kényszersorozták az amerikai hajók legénységét a brit hadihajókra (mintegy 10 ezer matrózt fogtak le így) és támogatták az Egyesült Államokkal ellenséges indiánokat is. Másrészt az USA kormánya szívesen elcsatolta volna a britek kanadai gyarmatait, vagy legalább azok egy részét. Ezért 1812. június 18-án az északkeleti államok és föderalisták heves tiltakozása ellenére hadat üzentek Nagy-Britanniának.
A háború egyik fél részéről sem hozott látványos sikereket. Mindkét fél megpróbált területet foglalni az ellenségtől, de visszaverték őket. Az amerikai főparancsnokság egészen az utolsó évig inkompetensnek bizonyult. Az amerikai milíciák kedvetlenül harcoltak, mert messzire vitték őket otthonuktól. A brit tengeri blokád tönkretette az amerikai kereskedőket és kiürítette az államkincstárat. Az amerikai William Henry Harrison tábornoknak sikerült ellenőrzése alá vonnia az Erie tavat és legyőzte a britekkel szövetséges Tecumseh indián törzsfőnököt Kanadában. Délnyugaton Andrew Jackson számolt le az indiánokkal.
A britek eközben megszállták Maine-t és egy rajtaütés során elfoglalták és felgyújtották Washingtont. 1814-ben Baltimore-nál azonban visszaverték őket és New York államban is megállították az előrenyomulásukat.
Napóleon bukásával a háború okai mindkét oldalon megszűntek, ezért a felek megegyeztek, hogy a korábbi határok visszaállításával békét kötnek. Míg azonban a genti béke aláírásának híre megérkezett Amerikába, Andrew Jackson még döntő vereséget mért New Orleansnál a támadó brit erőkre. Az amerikaiak igen büszkék voltak magukra, hogy a „második függetlenségi háborúban” ismét versenyképesnek mutatkoztak a világ egyik legerősebb hatalmával szemben. A háborúellenes Föderalista Párt elvesztette népszerűségét, amit már később sem sikerült visszaszereznie.

### A jóindulat kora

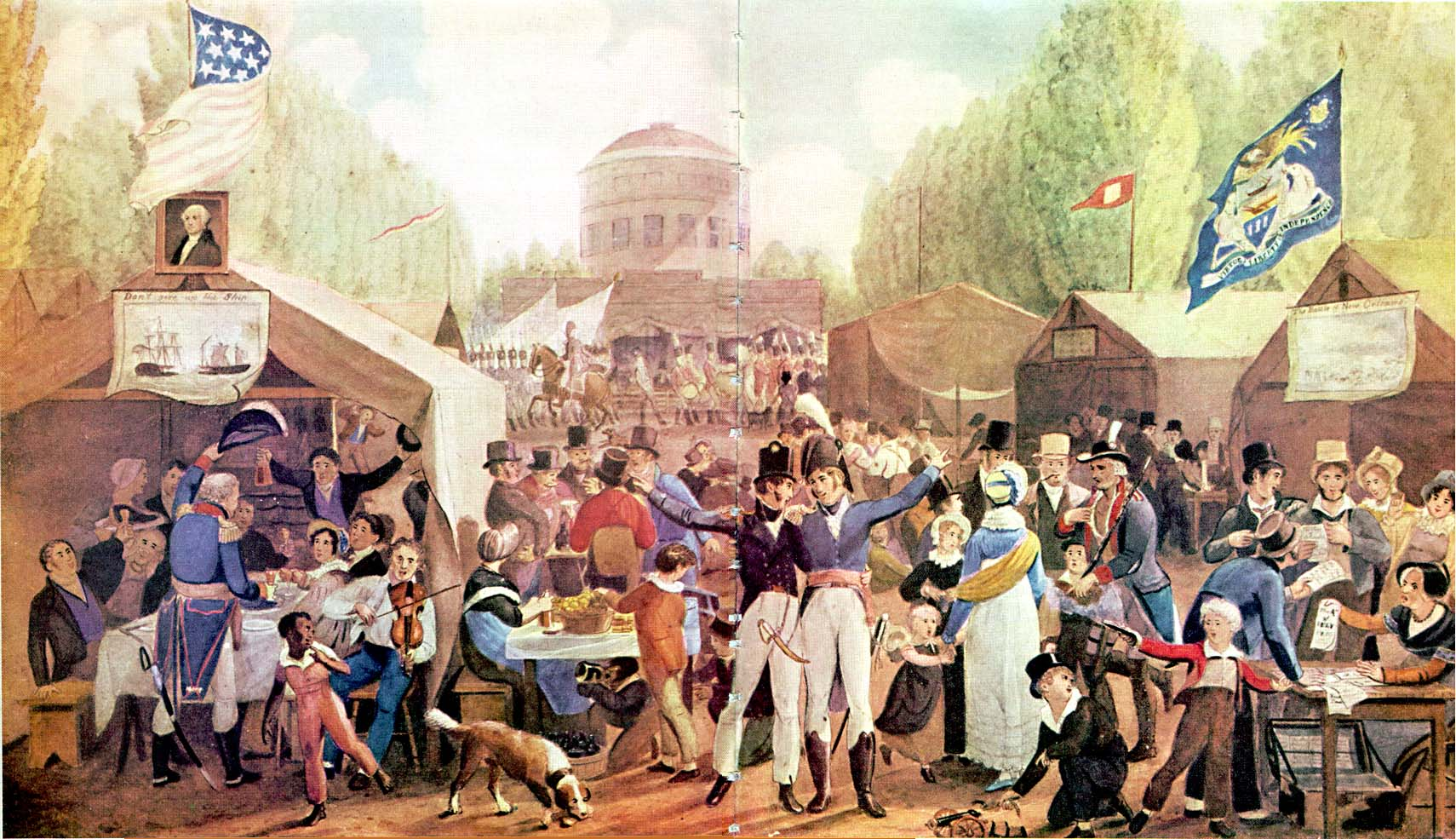
Függetlenségi napi ünnepség (1819)

Az Egyesült Államok első nemzeti bankjának húszéves engedélye 1811-ben lejárt és a Kongresszus egyetlen szavazattöbbséggel nem újította meg. A háború alatt a hiánya nagy mértékben hátráltatta a hadsereg finanszírozását, így Madison elnök 1816-ban külföldi bankárok segítségével felállította a második nemzeti bankot.

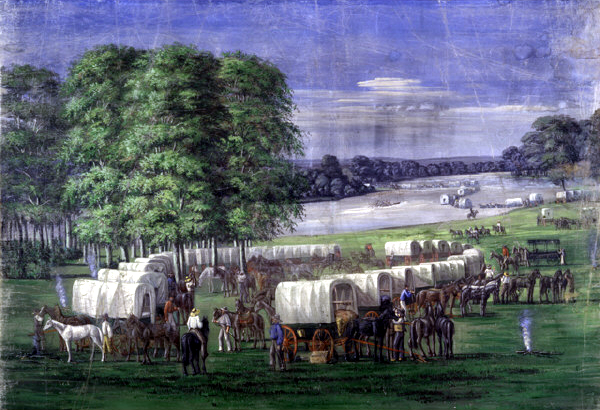
Telepesek a nebraskai síkságon

A republikánus kormány vámokat vetett ki különböző árucikkekre, hogy megvédje az újdonsült amerikai ipart, amely a háború alatti brit blokád miatt nagy nehézségekkel küzdött. A föderalisták bukásával a korábbi politikai életet jellemző éles szembenállás megszűnt. A republikánusok több föderalista elvet maguk is átvettek és James Monroe kétszeri elnöksége (1817–25) alatt arra törekedett, hogy megszüntesse a pártalapú részrehajlást az állam működésében. A kellemesebbé váló politikai légkör miatt az 1815-1825 közötti időszakot „a jóindulat korának” nevezték.
Az elnök 1823-ban kinyilvánította a Monroe-elvet, mely szerint „Amerika az amerikaiaké”, az európai nagyhatalmaktól rossz néven veszik a két kontinens gyarmatosítását vagy ügyeibe való beavatkozást. Az orosz és francia terjeszkedés miatt kinyilvánított elv fordulópontot jelentett az USA külpolitikájában.
Az 1832-ben újraválasztott Andrew Jackson, az ország 7. elnöke nem újította meg a második nemzeti bank lejáró engedélyét, a bank pedig 1836-ban megszűnt. Jackson meg volt győződve arról, hogy a központi bankok a gazdasági elit eszközei az átlagpolgár elnyomására. Helyette az egyes államok bankjait támogatta.

### Az indiánok elűzése
A Kongresszus 1830-ban elfogadta az indiánkitelepítési törvényt, amely felhatalmazta az elnököt olyan szerződések kötésére a délkeleten élő indián törzsekkel, amely földjeiket Mississippin túliakra cseréli. A rendelet célja az volt, hogy megszerezze az őslakosok (köztük az Öt Civilizált Törzs) földjeit a fehér telepesek számára. A jacksoni demokraták (az elnök politikai támogatói) azt követelték, hogy a szerződéseket el nem fogadó indiánokat erővel telepítsék át nyugatra; ellenfeleik a whigek és az egyházak ezt a lépést embertelennek bélyegezték meg. A költöztetés során több ezer őslakos halt meg, leghírhedtebb a cserokik erőszakos áttelepítése, az ún. „könnyek útja” volt, amely során a 16 543 indiánból különböző becslések szerint 2-8 ezren pusztultak el a hideg és az éhezés következtében. A floridai mocsarakban élő szeminolok megtagadták a költözést; évekig tartott, míg a szeminol háborúkban a hadsereg megtörte ellenállásukat.

### A második pártrendszer

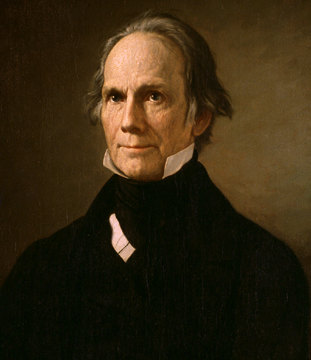
Henry Clay

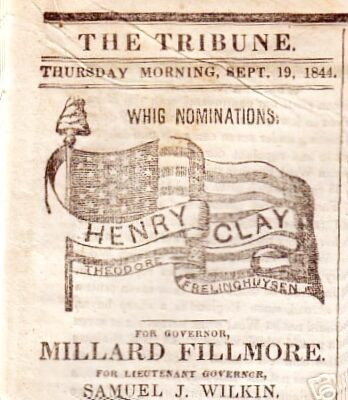
A New York Tribune volt a whigek vezető hírlapja

Az első pártrendszer a föderalisták bukásával megszűnt és a demokrata-republikánusok egyedül maradtak a politikai színtéren, ám hamarosan két frakcióra szakadt szét. A szakadás amiatt következett be, mert nem tudtak megegyezni, ki kövesse James Monroet az elnöki székben. A régi jeffersoni elveket valló csoportot Andrew Jackson és Martin Van Buren vezette; 1828-as különválásuk után belőlük lett a Demokrata Párt. A velük szemben álló frakciók élére Henry Clay állt és belőlük alakult meg a Whig Párt. Az 1850-es évekig a demokraták viszonylag kicsi, de biztos többséget élveztek a Whig Párttal szemben, míg az a rabszolgaság miatti viták következtében szét nem hullott.
A demokraták Jefferson örököseinek vallották magukat, egy agrártársadalmat képviseltek, tartottak a gazdasági és politikai hatalom koncentrációjától és a központi kormányzatot az egyéni szabadságjogok ellenségének tekintették. Megszüntették a bankok és nagyvállalkozások szövetségi támogatását és korlátozták az általuk bizonytalannak tartott papírpénz használatát. Jackson elnök inkább a korlátozásokban látta teendőjét; többször alkalmazta az elnöki vétót, mint valamennyi elődje együttvéve. Ellenezték a reformokat és ellenfeleik azzal vádolták a kormányt, hogy nem eléggé aktív. Meggátolták a közoktatást bevezetését, mert véleményük szerint a közösségi iskolák korlátozták volna a személyes szabadságot a szülői felelősségvállalás akadályozásával; az egyházi iskolák lecserélése pedig sértette volna a vallásszabadságot. Jackson a reformerek humanitárius aggályait sem osztotta, lelkiismeret-furdalás nélkül megindította az indiánok erőszakos áttelepítését.

### Vallási élet és abolicionizmus

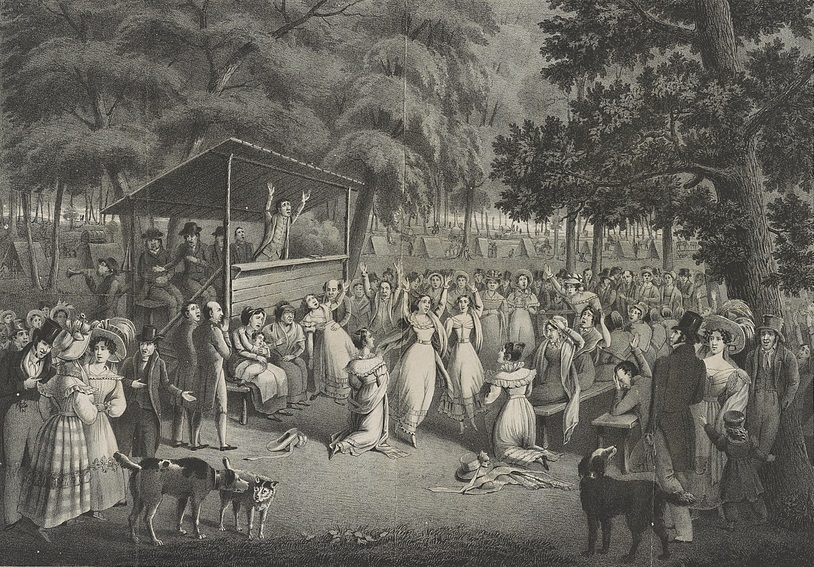
Protestáns vallási gyűlés (1829)

Az 1790-es években újabb keresztény újjászületési mozgalom kezdődött el az Egyesült Államokban, amely gyakorlatilag az egész 19. században hatást gyakorolt az ország vallási életére. A mozgalmat baptista és metodista prédikátorok vezették; gyülekezeteik taglétszáma gyorsan gyarapodott. A csúcspontot az 1840-es évek jelentették. A meglévő egyházak több millió új tagot szereztek és emellett új egyházak is alakultak, mint például a jellegzetesen amerikai mormon egyház. Sokan hitték, hogy a fellángolás Krisztus közeli második eljövetelét jelzi. A politikai életben is fontossá váltak az erkölcsi megfontolások, hogy a társadalmat megtisztítsák a bűnöktől a közelgő világvége előtt: az abolicionisták követelték a rabszolgaság eltörlését és terjedőben volt a mértékletességet (főleg antialkoholizmust) hirdető mozgalom.
1840 után az abolicionisták „keresztes hadjáratot” hirdettek a rabszolgatartás bűne ellen. Mozgalmukat elsősorban az északkeleti vallásos nők támogatták. A radikális William Lloyd Garrison megjelentette a The Liberator (A felszabadító) című újságját, amely hamarosan a legbefolyásosabb abolicionista sajtótermékké vált. A volt rabszolga Frederick Douglass kezdetben ebbe az újságba írt, majd 1847-ben megjelentette saját lapját a North Star-t (Észak csillaga). A rabszolgaság-ellenes aktivisták többsége (köztük Abraham Lincoln) elvetette Garrison teológiai alapú érvelését és a rabszolgaságot csak egy szerencsétlen társadalmi jelenségnek, nem pedig morális bűnnek tekintette.

### A nyugati terjeszkedés és a „nyilvánvaló végzet”
A 19 században az Egyesült Államok gyors ütemben terjeszkedett nyugat felé, ahogy a telepesek benyomultak az addig csak indiánok lakta területekre. A folyamat csak 1890–1912 körül állt le, amikor nagyjából minden, mezőgazdaságilag használható földet betelepítettek. Az őslakosok sok helyütt fegyverrel védekeztek, de a hadsereg által segített telepesek visszaszorították őket, 1830 után pedig erőszakkal nyugati rezervátumokba kényszerítették őket. A 19. – kora 20. századi történész, Frederick Jackson Turner szerint a nemzeti karaktert elsősorban a határvidék formálta, emiatt jellemző az amerikaiakra, a merészség, erőszakosság, individualizmus és a demokrácia iránti igény.

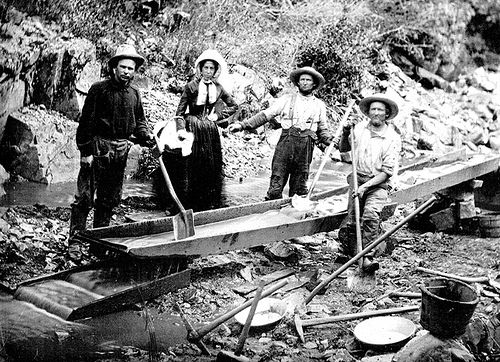
Kaliforniai aranyásók

Az 1830-as évektől 1869-ig a telepesek többsége (mintegy 300 ezer fő) az ún. oregoni utat vagy annak számos leágazását követte. Aranyásók, farmerek, vállalkozók indultak neki a mintegy öt-hat hónapig tartó útnak, hogy nyugaton, Kaliforniában vagy Oregonban megtalálják a szerencséjüket. 1869, a vasút kiépítése után a transzkontinentális út hat napra rövidült.
1839-ben megszületett az a koncepció, hogy az Egyesült Államoknak „nyilvánvaló rendeltetése” (manifest destiny) hogy erkölcsi felsőbbrendűségénél fogva benépesítse és civilizálja a Nyugatot. Az elv különösen az individualista agrártársadalmat preferáló Demokrata Párt híveinél volt népszerű, míg a reformer whigek, mint Henry Clay vagy Abraham Lincoln, akik a városok és az ipar fejlesztésére koncentráltak volna, ellenezték. Az 1844-es választást a demokraták nyerték meg. A következő évben hosszas kongresszusi vita után a Mexikótól önállósodó Texast felvették az USA államai közé, amely háborúhoz vezetett az ország déli szomszédjával.

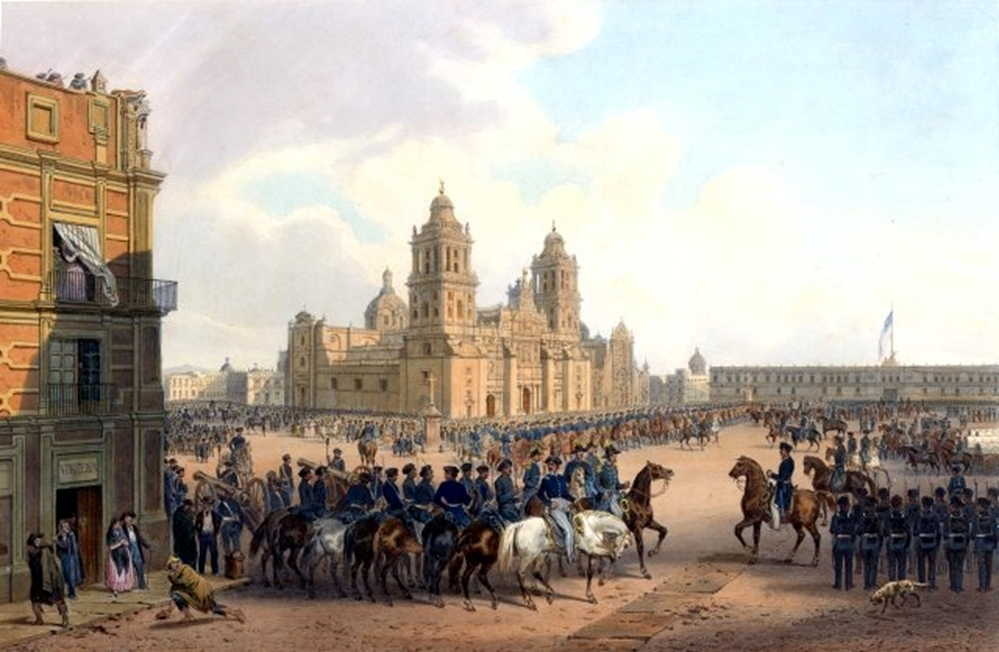
Mexikóváros amerikai megszállása

Az 1846-1848 közötti mexikói–amerikai háborút a demokraták támogatták, a whigek ellene voltak. A hivatásos katonákból és nagyszámú önkéntesből álló amerikai hadsereg döntő győzelmet aratott a mexikóiak fölött és 1848-ban bevonultak a fővárosukba is. A demokraták jelentős része egész Mexikót annektálta volna, de a déli államok ezt ellenezték, arra hivatkozva, hogy a lépéssel több millió vegyes rasszú polgár kerülne az országba és az USA megszűnne a fehérek köztársasága lenni. A háborút lezáró Guadalupe Hidalgó-i békével az Egyesült Államok elcsatolta Mexikó viszonylag ritkán lakott északi részét (Kaliforniát és Új-Mexikót). Az USA déli szomszédja Texasszal együtt területének 54%-át vesztette el. Egy évvel később, 1849-ben gazdag aranylelőhelyeket fedeztek el Kaliforniában, ami néhány hónap alatt mintegy 100 ezer szerencsevadászt vonzott az államba. 1846-ban az oregoni szerződéssel sikerült rendezni az addig vitatott északnyugati határszakaszt Brit-Kanada és az Egyesült Államok között.

### Szakadás Észak és Dél között

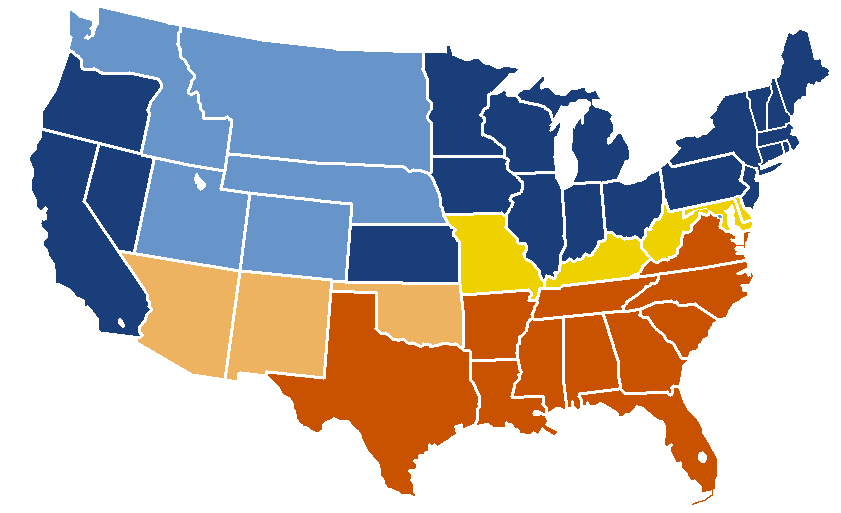
Az Egyesült Államok 1863-ban
Az Unió államai
Uniós territóriumok, ahol a rabszolgaság tiltott
Határvidéki uniós államok, ahol a rabszolgaság engedélyezett
A Konföderáció államai
Uniós territóriumok, ahol a rabszolgaság engedélyezett (a Konföderáció igényt tartott rájuk)

1848 után az ország politikai életét a rabszolgaság kérdése osztotta meg. Északon a lakosság egy kis része aktív abolicionista volt, aki erkölcsi alapon utasította el rabszolgaságot. Jóval nagyobb arányt képviseltek a mérsékeltek, akik a rabszolgaság új államokra való kiterjesztése ellen tiltakoztak, de teljesen inkább csak hosszú távon kívánták megszüntetni az intézményt. A déli fehér lakosság úgy vélte, hogy a rabszolgaság gazdasági, társadalmi és kulturális szempontból is előnyére van a fehéreknek, sőt még a fekete rabszolgáknak is. Délen betiltották az abolicionista irodalmat. Az ültetvényesek azzal érveltek, hogy az intézmény azonnali eltörlése tönkretenné a déli államok gazdaságát, a társadalomban pedig eluralkodna a káosz és a munkanélküliség.
Az egyházakat is megosztotta a kérdés. A metodisták és baptisták északi és déli frakciókra váltak szét. Északon a metodisták, a kongregacionalisták és kvékerek között számos abolicionista akadt, elsősorban a nők támogatták a rabszolgák felszabadítását. A katolikus, episzkopális és lutheránus igyekeztek elkerülni az állásfoglalást.
Az új territóriumok esetében az 1850-es kompromisszum oldotta fel ideiglenesen a feszültséget. Eszerint Kalifornia szabad államnak számított, cserébe Utah és Új-Mexikó megengedte a rabszolgatartást. Vitatott pont maradt szökevények üldözését kimondó szövetségi törvény, mely szerint még a szabad államok is kötelesek voltak kiadni a szökött rabszolgákat azok tulajdonosainak. A törvény az abolicionisták egyik fő célpontjává vált és azt támadta Harriet Beecher Stowe viharos sikert arató regénye, a Tamás bátya kunyhója is.
A rabszolgatartó és -tiltó államok egyensúlyát az 1820-as Missouri-kompromisszum szabályozta, amelyet 1854-ben felváltott a Kansas–Nebraska-törvény. A törvény a népfelség elvére és a demokráciára hivatkozva kimondta, hogy a territóriumok és államok lakossága maga döntheti el, hogy támogatja-e a rabszolgaságot. Mindkét oldal politikai aktivistái siettek betelepülni kansasba, ahol éppen szavaztak a kérdésről és a politikai nézeteltérés sok esetben tettlegességig fajult. Az ún. „vérző Kansas” eseménysorozat egyfajta előzetes kis polgárháborúvá fejlődött. A törvényt ellenző abolicionisták megalapították a Republikánus Pártot, amely az 1850-es évek végére valamennyi északi államban többségre jutott. A párt deklarált célja az volt, hogy nem engedi terjeszkedni a rabszolgaságot, hogy az idővel elhaljon.

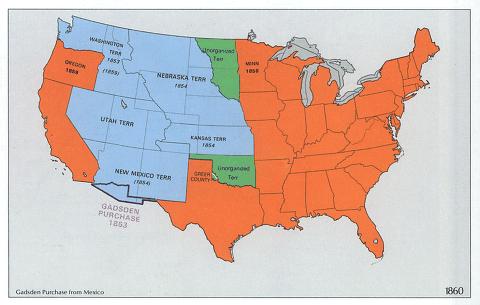
Az Egyesült Államok a polgárháború előtt. A Középnyugat ekkor még nem volt államokba szervezve és javarészt csak indiánok lakták

A déli államok gazdasága alapvetően a gyapot- és más mezőgazdasági cikkek termelésén nyugodott. A gyapotra nagy kereslet mutatkozott Európában, de az északi államok textilüzemei is nagy mennyiséget dolgoztak fel belőle, emellett a termékek szállítása vagy a déliek pénzügyeinek kezelése révén is profitáltak a rabszolgatartáson alapuló ültetvényekből. 1860-ban négymillió rabszolga élt Délen, kb. nyolcszor annyi, mint 1790-ben az egész országban. Az ország addigi 72 évéből 50-ben rabszolgatartó állt az USA élén és az újraválasztottak valamennyien azok voltak. A Dél politikai súlyát részben az adta, hogy az amúgy szavazati joggal nem rendelkező rabszolgák bizonyos hányadát figyelembe vették a Kongresszus mandátumainak elosztásakor, így a déli államok felülreprezentáltak voltak.
Az idönként kirobbanó lázadások miatt (mint Gabriel Prosser 1800-ban, Denmark Vesey 1822-ben, Nat Turner 1831-ben, vagy a legismertebb, John Brown felkelése 1859-ben) a fehér déliek egyre szigorúbb szabályokat alkottak a rabszolgák fékentartására és korlátozták a szabad feketék jogait is. A korábbi törvények szerint, ha egy szökött rabszolga elérte az északi államokat, akkor szabaddá vált, de az 1850-es szökött rabszolga-törvény kötelezte az északiakat is a szökevények kiadására. Az abolicionisták felháborodással fogadták a törvényt, attól tartottak, hogy a rabszolgaság így országos intézménnyé válik.
1860-ban a republikánus Abraham Lincoln nyerte meg az elnökválasztást, mire hét déli állam Amerikai Konföderációs Államok néven elszakadt az USA-tól. 1861 április 11-én követelték, hogy a dél-karolinai Sumter-erőd uniós hadsereghez tartozó katonái adják át az erődítményt, amit azok megtagadtak. A Konföderáció erre lövetni kezdte az erődöt: így kezdődött el az amerikai polgárháború. Lincoln csapatokat kért a tagállamoktól a szakadárok ellen, mire újabb négy állam csatlakozott a Konföderációhoz. Négy rabszolgatartó állam (a legészakibbak: Delaware, Maryland, Kentucky és Missouri) úgy döntött, hogy nem szakad el az Uniótól, ezek voltak az ún. határállamok. A Konföderációval tartó Virginia északnyugati része Nyugat-Virginia néven elszakadt a korábbi államától és csatlakozott az Unióhoz.

### A polgárháború

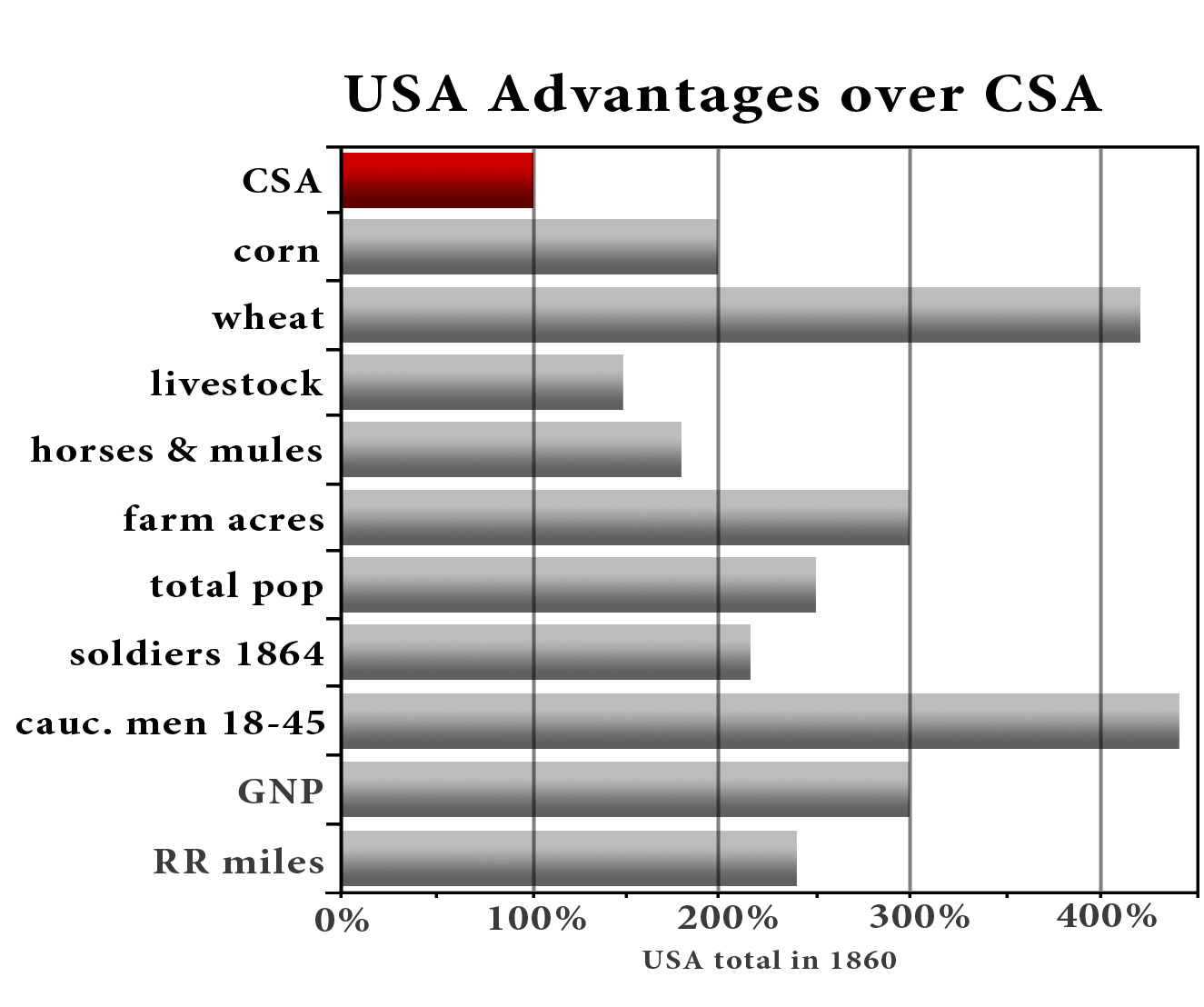
Az Unió már a háború kezdetén jelentős fölényben volt a Konföderációval szemben. Idővel ez a különbség tovább nőtt

Az amerikai polgárháború 1861. április 12-én kezdődött, amikor a kb. százezres hadsereggel bíró Konföderáció elfoglalta a Sumter-erődöt. A támadásra reagálva Lincoln április 15-én felszólította a tagállamokat hogy küldjenek csapatokat „az Unió megőrzésére”. Az első nagyobb fegyveres összecsapásra július 21-én került sor a Bull Run folyónál. A csatát a déliek nyerték, de mindkét fél számára nyilvánvalóvá vált, hogy a háború jóval hosszabb és véresebb lesz, mint amire korábban számítottak.

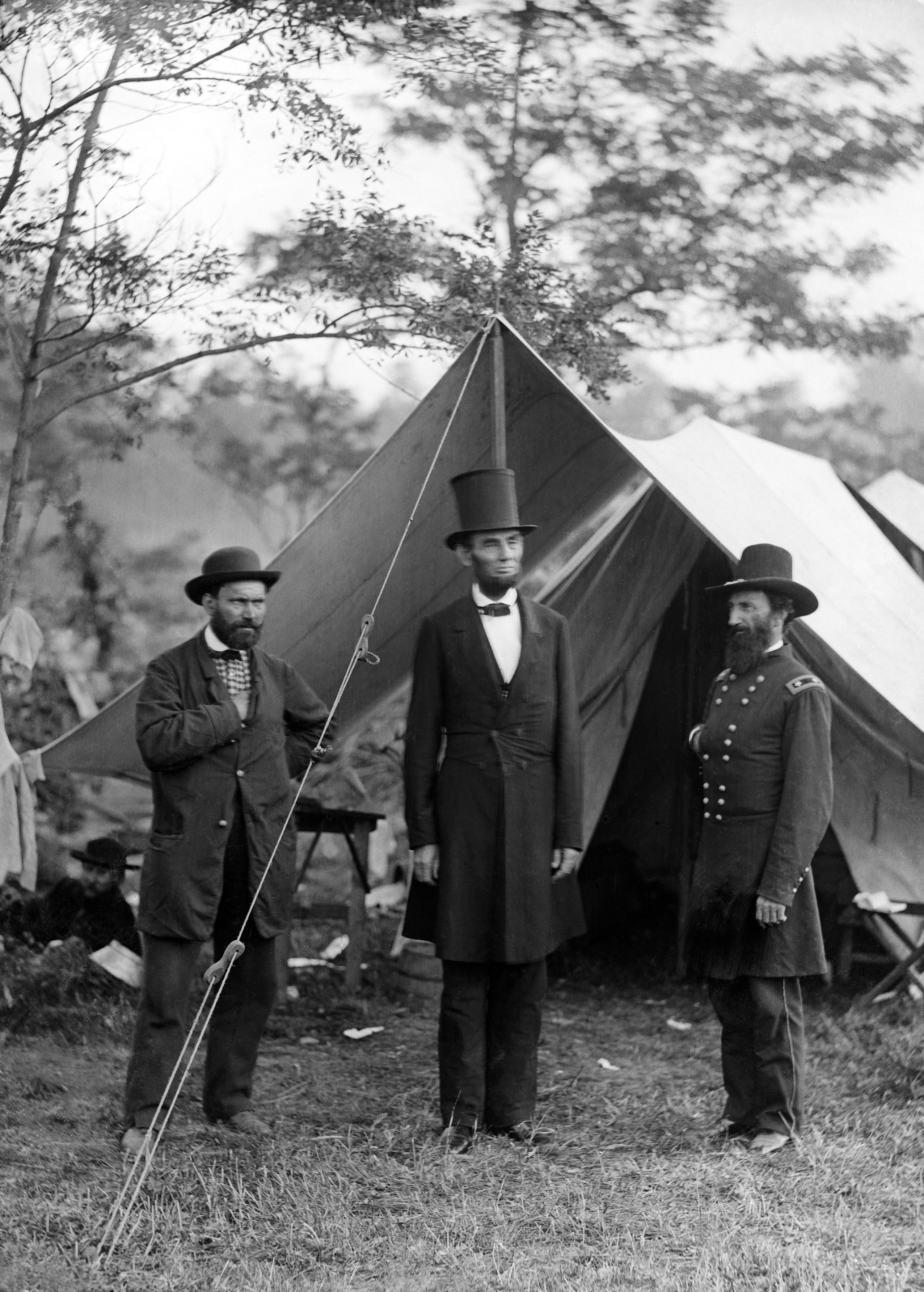
Lincoln, Allan Pinkerton és McClernand tábornok az antietami csatánál

A háború hamarosan két színtérre vált szét: keletire és nyugatira. Nyugaton az Unió került fölénybe, a jelentősebb csatákat (mint a perryville-i vagy a shilohi) megnyerte, a hajózható folyószakaszokat pedig ellenőrzése alatt tartotta. Keleten az első nagyobb ütközetet elveszítették az északiak. Az új főparancsnok, George B. McClellan megszervezte a Potomac hadsereget, de az ún. Virginia-félszigeti hadjáratban nem tudta elfoglalni a déliek fővárosát, Richmondot; ezután pedig a hétnapos csatában a Robert E. Lee tábornok által vezetett Észak-Virginiai hadsereg visszavonulásra kényszerítette. 1861 végén és 1862 elején mindkét fél erőt gyűjtött, és az Unió hozzálátott, hogy kiűznie a délieket a határállamokból. 1862 őszén a déliek marylandi hadjárata az antietami vereség után kudarccal zárult. Lee tábornok 1862 végén a fredericksburgi, 1863 májusában pedig a chancellorsville-i diadallal ismét a déliek felé billentette a mérleget, bár legjobb parancsnoka, Stonewall Jackson belehalt a saját katonái által véletlenül okozott sebesülésébe. Lee Pennsylvania, az Unió szíve felé indult, de 1863. július 1-3-án a gettysburgi csatában nem sikerült megsemmisítenie az északi erőket és seregével nehézségek árán tudott visszavonulni Virginiába. Történészek egy csoportja ezt a pillanatot tekinti a polgárháború fordulópontjának, mások ettől az értelmezéstől mereven elzárkóznak.
Eközben a hátországban Észak hadiipara a munkások lőszergyárakba való átirányításával és a sűrű vasúthálózat kihasználásával jelentős módon felfejlődött. Bővült a külkereskedelem, az Unió elsősorban Nagy-Britanniától vásárolt iparcikkeket gyapotért és élelmiszerért cserébe. Több ezer brit önkéntes is érkezett az északi hadseregbe (és néhány a délibe is). Az uniós flotta blokád alatt tartotta a Konföderáció kikötőit, de a blokádot rendszeresen áttörték a gyorsjáratú konföderációs gőzhajók, az úgynevezett blokádtörők, amelyek dohányt és gyapotot exportálva olyan hiánycikkeket importáltak, mint fegyver, lőszer, alapanyagok és élelmiszer. 1864 végére az Unió a blokádot megszilárdította és az ellenséges kikötőket egy kivételével elfoglalva lényegében elvágta a Konföderáció külkereskedelmét.

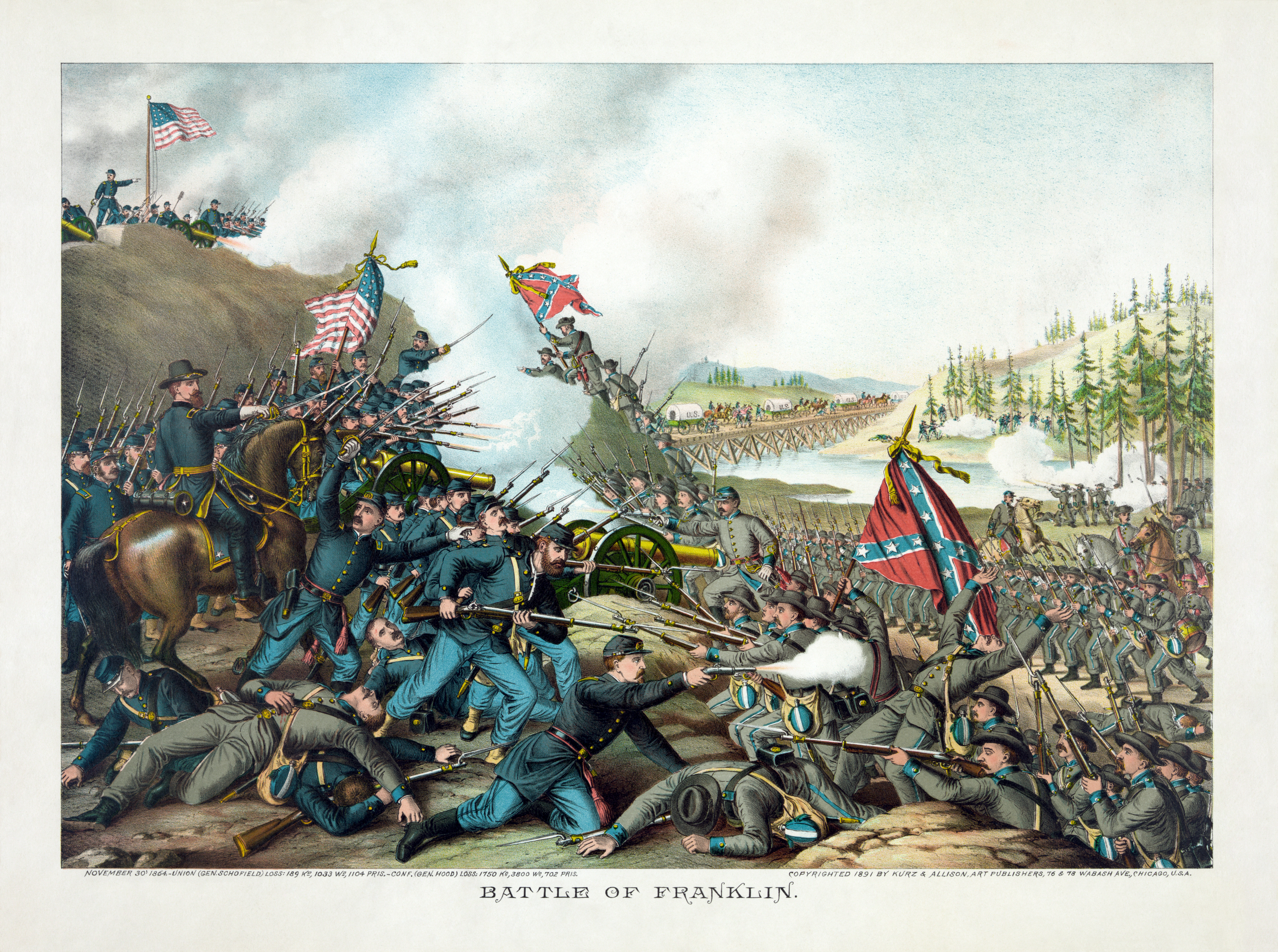
A franklini csata (1864. november 30.)

1863. július 4-én az Ulysses S. Grant vezette Tennessee hadsereg vicksburg erődjének bevételével ellenőrzése alá vonta a Mississippi folyót és kettévágta a Konföderáció területét. Ezután felmentette a chickamaugai csatavesztés után Chattanoogában ostrom alá került Cumberland hadsereget. Lincoln a győzelmek elismeréseképpen vezénylő tábornokká nevezte ki Grantet, aki a nyugati hadszíntér csapatait William Sherman tábornok parancsnoksága alá helyezte, maga pedig Washingtonba ment. Stratégiája szerint 1864 tavaszán öt uniós hadsereg egyidejű támadásával kellett volna összeroppantani a Konföderációt, ebből azonban kettő sohasem indult el. 1864 áprilisában Grant frontális támadásokkal akarta kivéreztetni Lee-t és felmorzsolni az ellenállást. A nagyarányú veszteségek miatt az északi közvélemény ellene fordult, ezért a hadjárata a Richmond előtti erődítményrendszeren kifulladt. 1864 júniusában a déliek fővárosát keletről megkerülte és Petersburg vasúti és ipari csomópontján keresztül akarta elfoglalni. A tíz hónapig tartó petersburgi ostromban Lee az erődítményrendszer állandó meghosszabbításával, Grant pedig az egyre távolabbi pontokon való áttöréssel igyekezett a győzelmet kicsikarni. Sherman 1864-ben Chattanoogából Atlantáig nyomult előre és döntő győzelmet aratva elfoglalta a várost. A háború végének kilátásával Lincoln hatalmas fölénnyel nyerte meg az 1864-es elnökválasztást. Sherman ezután szinte ellenállás nélkül vonult végig Georgián, Észak- és Dél-Karolinán, útközben felégetve a városokat, és ültetvényeket, lerombolva a hidakat és vasutakat; arra azonban ügyelt hogy a polgári áldozatokat elkerülje. Sherman demonstratív pusztításai megfosztották a Konföderációt legfontosabb ipari és mezőgazdasági területeitől, képtelenné vált ellátni csapatait lőszerrel, egyenruhával vagy lovakkal. 1865. április 2-án a kimerült déli csapatok kiürítették Richmondot. Grant az appomattoxi hadjáratban üldözőbe vette Lee-t, aki 1865. április 9-én maradék 28 ezer katonájával együtt letette a fegyvert. Ezt követően a maradék déli hadseregek is megadták magukat.
Az amerikai polgárháború volt a világ első ipari jellegű háborúja, amelyet tömegtermeléssel készült fegyverekkel vívtak, a csapatokat vasúttal mozgatták és a parancsokat távíróval továbbították. A polgári hátország gyárainak, bányáinak, bankjainak háborús célú mozgósítása előrevetítette az első világháborúban alkalmazott módszereket. Az ország történetében máig a legvéresebb háború maradt, amely 750 ezer katona és ismeretlen számú polgári személy életét követelte. A 20-45 év közötti északi férfiak 10%-a, míg a 18-40 közötti déliek 30%-a veszett oda. A háború eredményeképpen eltörölték a rabszolgaságot, a színesbőrű lakosságot állampolgári jogokkal ruházták fel, visszaállították az ország területi egységét és az alkotmányos korlátozásokat félresöpörve kiterjesztették a szövetségi kormány hatalmát.

### A rekonstrukció

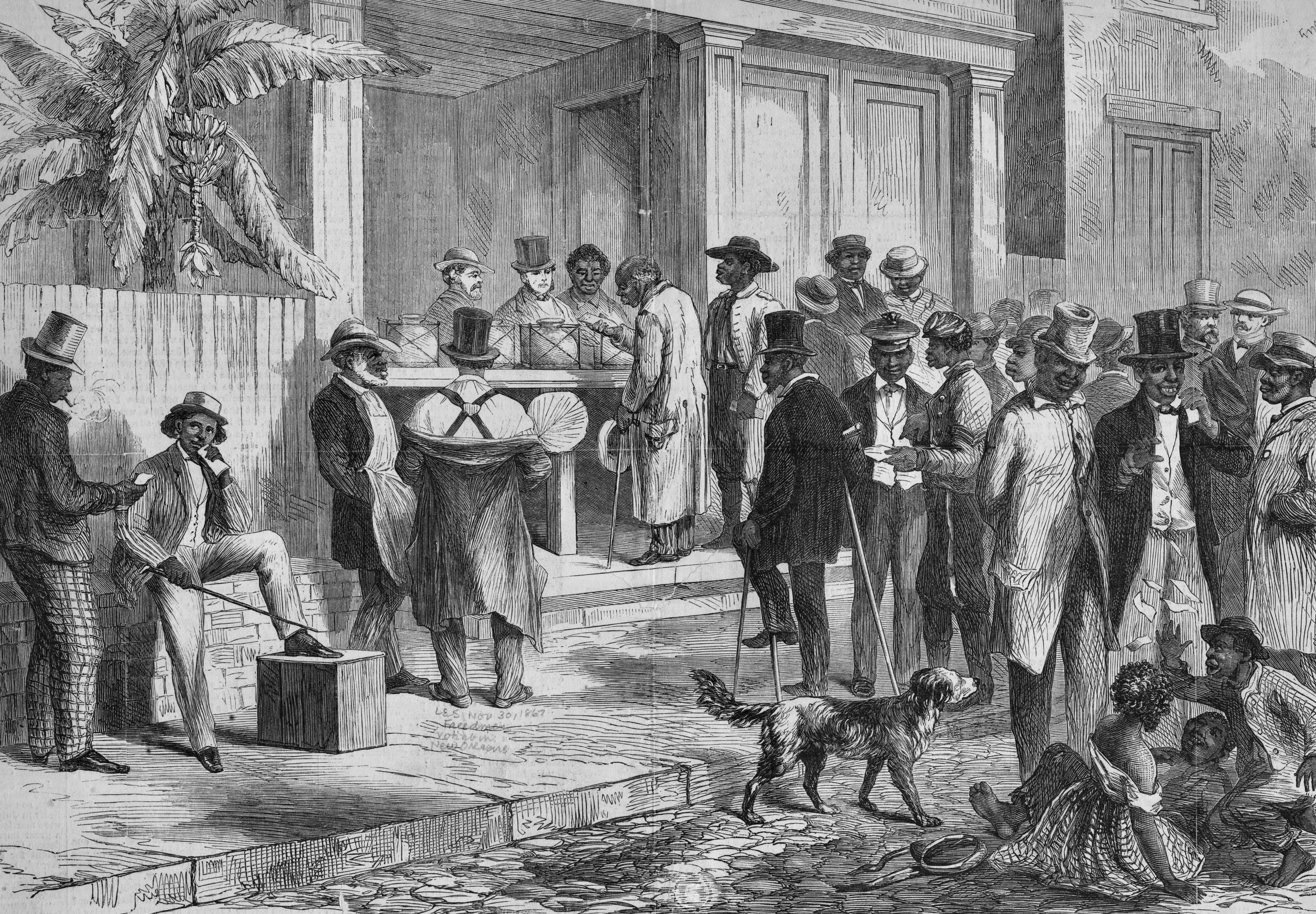
Felszabadított rabszolgák szavaznak New Orleans-ban 1867-ben

Lincoln 1862. szeptember 22-én 1863. január 1-jei hatállyal közzétette az Emancipációs nyilatkozatot, amelyben a Konföderáció államaiban élő rabszolgák státuszát szabadra változtatta (az uniós államokban élőkét nem). Így azok a rabszolgák, akik az Unió területére léptek vagy lakóhelyüket uniós katonák szállták meg, tulajdonosuk kompenzálása nélkül felszabadultak.
A polgárháború után Lincolnnak számos problémát kellett megoldania: mi legyen a volt rabszolgák státusza, mi történjen a volt konföderációs államokkal és lojálisnak nem mondható lakosaikkal, milyen jogkörrel kell felruházni a szövetségi kormányt egy újabb polgárháború megelőzése érdekében. A volt rabszolgák nagy része munkanélkülivé vált és elvesztette otthonát; róluk az első jelentős szövetségi segélyezési intézmény, a hadsereg által működtetett Felszabadítottak Irodája gondoskodott. A volt rabszolgák jogi státuszát három alkotmánymódosítással rendezték, a 13. az egész országban eltörölte a rabszolgaság intézményét, a 14. egyenlő jogokat adott a feketéknek, a 15. pedig megtiltotta, hogy etnikai hovatartozása alapján bárkit megfosszanak választójogától.

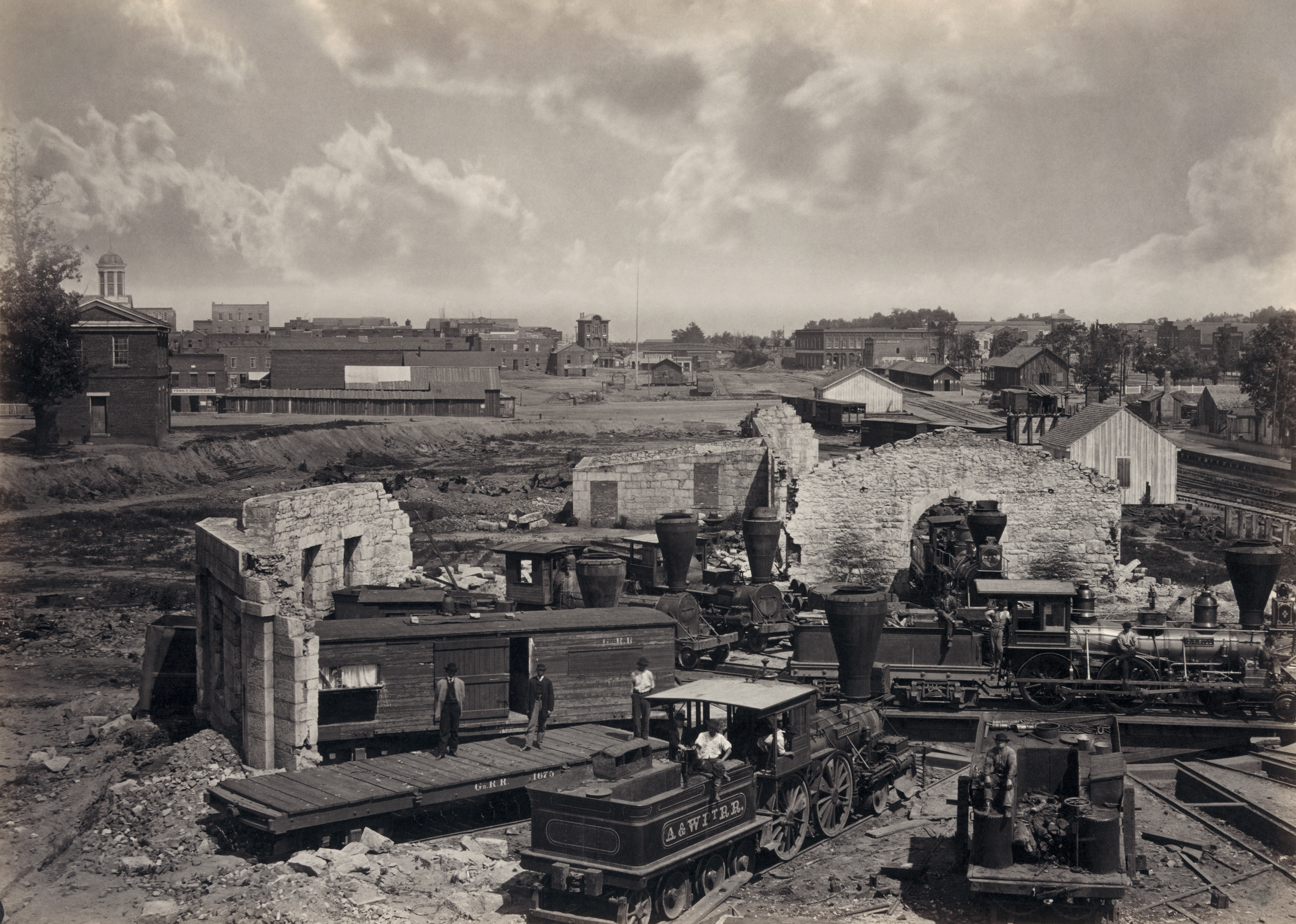
Atlanta vasútállomásának romjai a polgárháború után

Kezdetben a legtöbb déli államban megmaradtak a volt konföderációs vezetők, de ez megváltozott, amikor az 1866-os választáson a radikális republikánusok kerültek többségbe. A meggyilkolt Lincolnt követő demokrata párti alelnök, Andrew Johnson nagyvonalú és gyors kiegyezést szeretett volna a déliekkel, de tehetetlennek bizonyult a republikánus képviselőházzal szemben, amely megszavazta ellene a bizalmatlansági indítványt és a szenátusi szavazáson egy szavazat mentette meg a lemondatástól. A radikális Kongresszus választójogot adott a fekete férfiaknak és megtiltotta, hogy a volt konföderációs vezetők hivatalt viseljenek. A déli államok új, a hadsereg által biztosított, republikánus kormányzatát a nyomorgó déli lakosság rovására nyerészkedő északiakkal (ún. „szőnyegbatyusok”, carpetbagger) és uniópárti fehér déliekkel („semmirekellők”, scalawag) töltötték fel. Politikai ellenfeleik szerint az új vezetők korruptak voltak és rendszeresen megsértették a fehérek jogait. Az újabb választásokon egymás után győzte le őket a konzervatívok és a demokraták koalíciója, amely 1877-re valamennyi volt konföderációs államban hatalomra jutott. A radikális republikánusok kikényszerített politikájára válaszul 1867-ben megalakult a Ku-Klux-Klan, a fehérek titkos társasága, amely illegális módszerekkel igyekezett megfélemlíteni a feketéket. A KKK-t Ulysses Grant elnök hathatós törvényhozással és karhatalmi erővel ideiglenesen felszámolta , de fehér paramilitáris utódszervezetek jöttek létre, mint a Fehér Liga vagy Vörösingesek; ezek szintén erőszakos módszerekkel akadályozták a feketék politikai jogainak érvényesítését.
A rekonstrukciós időszakot a vitatott 1876-os elnökválasztás zárta le. Az ún. 1877-es kompromisszum lehetővé tette, hogy a republikánus Rutherford B. Hayes foglalja el az elnöki széket, de cserébe kivonták a szövetségi haderőt a déli államokból. 1890 és 1908 között a déli államok a választási regisztráció megnehezítésével (szavazási adót és írástudást igazoló teszteket vezettek be) erőteljesen korlátozták a feketék és a szegény fehérek választójogát. Számos szegregációs törvényt hoztak; az ún. Jim Crow-törvények segítségével gyakorlatilag másodrangú állampolgárokká változtatták a feketéket. Ez a rendszer egészen a polgárjogi mozgalom győzelméig fennállt.

### A Vadnyugat és az aranyozott kor

Az első transzkontinentális vasútvonal befejezése

A 19. század utolsó harmadát gyors gazdasági fejlődés a Nyugat betelepítése jellemezte. Az európai (főleg német és skandináv) bevándorlók eleinte szekerekkel vagy csónakokkal, később vasúton érkeztek a prérire, ahol olcsó vagy ingyenes földbirtokokat kaptak. A Sziklás-hegységben ezüst- és rézbányák nyíltak. A hadsereget lekötötte a számos kisebb-nagyobb összecsapás az indiánokkal, akik sok esetben erőszakosan léptek fel a földjeikre betelepedő bevándorlókkal szemben. A kormányzat fokozatosan felvásárolta az őslakosok földjeit, őket pedig rezervátumokba kényszerítették. A Népszámlálási Hivatal 1894-es becslése szerint 1789-től számítva több mint negyven kisebb-nagyobb háborút vívtak az indiánokkal, amelyeknek 19 ezer fehér és hivatalosan kb. 30 ezer indián esett áldozatul (bár az utóbbi szám a valóságban legalább 50%-kal magasabb volt).

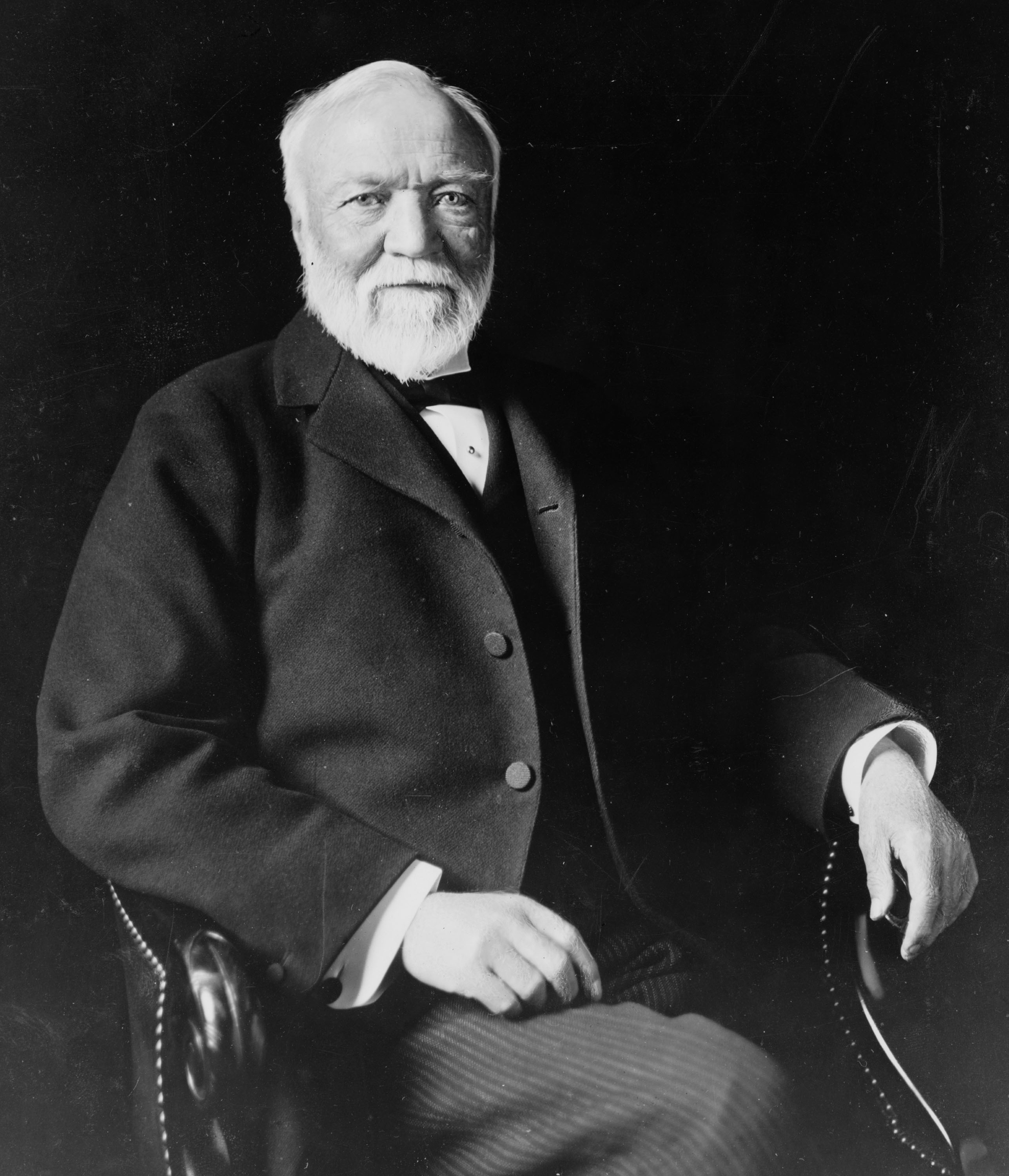
Andrew Carnegie a bevándorlóból lett acélkirály

A korszakot Mark Twain egyik regényének címe után „aranyozott kornak” is nevezik. A gazdaság elképesztő ütemben gyarapodott, a kormányzat viszont igen korruptnak bizonyult, rendszeresek voltak a földspekulációk, politikai botrányok, az erkölcstelen üzleti machinációk. A kormányzat sok esetben az iparmágnások befolyása alá került. Ebben a korban vált az amerikai gazdasági élet kulcsszereplőjévé J.P. Morgan bankár, John D. Rockefeller olajmágnás, Andrew Carnegie az acélkirály, vagy Cornelius Vanderbilt a vasútkirály. A gépesítés következtében a mezőgazdasági termékek ára csökkent, így sok farmer eladósodott és elszegényedett; ők alkották a Néppárt tagságának zömét.
A század végén és a következő század elején elképesztő számú bevándorló költözött át Európából Amerikába. Számukat 1880 és 1914 között 22 millióra teszik. Többségük tanulatlan munkás volt, de ennek ellenére hamar állást találtak a gyors tempóban bővülő iparban. Szakmunkások jellemzően inkább Angliából és Németországból, földművesek Németországból és Skandináviából érkeztek; utóbbiakat az olcsó föld csábította az Újvilágba. A kizsákmányolt szegény munkások körében hamarosan népszerűvé vált a szocializmus eszméje, megindult a munkásmozgalom, gyakorivá váltak az erőszakos sztrájkok és tüntetések. Szakszervezetek alakultak, bár a munkások körében viszonylag alacsony maradt a tagok aránya.
1893-ban gazdasági válság tört ki, amely egyaránt érintette a farmereket, munkásokat és üzletembereket; több vasúttársaság is csődbe ment. A közvélemény a hatalmon lévő Demokrata Pártot és Grover Cleveland elnököt hibáztatta. A gazdaságot sztrájkok bénították meg, az egyik legerőszakosabb megmozdulás ellen, amely a Pullman Company gyárában tört ki, az elnök a hadsereget is bevetette. A republikánus William McKinley elnök bevezette a dollár aranyfedezetét, megemelte a vámokat és a gazdaság magához tért. 1900-ra az Egyesült Államok gazdasága volt a legnagyobb az egész világon, megelőzve a Brit Birodalmat és Kínát. Két enyhébb recessziót (1907-ben és 1920-ban) leszámítva az ország gazdasága tovább gyarapodott, egészen az 1920-as évek végén jelentkező gazdasági világválságig.

## 20. század

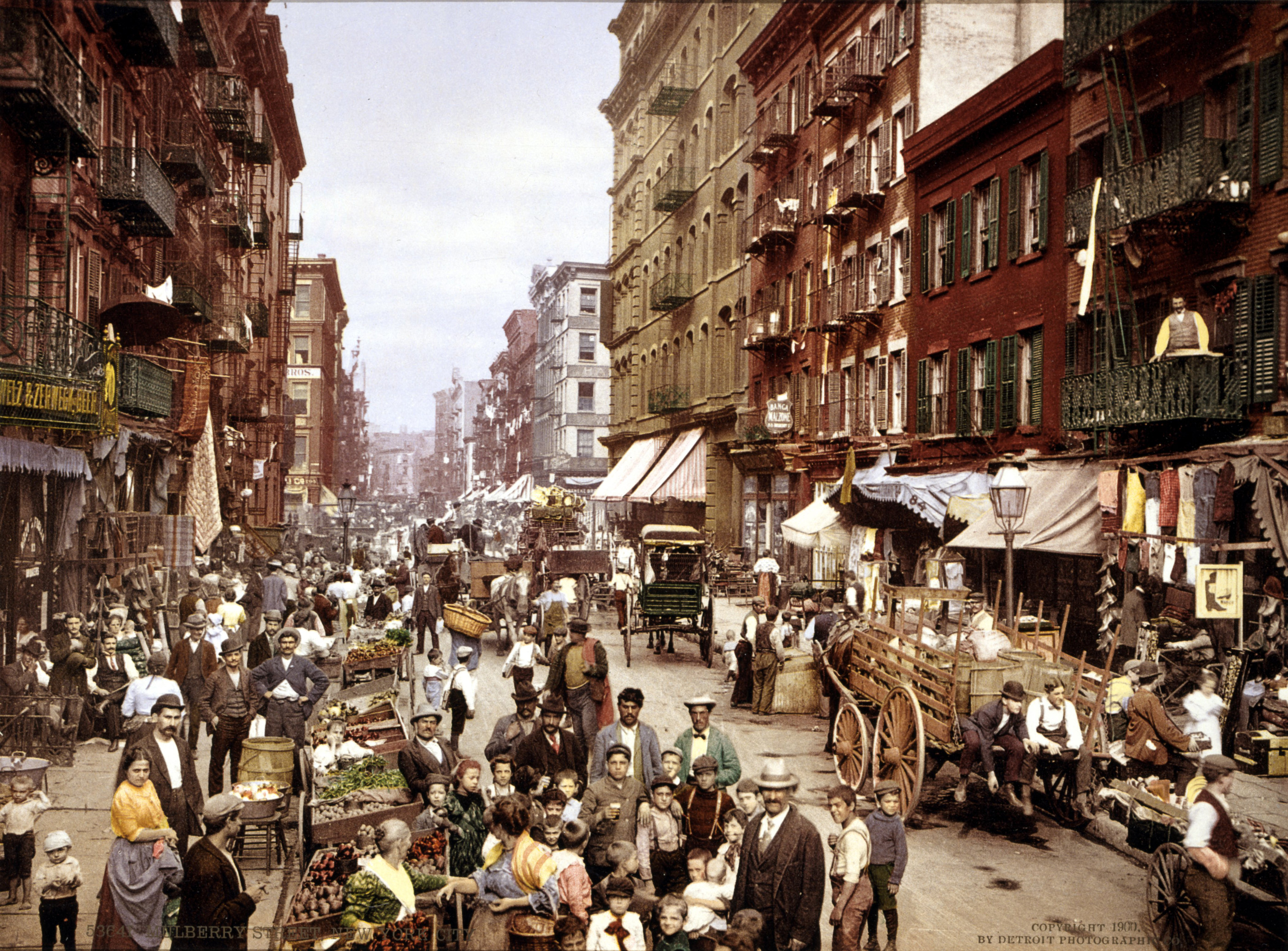
A manhattani Kis Itália 1900 körül

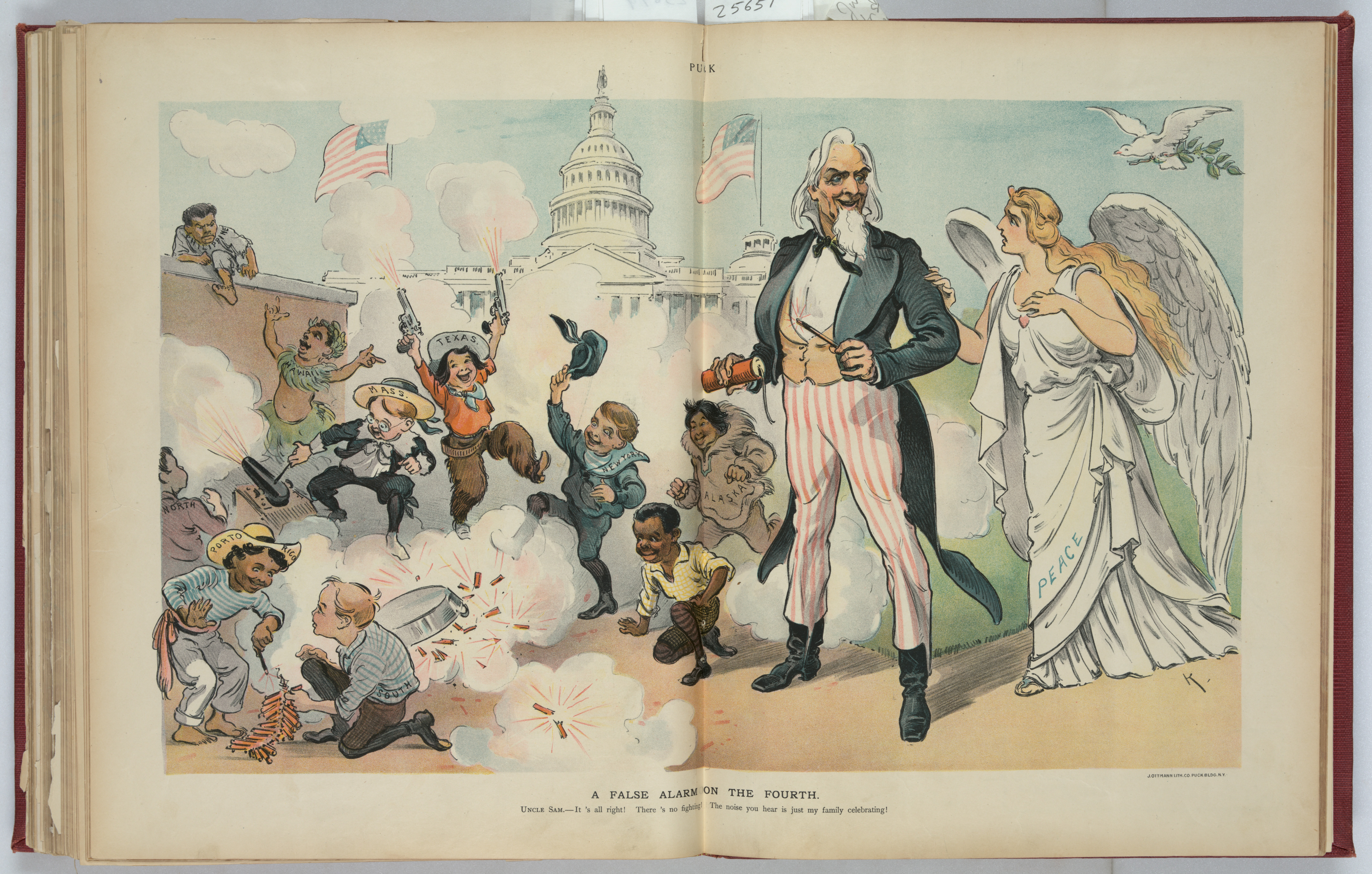
Különböző etnikumú amerikai gyerekek együtt ünnepelnek (1902-es rajz)

A korrupt és rossz hatásfokú politikai vezetés ellen az 1890-es években megszerveződött a középosztály progresszív mozgalma. A progresszívok az oktatás, egészségügy, gazdaság és a politika modernizációját, elavult intézményeinek eltörlését követelték. A két nagy párt több vezetője (republikánus oldalról Theodore Roosevelt, Charles Evans Hughes és Robert La Follette; a demokratáktól William Jennings Bryan és Thomas Woodrow Wilson) felkarolta a progresszív reformok ötletét. A mozgalomhoz csatlakoztak az választójogot, szesztilalmat, jobb iskolákat kívánó női aktivisták, akik legismertebb képviselője a chicagói Jane Addams volt. Népszerűvé vált a tényfeltáró újságírás; Upton Sinclair, Lincoln Steffens és Jacob Riis bemutatta a kormányzat és az üzlet törvénytelen összefonódásait, valamint a városok nyomornegyedeit. A progresszív politikusok trösztellenes törvényeket hoztak, szabályozták számos iparág (húsfeldolgozás, gyógyszerészet, vasutak) működési körülményeit. Négy új alkotmánymódosítás 1913 és 1920 között bevezette a szövetségi jövedelemadót, a Szenátus közvetlen választását, az alkoholtilalmat és a nők választójogát.

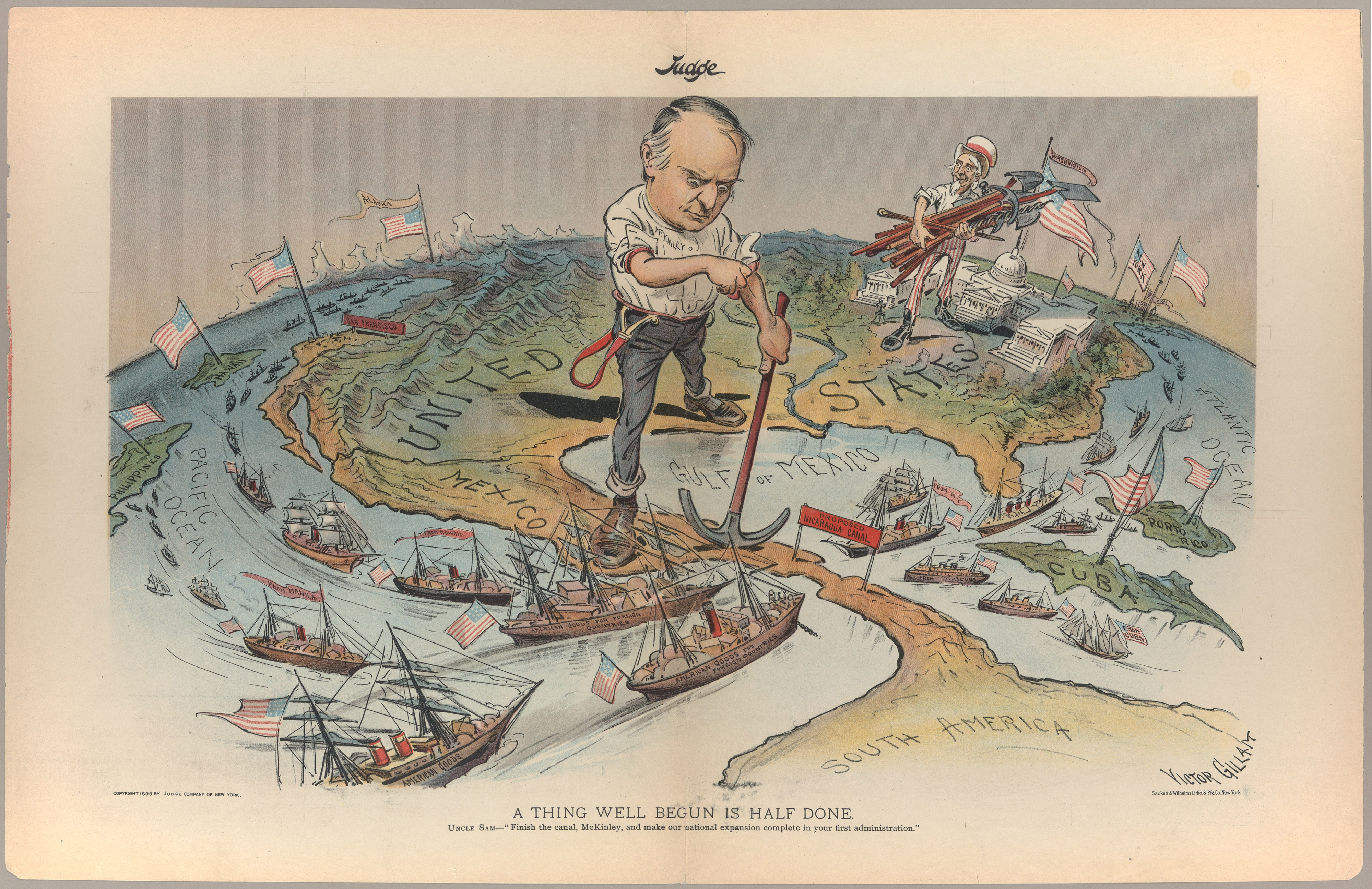
1899-es karikatúra az USA imperialista ambícióiról

Az Egyesült Államok 1890 után mind gazdaságilag, mind katonailag belépett a nagyhatalmak sorába. A katonai tűzkeresztséget az 1898-as spanyol–amerikai háború jelentette, amelyet az indított el, hogy Spanyolország nem volt hajlandó változtatni elnyomó kubai politikáján. Az amerikaiak szárazföldön és vízen is gyors győzelmet arattak. A háborút lezáró párizsi békeszerződéssel az USA megszerezte a Fülöp-szigeteket, Puerto Ricót és Guamot. Kuba önállóságot kapott, de amerikai dominancia alatt. Az ellenzéki demokraták támadták a békeszerződést, szerintük a mohó imperialista területszerzés ellentétes volt az amerikai demokrácia eszményeivel. William McKinley elnök megvédte a területgyarapító döntést és a nacionalista lelkesedés hullámán könnyedén nyerte az 1900-as elnökválasztást.
Miután leverték a függetlenséget követelő Fülöp-szigetiek lázadását, az USA elkezdte modernizálni az országot, többek között jelentős javulást ért el a közegészségügyi intézmények területén. 1908 után azonban Washington elvesztette világbirodalmi ambícióit és inkább a karibi térségre koncentrált, ahol elsődleges feladatul a Panama-csatorna megépítését tűzték ki. A csatorna 1914-re készült el és jelentősen megkönnyítette a kereskedést a Távol-Kelettel. Kína esetében a nagyhatalmak megegyeztek, hogy egyikük sem igyekszik teljesen befolyása alá vonni az országot, hanem egyformán részesednek a kínai piacból (ún. nyitott kapuk politikája).

### Az első világháború

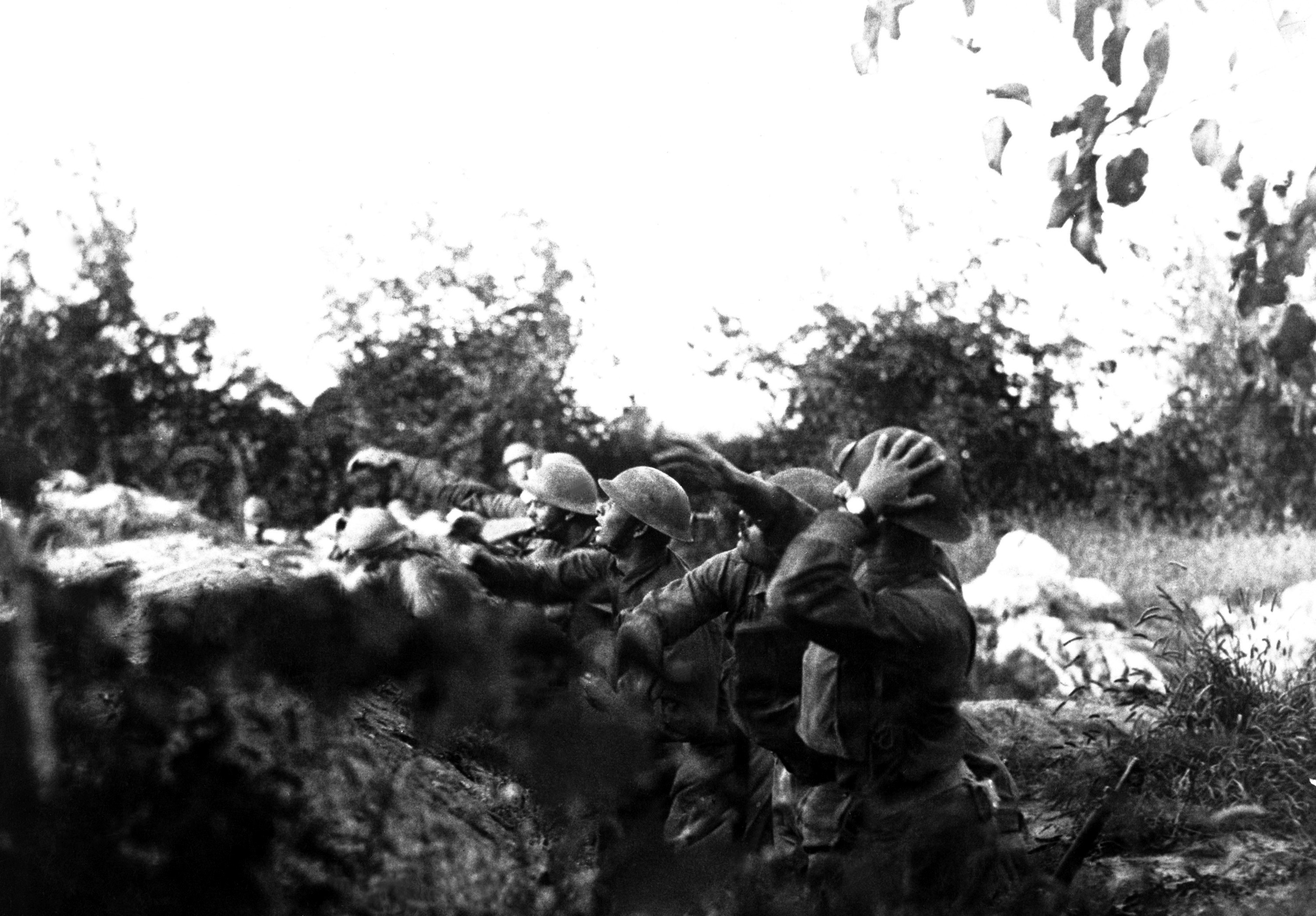
Gránátot dobó amerikai katonák az olasz fronton

Az első világháború kitörésekor az USA semlegesnek nyilvánította magát, de hadianyagot szállított az antantnak, főleg Nagy-Britanniának. Woodrow Wilson elnök átvette a külügyminiszteri funkciókat is és figyelmeztette Németországot, hogy ha tengeralattjárói amerikai hajókat is megtámadnak, a hadüzenetet kockáztatják. Mikor a Brit-szigetek blokádja nem bizonyult elég hatékonynak, a németek kihirdették a korlátlan tengeralattjáró-háborút. Az amerikai utasokat is szállító hajók (mint a Lusitania) elsüllyesztése hatalmas felháborodást keltett az Egyesült Államokban, a hadbalépést viszont az ún. Zimmermann-távirat váltotta ki, amelyben Németország szövetséget ajánlott Mexikónak az amerikai-mexikói háborúban elvesztett területei visszaszerzésére. A hadüzenetre 1917 áprilisában került sor, de mivel a hadsereg felállítása sok időt vett igénybe, a John J. Pershing tábornok által vezetett amerikai kontingens zöme csak 1918 nyarán érkezett a nyugati frontra. Mintegy 2 millió amerikai katonát hajóztak át Franciaországba, akiknek kb. fele vett részt a harcokban a német fegyverletételig. Veszteségük 110 ezer fő volt, amelynek közel fele, 40 ezer ember a spanyolnátha miatt halt meg.
Wilson elnök tizennégy pontból álló békeprogramjában viszonylag enyhe feltételeket szabott volna a legyőzött központi hatalmaknak, ám befolyása minimális maradt a megkötött békeszerződésekre, amelyek súlyos területi veszteségeket és jóvátételt írtak elő Németországnak, az Osztrák-Magyar Monarchiát pedig felbontották. Wilson ezután reményeit a Népszövetségbe vetette, ám miután a hadüzeneti jogosultságon összekülönbözött a Szenátussal, az elutasította az Egyesült Államok belépését a szervezetbe.

### Női választójog

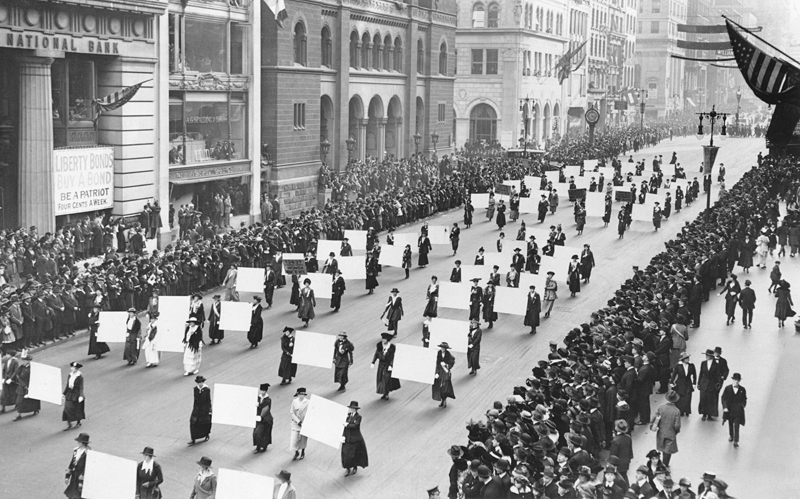
Választójogot követelő nők felvonulása New Yorkban (1917)

1912 körül felélénkült a nők választójogát követelő mozgalom. A szüfrazsettek, élükön Alice Paullal tiltakozó felvonulásokat tartottak a nagyobb városokban. Paul a mérsékelt Amerikai Nemzeti Női Választójogi Szövetségből lépett ki és megalapította a militáns Nemzeti Nőpártot. Követői állandó (a vasárnap kivételével) tüntetést szerveztek a Fehér Ház elé, többüket – elvben a forgalom akadályozása miatt – le is tartóztatták.
Az első világháború során, mivel a férfiak jelentős része a fronton harcolt, felértékelődött a női munkások szerepe a gazdaságban. Emellett a nyugati államokban a nők már korábban is szavazhattak és Montana 1916-ban megválasztotta az első női kongresszusi képviselőt, Jeannette Rankint. A déli államok azonban sokáig ellenálltak, mert tartottak a feketék politikai megerősödésétől. A Kongresszus végül 1919-ben fogadta el az Alkotmány 19. módosítását, bevezetve a női választójogot. A nők először az 1920-as elnökválasztáson szavazhattak, de jelentős arányban csak 1928-ban járultak az urnák elé, amikor mindkét nagy párt mobilizálta támogatóit Herbert Hoover és Al Smith küzdelmében.

### Az 1920-as évek

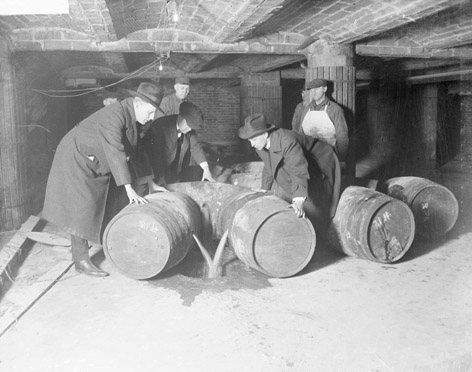
Illegális alkohol megsemmisítése (Chicago, 1921)

Az 1920-as években az Egyesült Államok gazdasági és katonai ereje tovább növekedett. Az USA nem ratifikálta a versailles-i békeszerződést, ehelyett unilaterális különegyezményeket kötöttek. Az oroszországi bolsevik forradalom győzelme nagy riadalmat okozott a politikai elit körében és üldözni kezdték a kommunistákat, a felforgatóként gyanúsított személyeket deportálták. Az USA tevékenyen részt vett az antant akcióiban az orosz polgárháborúban, csapatai megszállták Vlagyivosztokot és a britekkel közösen Arhangelszket.
A progresszív korszakban modernizálták a kórházakat és az orvosi tanintézményeket, de a spanyolnátha-járványnak így is 675 ezer amerikai esett áldozatául.
Wilson elnökségének idején, 1920-ban elfogadott 18. alkotmánymódosítás megtiltotta az alkoholtartalmú italok előállítását és kereskedelmét. Ennek eredményeképpen a szeszes italok illegális forgalmazása jelentős jövedelmet kezdett biztosítani a szervezett alvilágnak. 1922-ben újabb lendületet vett a Ku-Klux-Klan tevékenysége, de egy rövid fellángolás után 1925-re támogatottsága visszaesett. Az 1920-as évek elején új bevándorlási törvényeket hoztak, amelyek erősen korlátozták a – főleg kelet- és dél-európai – bevándorlók letelepedését. Ebben az időszakban vált népszerűvé a dzsessz, elsősorban a fiatalabb generáció körében.

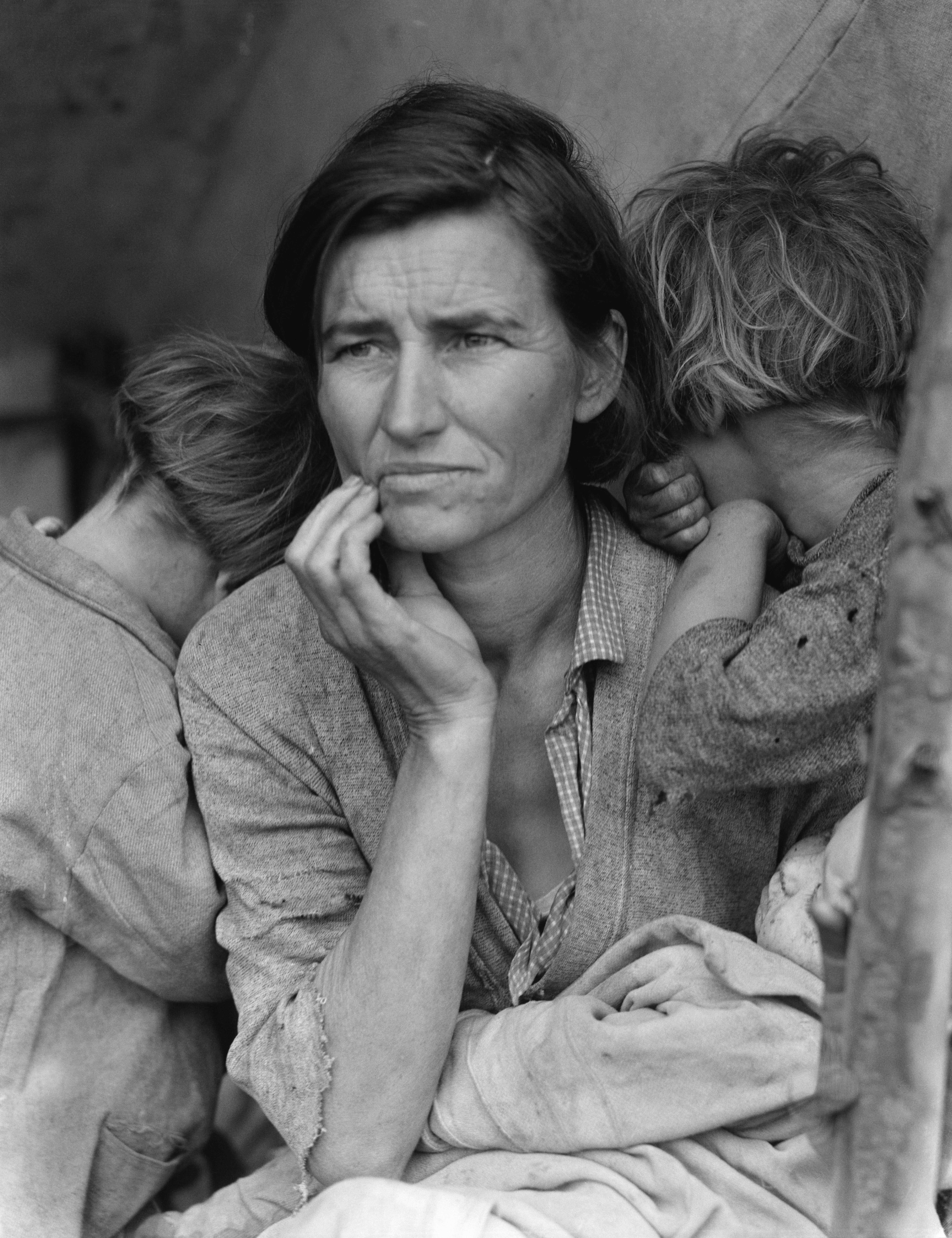
Hétgyermekes bevándorló anya (1936)

Az 1920-as évek gazdasági szárnyalását az 1929-es gazdasági világválság törte meg, amely alapvető változásokat hozott az ország gazdasági és politikai életébe.

### A gazdasági válság és a New Deal
A gazdasági növekedés túlfűtötte a részvénytőzsdét, ám a pénzügyi buborék 1929. október 29-én kidurrant. A tőzsde összeomlása más gazdasági tényezőkkel együtt világméretű gazdasági válsághoz vezetett. A kereslet és az árak estek, a pénz deflálódott, a munkanélküliség az egekbe szökött (1929-ben 3%, 1933-ban 25%), az ipari termelés egyharmadával csökkent, a farmok ára a felére zuhant.

A távozó Herbert Hoover és a beiktatott Roosevelt elnökök (1933)

Az 1932-es elnökválasztáson a demokrata jelölt, Franklin D. Roosevelt „új megállapodást” (New Deal) ígért az amerikai népnek és a kifejezés rajta maradt gazdaságpolitikáján. Elnöksége kezdetén 1933-ban feloldották a szesztilalmat, majd az 1930-as években a kormány szociális reformot vezetett be, kiterjesztette a munkanélküli segélyt és munkanélküliségi biztosítást, a nyugdíjat, a farmerek segélyezését, állami programokkal munkahelyeket teremtett. Bevezették a banki csődbiztosítást. Mindezt a forgalmi adó bevezetéséből finanszírozták. A szociális reformokkal a korábbi vadkapitalista gazdaságot modern liberális rendszerré alakította, aminek eredményeképpen a demokraták három évtizeden át majdnem folyamatosan hatalmon maradtak. A rendszert egyaránt támogatni tudták a fehérek és a feketék, a munkások, a szakszervezetek, az északiak és a déliek. Az új közmunkarendszer bevonta a tanulatlan fiatalokat a munkaerőpiacra, az állami támogatásokkal pedig ösztönözte a magánszektor (elsősorban infrastrukturális) beruházásait. 1935-ben az ún. „második New Deal” kereteiben a Wagner-törvény megerősítette a szakszervezeteket, amelyek tagjaik mobilizálásával sokat segítettek Roosevelt újraválasztásaiban (1936-ban, 1940-ben és 1944-ben). Az elnök második terminusát beárnyékolta a legfelsőbb bírósággal vívott küzdelme, amely a programja elleni konzervatív ellenállás fészke volt. 1938 után a segélyprogramok nagy részét leállították és megerősödött a Kongresszus (mind republikánus, mind demokrata) konzervatív képviselőcsoportja. 1936-ra a gazdaság helyreállt, bár 1937-38-ban újabb, rövid válságot kellett átvészelni. A munkanélküliség azonban továbbra is viszonylag magas maradt, amelyen csak a második világháború kitörése változtatott.

### A második világháború

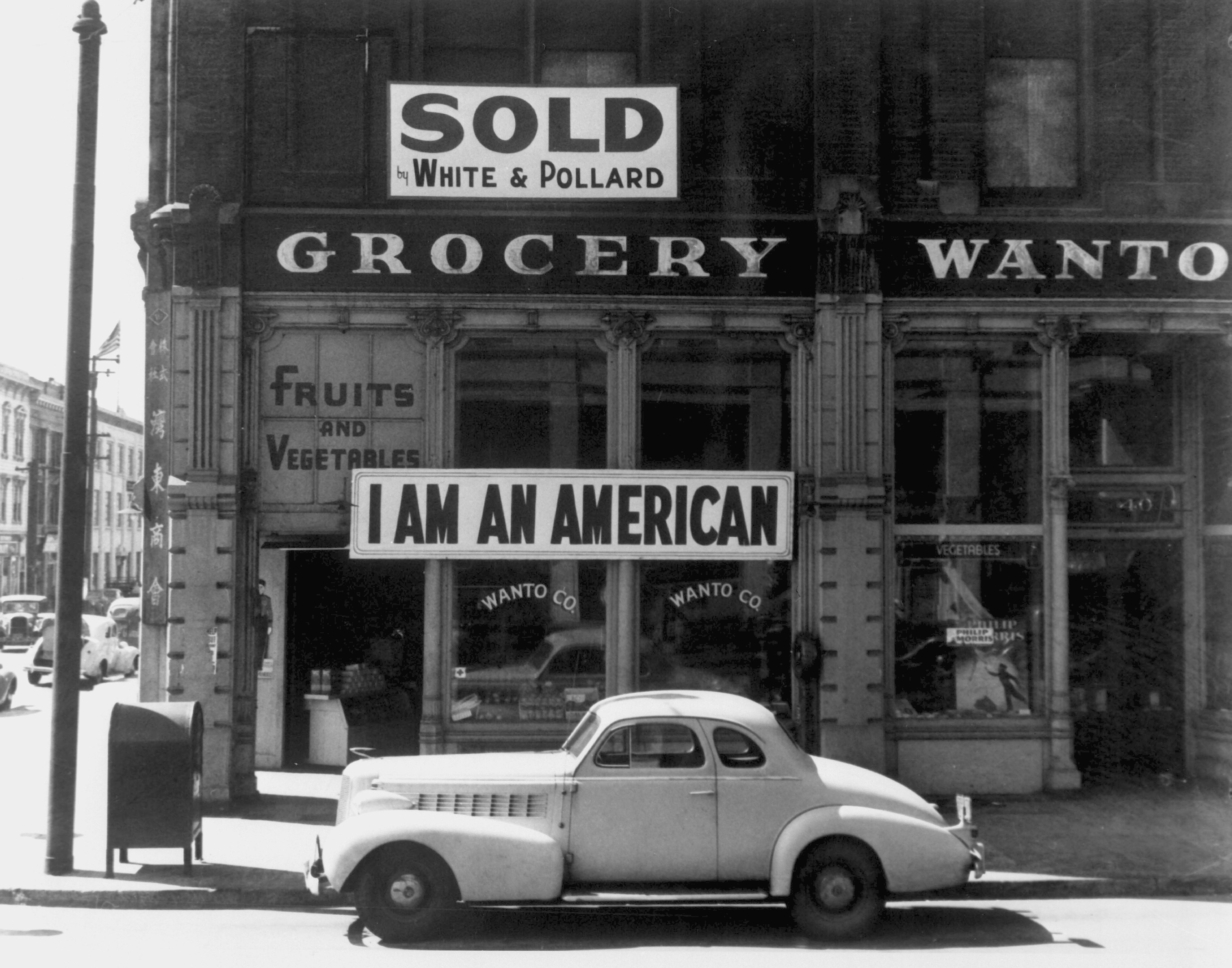
„Amerikai vagyok”. Japán származású boltos által kifüggesztett felirat a Pearl Harbor-i támadás után

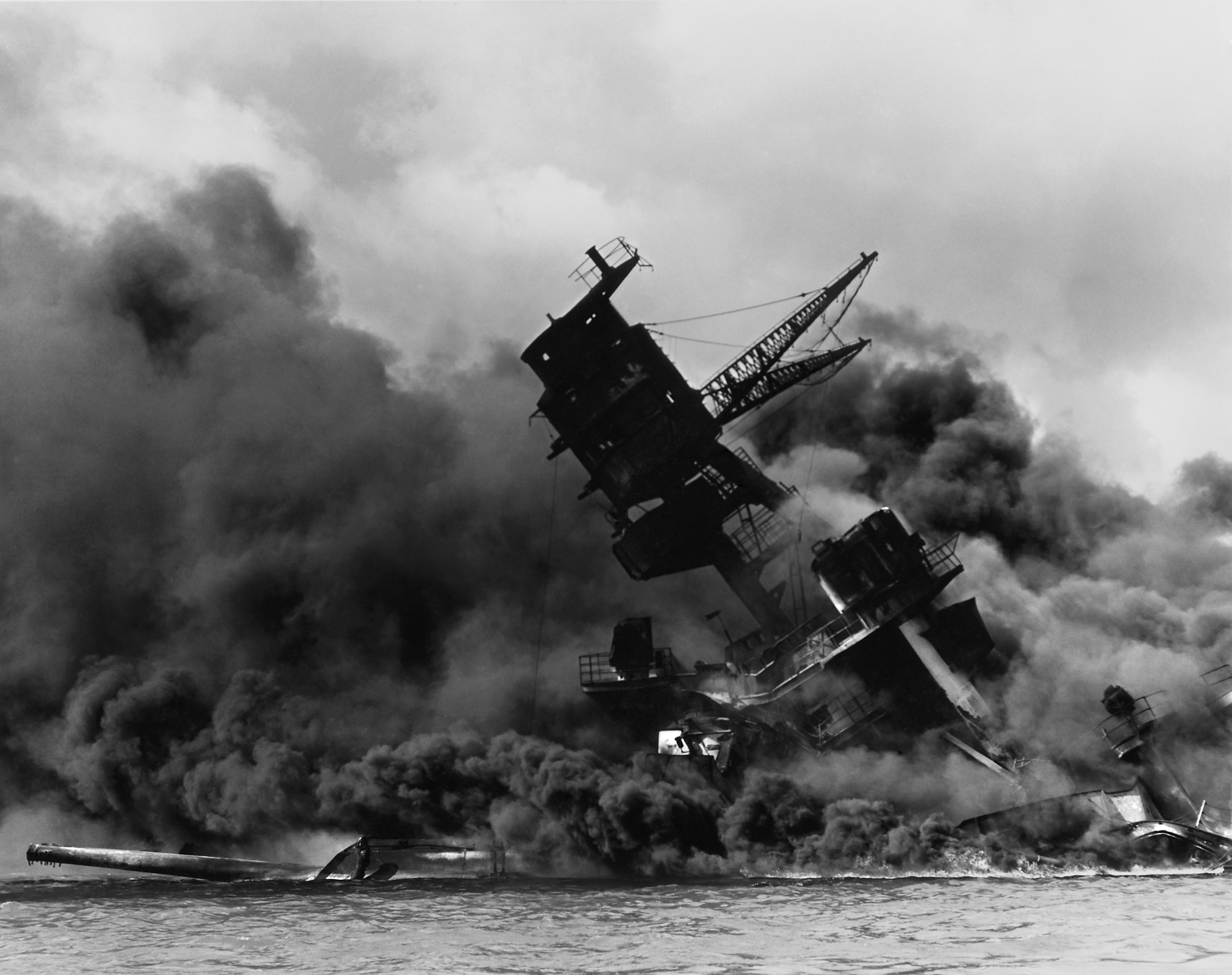
Japán támadás Pearl Harbor ellen

A gazdasági válság éveiben az USA kormányát lekötötték a belső gondok. Eközben a világ számos részén diktátorok kerültek hatalomra és megerősödtek a tekintélyuralmi rendszerek. A Japán Császárság kiterjesztette hatalmát Kína és a Csendes-óceán egy részére. A náci Németország a fasiszta Olaszország javában fegyverkezett és hódításokra készülődött, míg Nagy-Britannia és Franciaország megbékítő politikával próbálta elkerülni az újabb európai háborút. Az amerikai törvényhozás az 1930-as években jogszabályokkal szabályozta az ország semlegességét külső konfliktusokban, de a közhangulat egyre inkább Németország ellen fordult, amikor az megtámadta Lengyelországot és elindította a második világháborút. Roosevelt a „demokrácia fegyvertárának” nyilvánította az Egyesült Államokat, kijelentve, hogy pénzügyileg és hadianyaggal támogatni fogja a Szövetségeseket, de katonákat nem küld a segítségükre. A tengelyhatalmak ellen harcoló országokkal kölcsönbérleti egyezményeket kötöttek, melyek keretében hadihajókat és repülőgépeket adtak át nekik. A japán vezetés biztos volt benne, hogy csak idő kérdése és az USA belép a háborúba, ezért egy megelőző csapással 1941. december 7-én megsemmisítették a hawaii Pearl Harborban állomásozó csendes-óceáni amerikai flottát; Amerika hadviselő nemzetté vált.

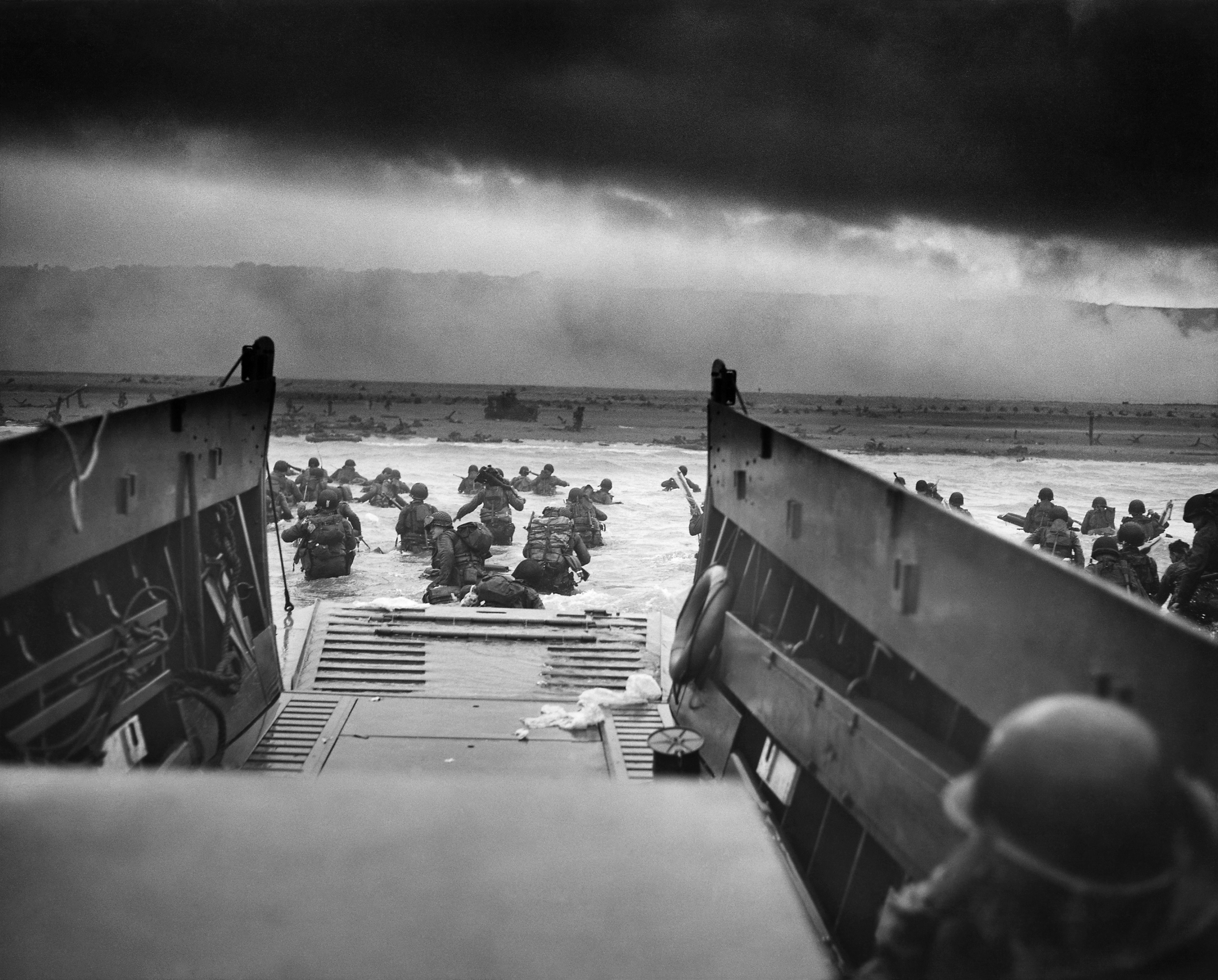
A normandiai partraszállás

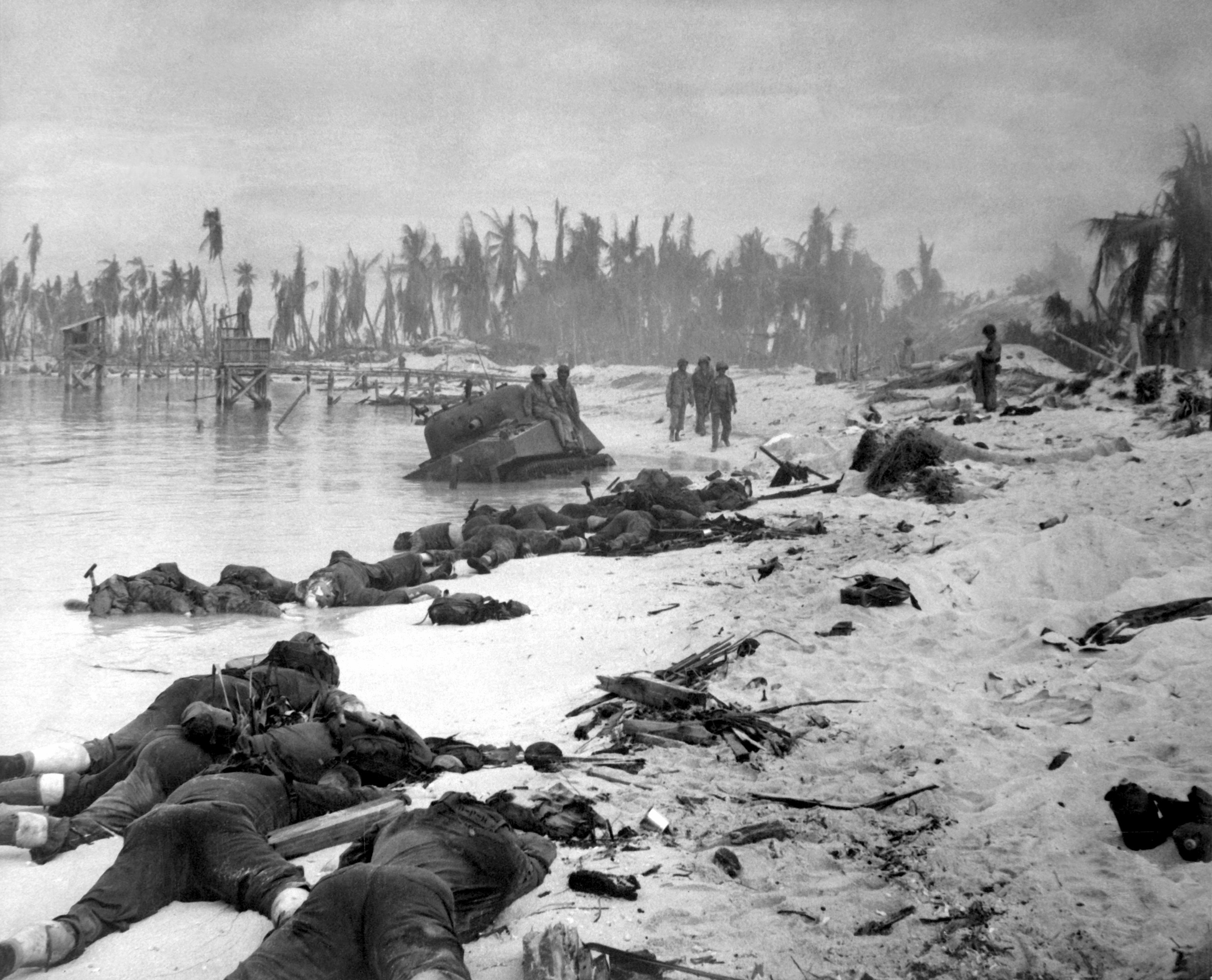
Amerikai katonák holttestei a Tarawa-atollon (1943 novembere)

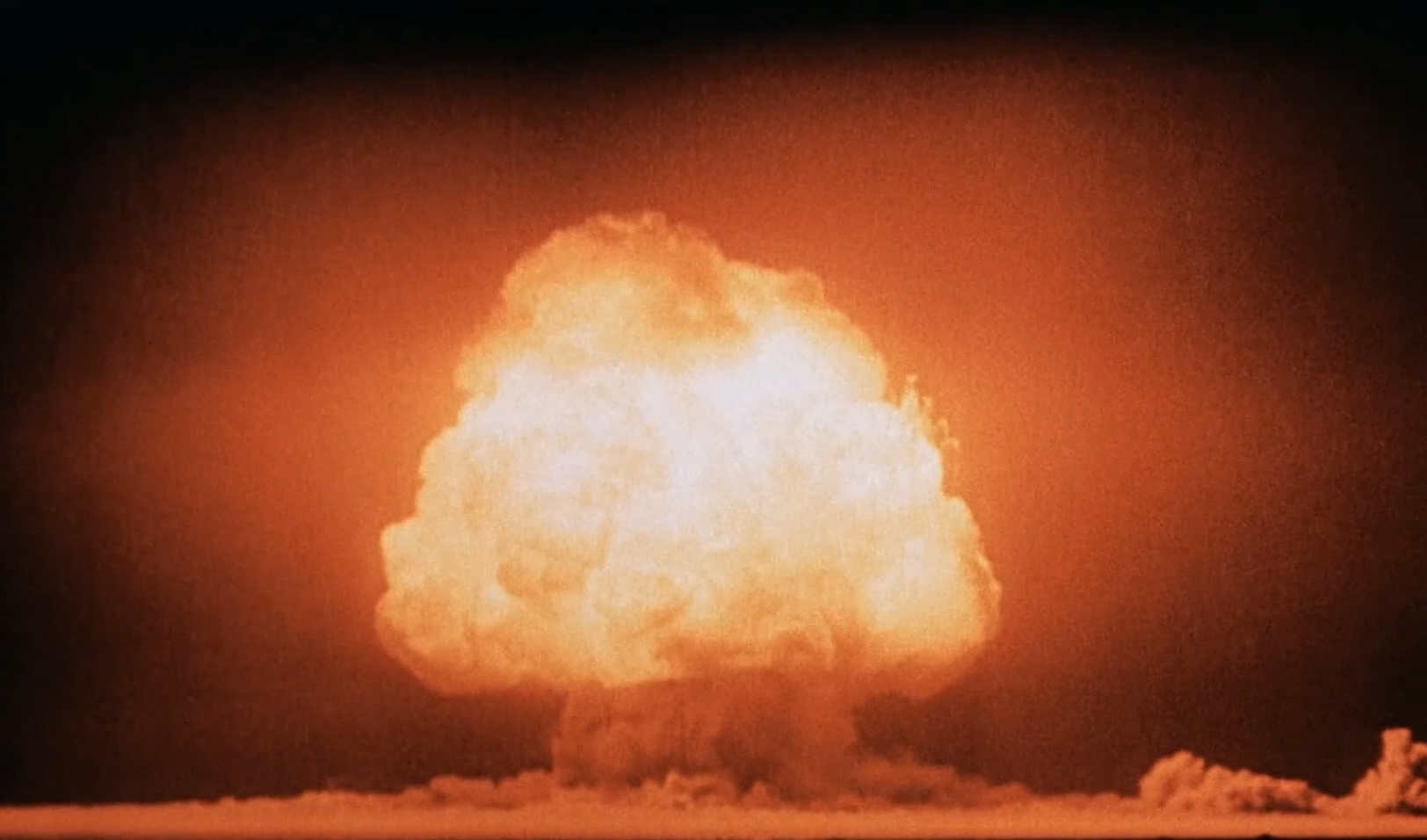
Az atombomba első tesztrobbantása

1942 javarészt a gazdaság háborús termelésre való átállásával (a GDP kb. 40%-át fordították erre a célra) és az ütőképes hadsereg felállításával telt. Ezalatt az USA fegyvereket, iparcikkeket, élelmiszert, olajat szállított a szövetségeseknek. A polgári fogyasztás meredeken csökkent, a húst, ruházati cikkeket, benzint jegyre adták, az árakat és a fizetéseket az állam szabályozta. Az amerikaiak a jövedelmük nagy részét így is megtakarították; ennek köszönhetően a háború után gazdasági válság helyett növekedést tapasztalhattak.
Bár a szövetségesek Németországot ítélték meg a nagyobb fenyegetésnek és úgy döntöttek, hogy előbb őt győzik le, az amerikai flotta szembeszállt a Csendes-óceánon terjeszkedő japánokkal is. A japánok még megszállták a Fülöp-szigeteket, de a korall-tengeri csatában az amerikaiak nagy áldozatok árán megállították előrenyomulásukat. Júniusban az amerikai flotta a Midway-atollnál döntő vereséget mért Jamamoto admirális hajóira. 1942 novemberében az amerikai-brit erők partra szálltak Észak-Afrikában és elfoglalták a kollaboráns francia kormány által uralt tunéziai és algériai gyarmatokat. 1943 júliusában partra szálltak Szicíliában, majd szeptemberben megkezdődött Olaszország szárazföldi részének megszállása.
1944. június 6-án az egyesült amerikai-brit erők végrehajtották a normandiai partraszállást és Franciaország fokozatos felszabadításával megnyitották a nyugati frontot. Eközben a hátországban maximálisra növekedett a háborús termelés, a gazdasági válság okozta munkanélküliség gyakorlatilag eltűnt, sőt a munkaerőhiány miatt egyre fokozódó mértékben vonták be az ipari termelésbe a nőket és a feketéket.
A háború felkorbácsolta a polgári lakosság japánellenes érzelmeit. A japán származású amerikai lakosokat (mintegy 120 ezer főt) az elnök parancsára internálótáborokba gyűjtötték. Az internáltak mintegy kétharmada már állampolgár, felük pedig gyerekkorú volt. Az internáláshoz 1/16-nyi japán származást is elegendőnek tartottak.
A háborús helyzet felpörgette a technológiai fejlesztéseket, melyek közül az atombomba vált a legismertebbé. Az 1942-ben indított ún. Manhattan terv során, elsősorban a nácik elől menekülő európai tudósok részvételével (köztük volt a magyar származású Teller Ede, Szilárd Leó és Wigner Jenő), megalkották a világ első maghasadáson alapuló nukleáris fegyvereit. Az első tesztre már Németország fegyverletétele után, 1945. július 16-án került sor.
A szövetségesek mind a keleti, mind a nyugati fronton előrenyomultak, ezt csak egy rövid időre törte meg a németek ellentámadása az Ardennekben 1944 decemberében. Mind a brit-amerikai, mind a szovjet erők Berlin irányába haladtak előre, de a német fővárost a szovjetek foglalták el. 1945 májusában a németek letették a fegyvert. A csendes-óceáni hadszíntéren az amerikaiak az ún. békaugrásos stratégiát használták, sorra foglalva el a szigeteket, amelyeket aztán légitámaszpontként használtak a következő célállomás ellen. A japánok elkeseredetten védekeztek, Ivo Dzsimát és Okinavát csak jelentős véráldozattal tudták elfoglalni tőlük. 1945. augusztus 6-án és 9-én az addig elkészült két atombombát ledobták Hirosima és Nagaszaki városaira. Ennek hatására Japán néhány napon belül kapitulált és a háború véget ért. Az USA megszállta Japánt (és Németország egy részét); Douglas MacArthur tábornok vezetésével átalakították az ország politikai és gazdasági rendszerét. A háború után amerikai és brit kezdeményezésre megalapították az Egyesült Nemzetek Szervezetét.
Az Egyesült Államok vesztesége a második világháborúban mintegy 400 ezer fő volt, de hátország és gazdasága érintetlen maradt, szemben a nagyrészt elpusztított európai és ázsiai gazdaságokkal.

### A hidegháború kezdete

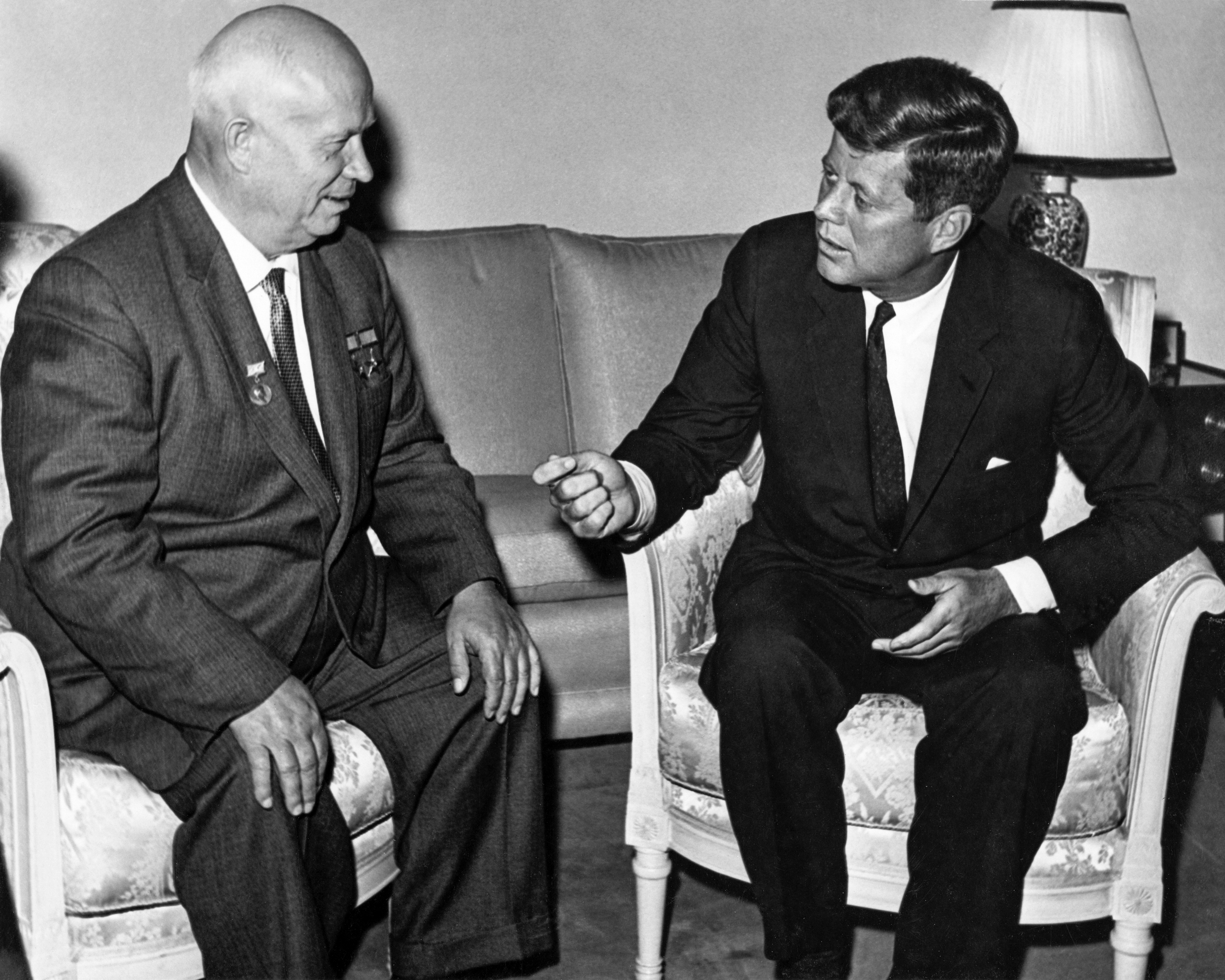
John F. Kennedy és Nyikita Hriscsov találkozója (Bécs, 1961)

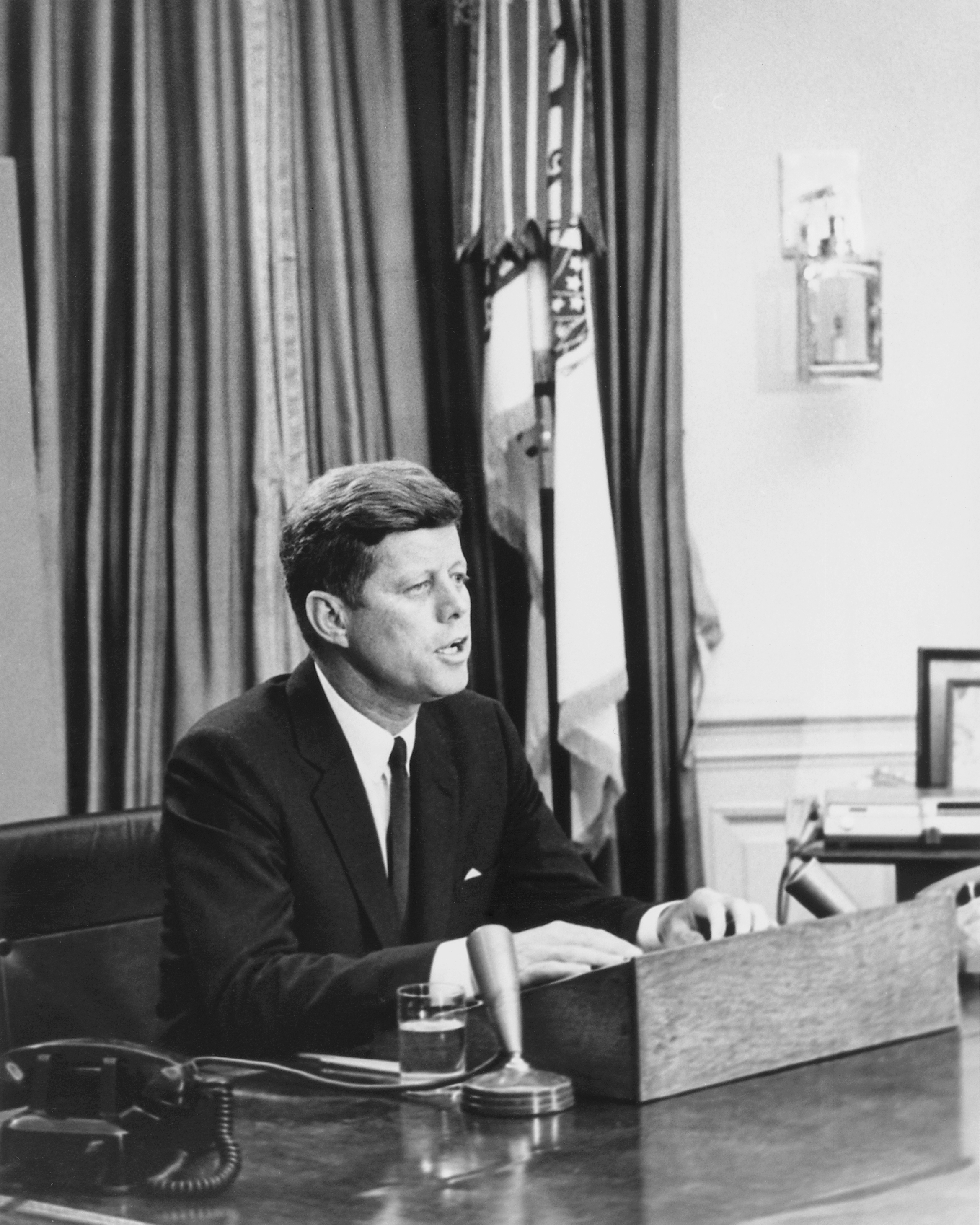
Kennedy polgárjogi beszéde 1963. június 11-én

A második világháborút követően két szuperhatalom jött létre a nemzetközi színtéren: az Egyesült Államok és a Szovjetunió. Az USA felhagyott korábbi izolacionista politikájával és aktív szerepet vállalt a külügyek terén. Az amerikai külpolitika első feladata az volt, hogy segítsen újjáépíteni Európát a világháború pusztítása után és megállítsa a kommunizmus (ami egyben szovjet befolyást is jelentett) terjedését. 1947-ben a Truman-doktrína alapján katonailag és gazdaságilag is segítették Görögországot és Törökországot a kommunista lázadók, illetve a szovjet nyomásgyakorlás ellenében. 1948-ban elindították a Marshall-tervet, melyben jelentős mértékben támogatták a nyugat-európai országok lerombolt gazdaságának újjáépítését és modernizálását. A terv során mintegy 13 milliárd dollárnyi (a teljes amerikai GDP ekkor 258 milliárd volt) segélyt nyújtottak, amihez még hozzájárult az a 12 milliárd, amit a háború vége és a Marshall-terv kezdete közben költöttek Európára. A szovjet megszállás alatti kelet-közép-európai államok politikai okból elutasították a segélyt. Innentől kezdve a kelet-közép-európai országok, amelyek központi irányítású rendszere egyébként is rossz hatékonysággal dolgozott, gazdaságilag egyre jobban lemaradtak a Nyugattól. Az USA lemondott korábbi, hosszú időn át követett politikájáról, miszerint békeidőben nem tart fent katonai szövetséget és 1949-ben megalapította a NATO-t. Válaszul a Szovjetunió az irányítása alatt álló államok részvételével létrehozta a Varsói Szerződés katonai szövetségét. A két tömb közötti viszony látványosan lehűlt, Winston Churchill kifejezésével „vasfüggöny” választotta el őket.

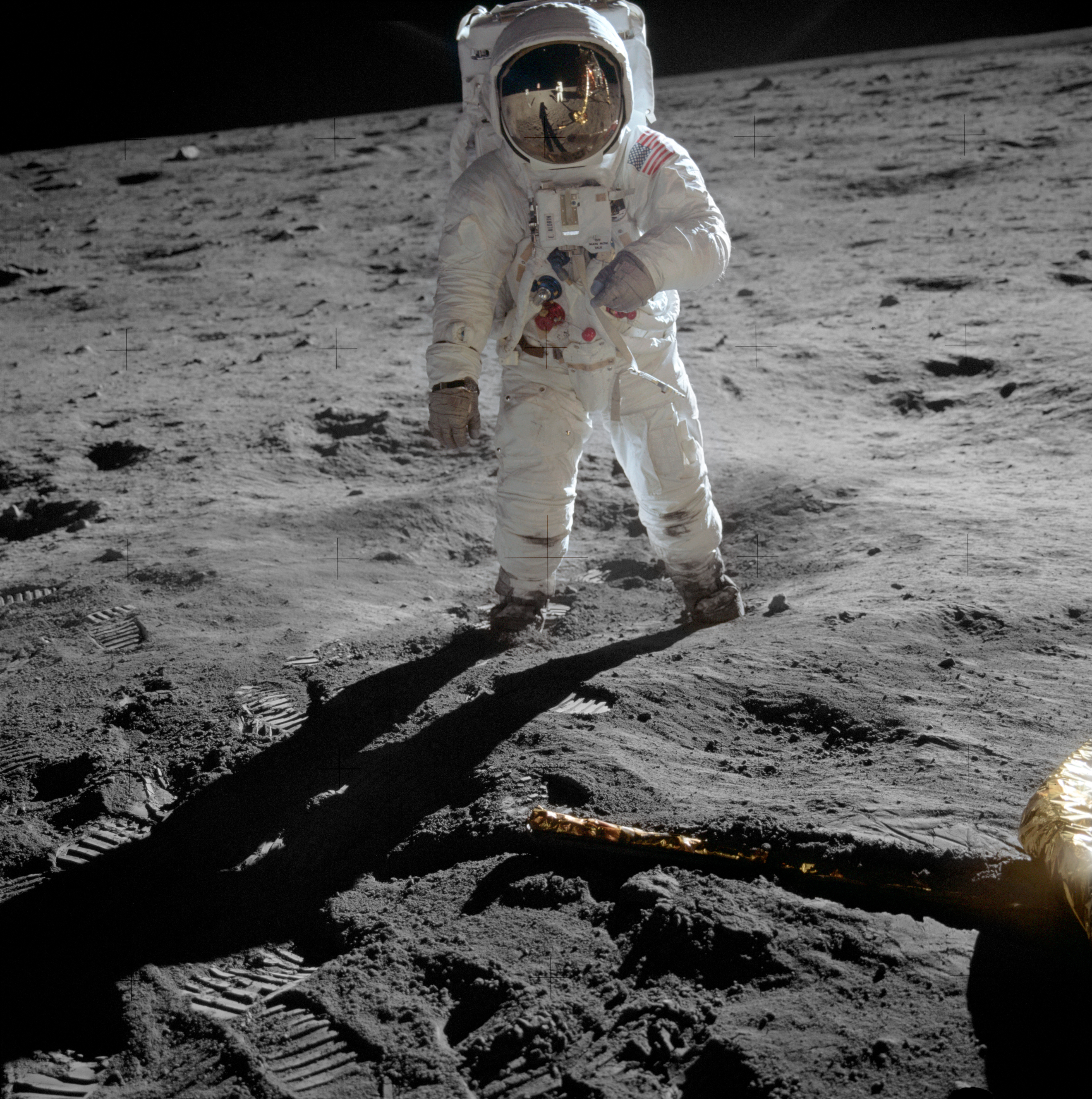
A holdra szállás

1949 augusztusában a Szovjetunió sikeres kísérleti atomrobbantást hajtott végre, véget vetve ezzel az amerikai nukleáris fölénynek. A mindkét felet teljes pusztulással fenyegető atomháború helyett a két szuperhatalom „hidegháborút” vívott egymás ellen, a propaganda és titkosszolgálati akciók mellett korlátozott, hagyományos jellegű konfliktusokba bocsátkozott a perifériákon, mint Koreában vagy Vietnámban. Az 1950-es évek elején Amerikában kommunistaellenes hisztéria és boszorkányüldözés uralkodott el, melynek Joseph Raymond McCarthy szenátor volt a fő vezéregyénisége. Az amerikai technológiai fölény illúzióját 1957-ben az első műhold, a szovjet Szputnyik felbocsátása törte darabokra. Az űrbeli technológiai verseny következő csapása Jurij Gagarin 1961-es űrrepülése volt, ám a helyzetet kiegyenlítette, hogy az Apollo-program keretében az Egyesült Államoknak 1969-ben sikerült először embert küldenie a Holdra. A közvélemény és a kormányzat tartott attól, hogy lemaradnak a technológiai versenyben, ezért jelentős támogatásban részesítették a természettudományos oktatást és kutatást.
Az 1960-as elnökválasztást a karizmatikus John Fitzgerald Kennedy nyerte, az első katolikus aki az ország élére került. A Kennedy-család új stílust, új légkört hozott a Fehér Házba. Elnöksége alatt felgyorsult az amerikai részvétel az űrversenyben, eszkalálódott az USA szerepe a vietnámi háborúban, ekkor zajlott a kubai rakétaválság és a Disznó-öbölbeli partraszállás, ekkor börtönözték be Martin Luther Kinget. Az egész ország közvéleménye megdöbbent, amikor 1963. november 22-én Dallasban meggyilkolták.
Kennedyt alelnöke, Lyndon B. Johnson követte az elnöki székben, aki meghirdette a New Deal-hez hasonló Great Society nevű szociálpolitikai programját. Kibővítették a polgárjogokat, véget vetettek a legális faji megkülönböztetésnek, bővítették az egészségbiztosítást, az oktatási támogatásokat és a rászorulók segélyezését. Az 1964-es választást a demokrata Johnson magabiztosan nyerte, 1968-ban viszont Richard Nixonnal visszatértek a republikánusok. Nixon továbbvitte demokrata elődjeinek New Deal és Great Society programjait. Az 1950-es és 60-as években az amerikai társadalom egyre inkább urbanizálódott, a népesség vidékről a városokba áramlott; mindeközben a gazdaság magabiztosan növekedett.

### A polgárjogi mozgalmak

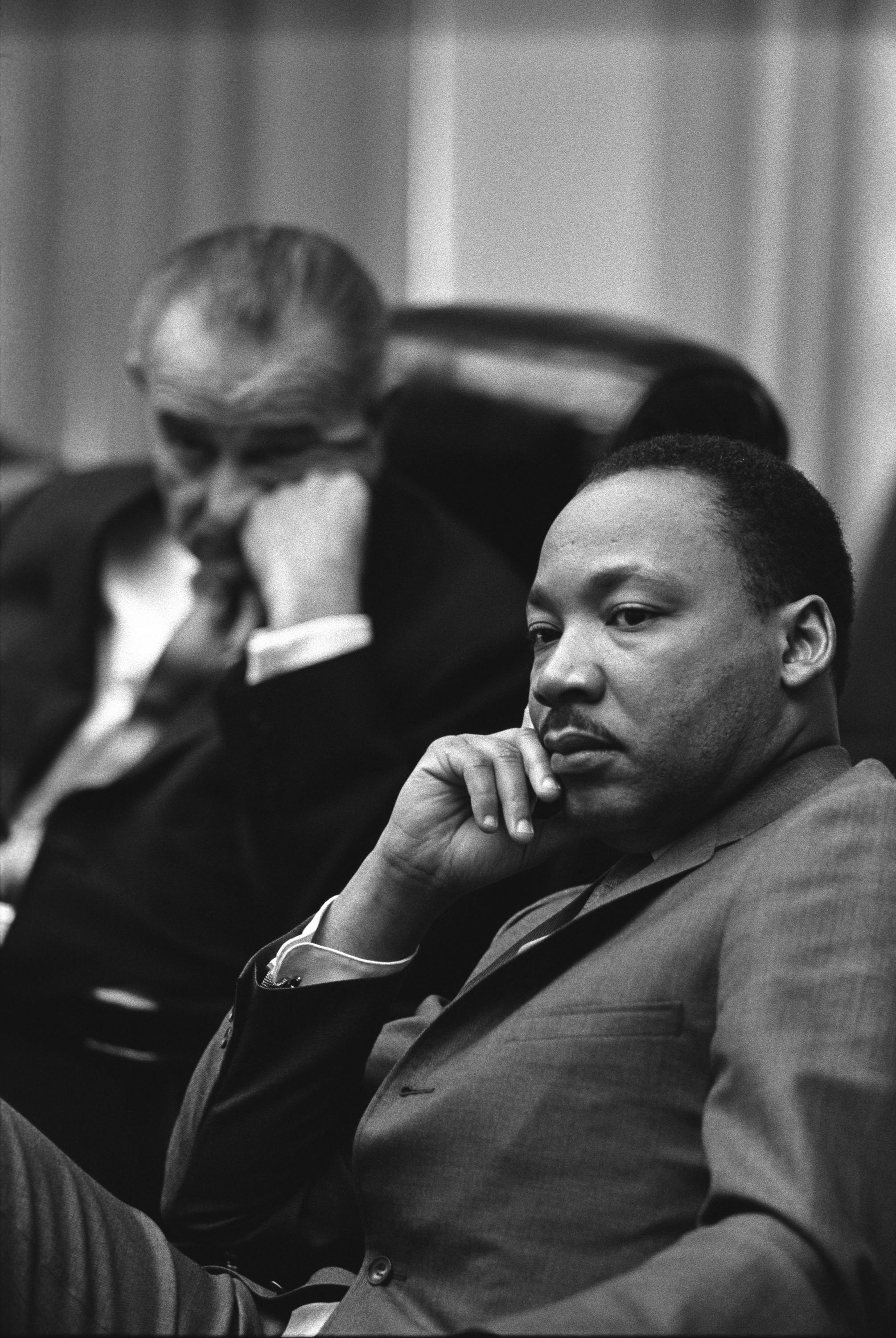
Martin Luther King és Lyndon B. Johnson (hátul)

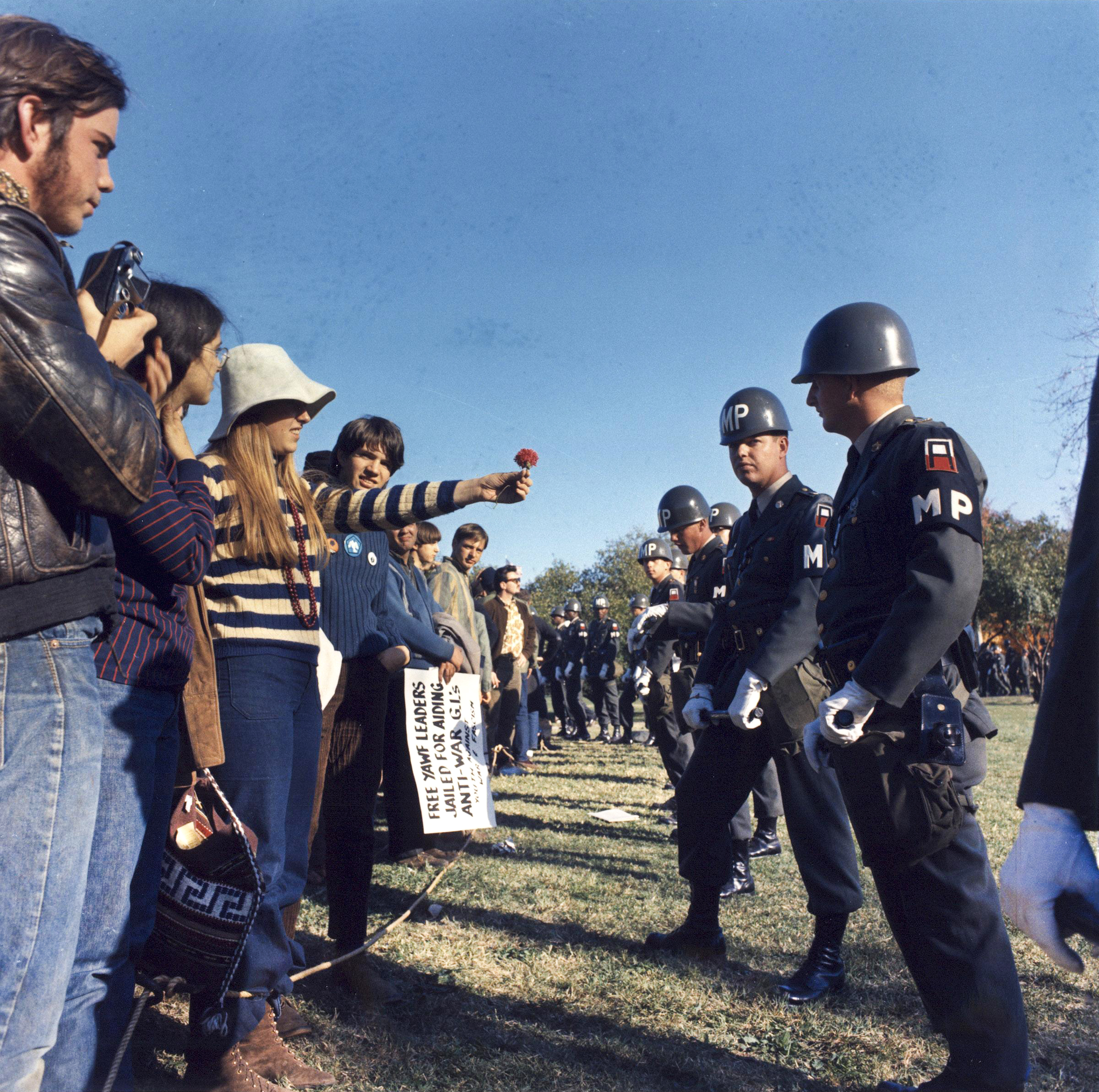
Tüntetés a vietnámi háború ellen (1967)

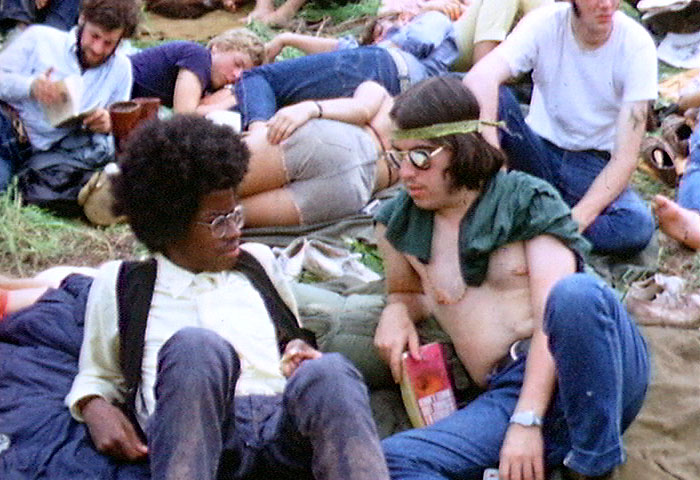
Woodstocki hippik

Az 1950-es évek végétől a jogi egyenlőséget követelő fekete polgárjogi mozgalom egyre intenzívebben kezdte támadni az ország (elsősorban a déli államok) intézményesített rasszizmusát. A szegregációs törvények elleni nyílt ellenállást Rosa Parks kezdte, aki leült egy busz fehéreknek fenntartott ülésére. Letartóztatása után a helyi lelkész, Martin Luther King bojkottra hívott fel a busztársaság ellen. A következő években perek sorával kényszerítették ki, hogy eltöröljék azokat a törvényeket, amelyek tiltották a rasszok közötti házasságot és feketék felvételét bizonyos iskolákba, vagy megnehezítették a szavazást a színesbőrűek számára. Fokozatosan lebontották azt a jogi rendszert (az úm. Jim Crow-törvényeket) amelyek legalizálták a faji megkülönböztetést.
Martin Luther King Nobel-békedíjban részesült a rasszizmus ellen vívott harcáért, ám 1968-ban meggyilkolták. Halála után mások álltak a mozgalom élére, mint özvegye, Coretta Scott King, aki aktívan politizált a nők egyenjogúságáért és a vietnámi háború ellen. Az antirasszista mozgalomban a lassú előrehaladás miatt kialakult egy militáns szárny, a Black Power mozgalom. A feketéken kívül hallatni kezdték szavukat az indián őslakosok, valamint Cesar Chavez vezetésével az alulfizetett mexikói munkások is. Chavez öt évig tartó sztrájkot szervezett a kalifornia szőlőszedők körében, majd megalakította a mezőgazdasági munkások első szakszervezetét.
A női egyenjogúság mozgalma 1963 után kapott új lendületre, amikor megjelent Betty Friedan – A nőiesség kultusza (angolul: The Feminine Mystique) című könyve, amelyben támadta a nőket háziasszonyi szerepbe kényszerítő társadalmi konvenciót. Felhívta a figyelmet arra, hogy a nők ugyanúgy képesek ellátni a legtöbb munkát, mint a férfiak. Friedan 1966-ban megalapította az emancipációért harcoló Nemzeti Nőszervezetet (National Organization for Women). Tüntetéseik nagy médianyilvánosságot kaptak, sőt 1968-ra a rájuk irányuló figyelem meghaladta a faji egyenlőségért küzdőkét. A feminista felvonulások, tüntetések, bojkottok és egyéb akciók létszáma sokezres, sőt esetenként milliós volt. A mozgalom már korán több részre szakadt különböző ideológiák mentén. Az 1972-es egyenjogúsítási törvényt a Phyllis Schlafly által mobilizált konzervatív koalíció megtorpedózta; ők azzal érveltek, hogy a törvény lealacsonyítaná azokat, akik háziasszonyok szeretnének maradni, valamint a fiatal nők besorozásával fenyegetne. Számos egyéb törvény és a Legfelsőbb Bíróság állásfoglalásai azonban jogi szempontból egyenjogúvá tették a nőket és munkavállalásuk társadalmi megítélése is fokozatosan változni kezdett. Az egyetlen jelentősebb kérdés, amely máig vita tárgya, az abortuszhoz való jog, amelyet a Legfelsőbb Bíróság a Roe kontra Wade per után 1973-ban alapjoggá nyilvánított.

### Az ellenkultúra forradalma és az olajválság

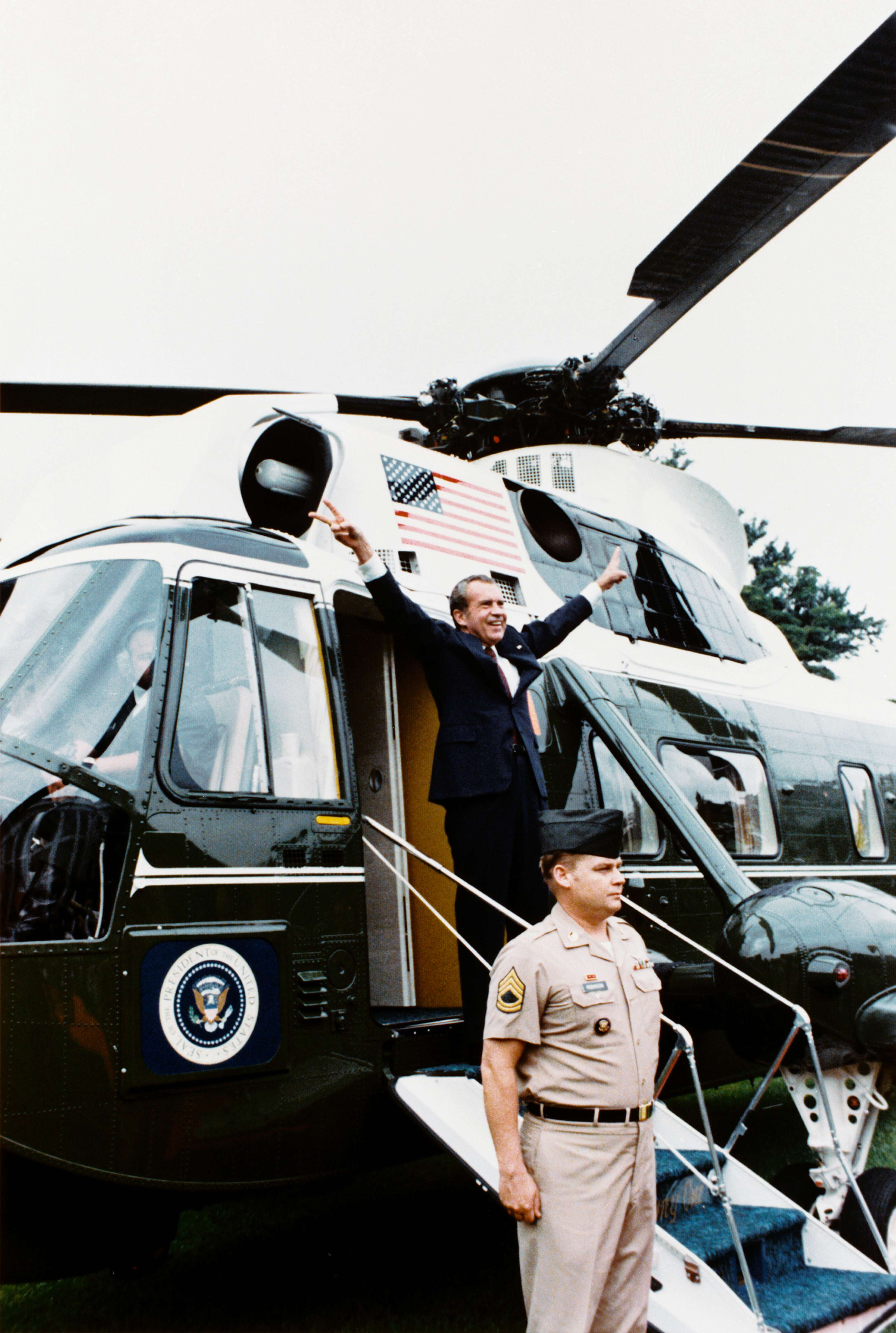
Nixon távozik

A vietnámi háborúban patthelyzet állt elő és az USA-ban egyre nőtt a háború miatti elégedetlenség, amely összekapcsolódott a feminista, antirasszista, környezetvédelmi jellegű tiltakozó megmozdulásokkal. A fiatal nemzedék egyre nagyobb mértékben elutasította szülei konzervatív életstílusát, népszerűvé vált a drogfogyasztás, a szexuális szabadosság, az új zenei stílusok. Az úgynevezett ellenkultúra egyik elindítójává az 1969-es woodstocki fesztivál vált.
Nixon elnök 1973-ban békét kötött Észak-Vietnámmal, melynek eredményeképp elengedték a hadifoglyokat és kivonták az amerikai csapatokat az országból. A háborúban összesen 58 ezer amerikai katona esett el. Az elnök kihasználta a Szovjetunió és Kína közötti politikai konfliktust és sikerült a mindkét féllel fenntartott viszonyban enyhülést elérnie. Nixon támogatottságát azonban rövidesen elsöpörte a Watergate-botrány, amikor kiderült, hogy megbízottjai lehallgatták a Demokrata Párt Watergate-épületegyüttesben bérelt irodáját. Az elnök 1974. augusztus 9-én kénytelen volt lemondani; helyét alelnöke, Gerald Ford vette át. Ugyanebben az évben az észak-vietnámi erők elfoglalték Saigont és kommunista győzelemmel véget vetettek a vietnámi háborúnak; ezenkívül ebben az évben Kambodzsában és Laoszban is kommunista hatalomátvételre került sor.
Az 1973-as és 1979-es olajválság megtörte az New Deal bevezetése óta tartó lendületes gazdasági fejlődést és az energiaárak az egekbe szöktek. Az amerikai cégek egyre fokozódó versenyhelyzetben találták magukat, ahogyan a külföldi gyártmányú autók, ruhák, elektronikai cikkek elárasztották az Egyesült Államok piacát. Az 1970-es évek végére a gazdasági növekedés lelassult, a munkanélküliség és az infláció megugrott. A kormány a gondokra liberalizálással, deregulációval válaszolt, a New Deal számos szociálpolitikai és állami felügyeleti intézményét ekkor számolták fel. A gazdaságpolitikai intézkedések bevezetése fokozta a társadalom gazdasági és szociális egyenlőtlenségeit.
Az 1976-os elnökválasztást a washingtoni politikai élettől távolságot tartó Jimmy Carter nyerte meg a Demokrata Párt színeiben. Carternek sikerült tető alá hoznia az Izrael és Egyiptom viszonyát rendező Camp David-i egyezményt. 1979-ben iszlamista iráni diákok megrohamozták az USA teheráni nagykövetségét és 66 dolgozót túszul ejtettek. A balsikerű túszszabadítási kísérlet és folytatódó gazdasági gondok miatt az 1980-as választás a republikánus párti Ronald Reagan győzelmét hozta. 1981. január 20-án, néhány perccel Carter elnöki időszakának letelte előtt Irán 444 napos fogság után elengedte a követségi túszokat.

### A hidegháború vége

Ronald Reagan a Brandenburgi kapunál felszólítja Gorbacsovot a berlini fal lebontására

Reagan neoliberális gazdaság-politikájával (az ún. „Reaganomics”) erőteljesen csökkentette az adókat (a felső adósávban 70%-ról több lépésben 28%-ra) és visszafogta az állami szabályozást. Bár az ország 1982-ben kisebb recessziót vészelt át, de hosszabb távon az infláció 11%-ról 2%-ra, a munkanélküliség 10,8%-ról 7,5% csökkent, a gazdaság növekedése pedig 4,5%-ról 7,2%-ra emelkedett.
Reagan a költségvetés hiányát is figyelmen kívül hagyva megnövelte a katonai kiadásokat. Különösen látványos akció volt az általa bevezetett „csillagháborús program” (Stratégiai Védelmi Kezdeményezés, angol rövidítéssel SDI), amelyben megkezdték egy Föld körüli rakétaelhárító rendszer megtervezését. A Szovjetunió vehemensen reagált és az 1972-es fegyverkorlátozási egyezmény felrúgásával vádolta Washingtont. A vélemények eltérnek azt illetően, hogy az SDI mennyiben befolyásolta az 1980-as évek közepén bevezetett szovjet gazdasági és politikai reformokat, de egyes történészek feltételezik, hogy a program ellentételezése olyan költségekbe verte volna a szovjet gazdaságot, amelyhez elengedhetetlenek voltak az alapvető reformok és amelyek végül az ország széthullásához vezettek.
Az elnök agresszív, katonai erőt gyakran bevető külpolitikát folytatott (1983-ban megszállta Grenadát, 1986-ban pedig egy nyugat-berlini robbantást megtorlandó, bombázta Líbiát), amivel növelte hazai népszerűségét. Kisebb botrányt az Irán-kontra válság okozott, amikor kiderült, hogy amerikai kormányzati szervek titokban fegyvereket adtak el Iránnak, és a befolyó jövedelemből illegálisan támogatták a nicaraguai kormányellenes ún. kontrákat.
Reagan négy alkalommal találkozott a szovjet pártfőtikárral, Mihail Gorbacsovval, akivel 1987-ben átfogó leszerelési egyezményt írt alá. A Szovjetunió ekkor már alapvető politikai válsággal küszködött, tagköztársaságaiban nacionalista, függetlenségpárti mozgalmak indultak, az addig ellenőrzése alatt tartott kelet-európai országokban a kommunista pártok elvesztették támogatottságukat. A keményvonalas kommunisták 1991 augusztusában puccsal próbálták visszaszerezni a hatalmat, de annak bukása után az addigi szuperhatalom darabokra hullott szét. A hidegháború véget ért, az Egyesült Államok győztesként és egyetlen szuperhatalomként került ki belőle.

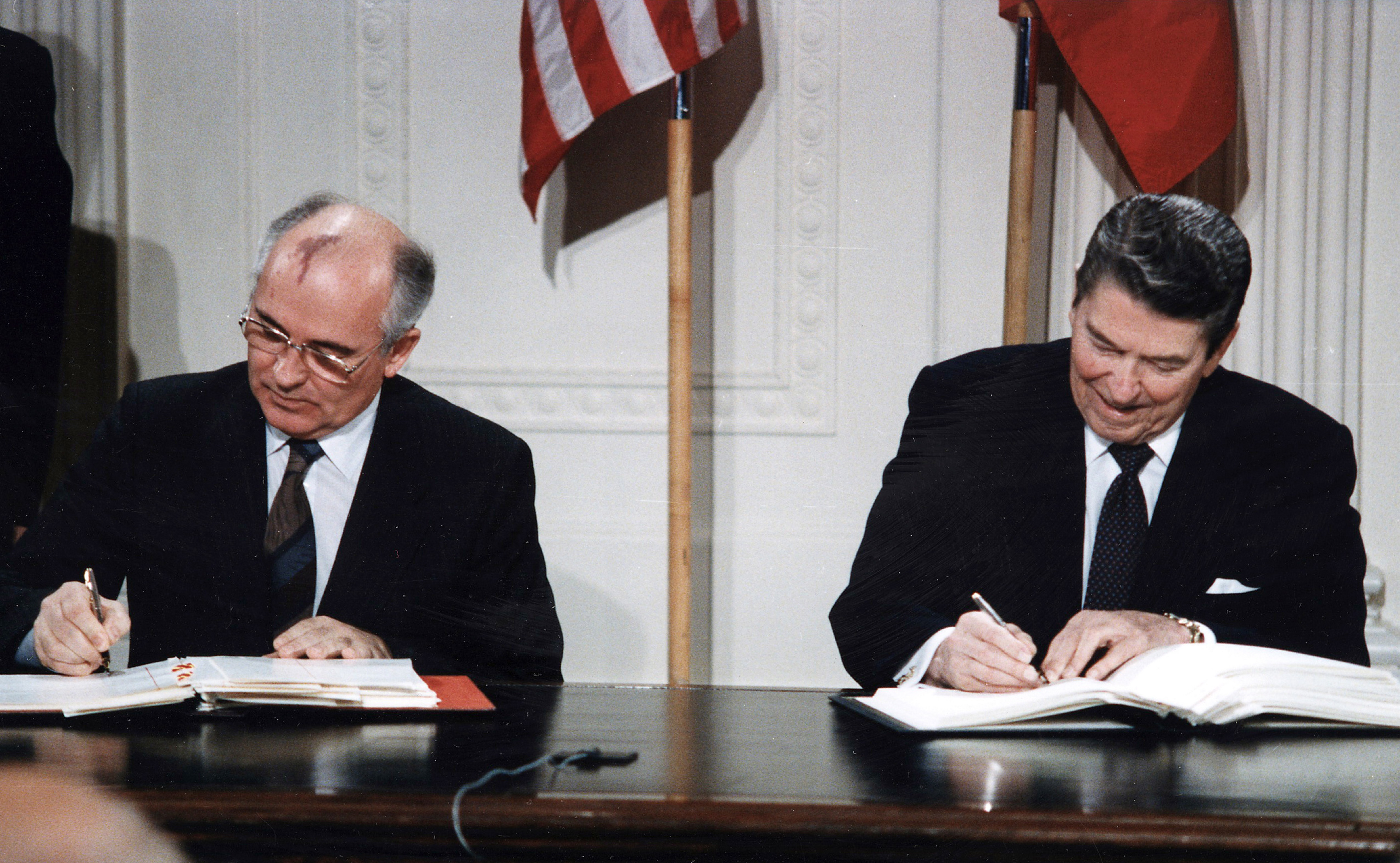
Reagan és Gorbacsov aláírja a közepes hatótávolságú nukleáris fegyverek leszerelését előirányzó egyezményt

Az 1988-ban megválasztott George Bush az 1991-es Öbölháborúban gyors győzelmet aratott a Kuvaitot megszálló iraki Szaddam Husszein ellen. Az 1992-es választást a demokrata Bill Clinton nyerte, akinek elnöksége alatt a digitális forradalom és az internet új lehetőségeit kihasználó cégeknek hála a globalizáció útjára lépett gazdaság gyors ütemben gyarapodott. Az elnök kellően együtt tudott működni a republikánus többségű Kongresszussal és 30 év óta az első hiány nélküli szövetségi költségvetést állíttatta össze.
1998-ban a Kongresszus bizalmatlanságot szavazott Clintonnak, aki eskü alatt hazudott arról, hogy volt-e szexuális kapcsolata egy Fehér Ház-i gyakornokkal, Monica Lewinskyvel. A Szenátus azonban felmentette őt.
A 2000-es elnökválasztás az USA történetének egyik legkiegyensúlyozottabb versengését hozta a republikánus George W. Bush (a korábbi elnök, George Bush fia) és a demokrata Al Gore között; ez már előrevetítette az ország a következő években egyre fokozódó politikai polarizálódását. A döntést végül a floridai szavazatok újraszámlálása hozta, amely minimális mértékben (537 szavazattal) Bush fölényét mutatta.

## 21. század

### 9/11 és a terrorellenes háború

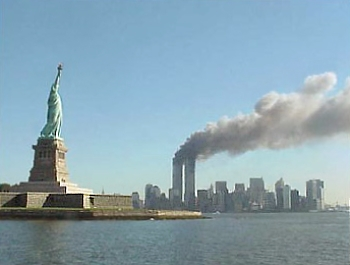
A 2001. szeptember 11-i terrortámadás

2001. szeptember 11-én (ún. „9/11”) az iszlamista Al-Kaida szervezet öngyilkos merényletekből álló támadássorozatot intézett az Egyesült Államok ellen. 19 tagjuk eltérített négy személyszállító repülőgépet és szándékosan nekivezették őket a World Trade Center ikertornyainak, valamint a Pentagonnak (az amerikai hadügyminisztérium épülete); a negyedik gép az utasok ellenállása miatt lezuhant. A támadásoknak 2937-en estek áldozatul (206-an a repülőgépeken, 125-en a Pentagonban, 2606-an a WTC-ben). Bush elnök szeptember 20-án bejelentette, hogy az USA háborút indít a terrorizmus ellen. Mivel az iszlamista tálibok által uralt Afganisztán menedéket adott az Al-Kaidának és vezetőjének, Oszama bin Ládennek, október 7-én az Egyesült Államok és NATO-beli szövetségesei megkezdték az ország megszállását.
A szövetségi kormány új rendszabályokat vezetett be a további terrortámadások megelőzésére. A sokak által kritizált „Hazafias törvény” új jogosítványokat adott a kormányzatnak a polgárok telefonbeszélgetéseinek és internetes kommunikációjának követéséhez és megszüntette azt a szabályt, amely megtiltotta a rendőrségnek és a hírszerzésnek információik megosztását. Létrehozták a Belbiztonsági Minisztériumot a terroristaellenes tevékenység koordinálására. A kormány sok kritikát kapott az emberi jogok megsértése miatt, különösen sokat támadták a guantanamói börtönben használt vallatási módszerek miatt.
2003. március 19-én az Egyesült Államok megtámadta és megszállta Irakot, miután annak diktátorát, Szaddam Husszeint azzal vádolta (mint utólag kiderült, hamisan), hogy tömegpusztító fegyvereket rejteget. A gyors katonai sikerek ellenére, az ország megszállása problémásnak bizonyult a gerillamódszereket használó irakiak miatt. A nemzetközi tiltakozások egyre erősödtek és a háború hazai támogatása is fokozatosan alábbhagyott. Irak belpolitikai helyzetét nem sikerült stabilizálni és az újabb csapatok állomásoztatása ellenére folytatódtak a gerillatámadások.

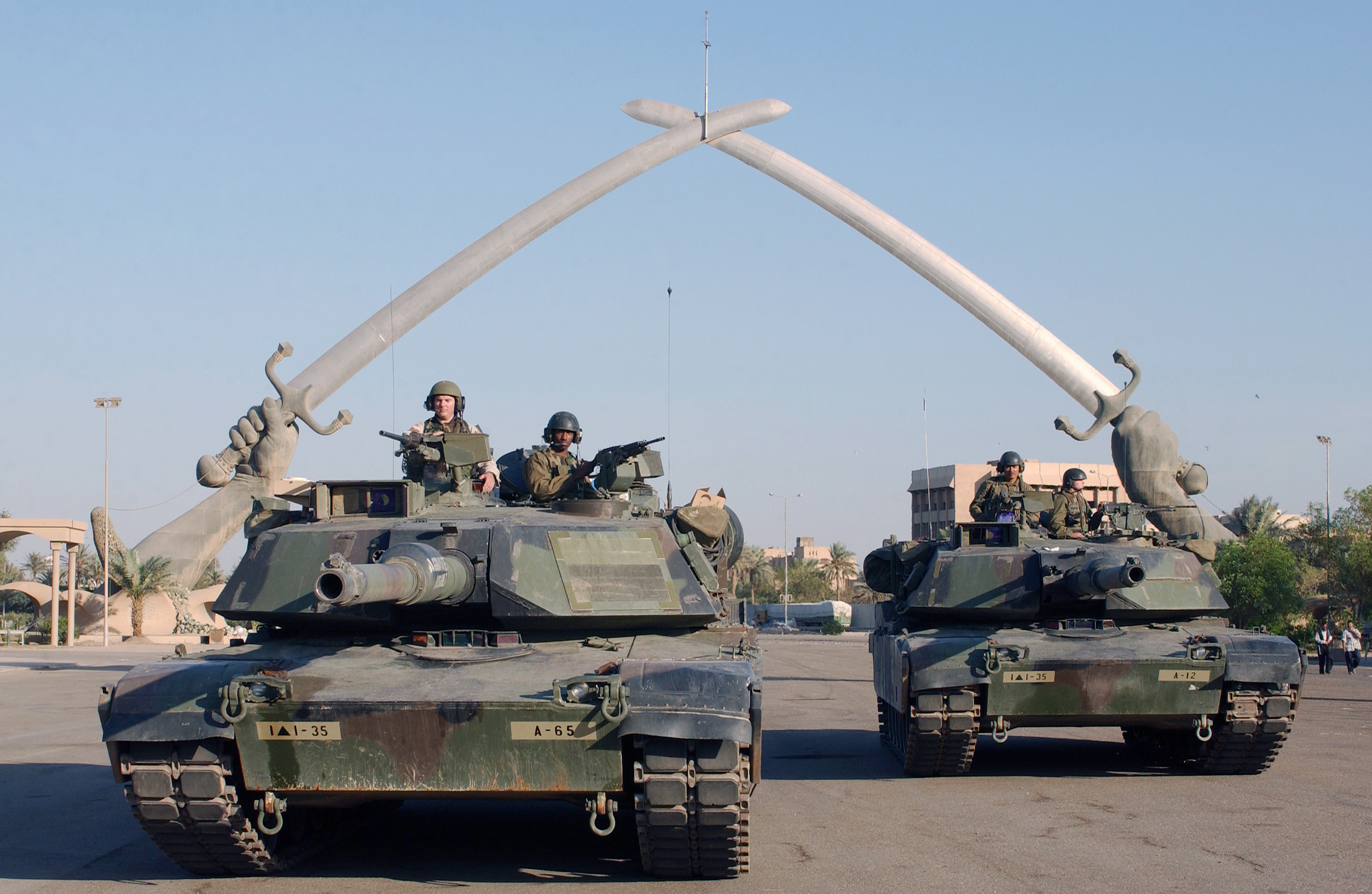
Az amerikaiak bevonulnak Bagdadba (2003)

Bush népszerűtlensége és az abban az évben kitörő pénzügyi válság miatt a 2008-as elnökválasztást a demokrata Barack Obama nyerte, az ország történetének első fekete vezetője. Obama 2010-re leállította a harci tevékenységeket Irakban és bár egy ideig 50 ezer amerikai katona még az országban maradt a bagdadi kormányt segítendő, 2011 decemberében bejelentették a háború végét és valamennyi idegen katonát kivonták az országból. Ugyanekkor 30 ezer fővel megerősítették az afganisztáni csapatokat. Az elnök megtiltotta a kínvallatás alkalmazását Guantanamóban és kilátásba helyezte a börtön bezárását. 2011 májusában az amerikai haditengerészet kommandósai Pakisztánban megölték Oszama bin Ládent. Az iszlamista terrorszervezetek további vezetőit titkosszolgálati eszközökkel felderítették és pilóta nélküli drónokkal gyilkolták meg. Bin Láden halála nem jelentette a terrorista szervezetek szétesését, sőt 2014-ben a káoszba merült Irakban és a polgárháborús Szíriában létrejött az Iszlám Állam szervezete, amely hatalmas területeket hajtott uralma alá. Az Egyesült Államok és a NATO légitámadásokkal és az Iszlám Állammal szembenálló kormányok és frakciók támogatásával reagált terrortámadásaira, de átfogó katonai akcióra nem került sor.
2014 decemberében Obama hivatalosan befejezettnek nyilvánította Afganisztán megszállását és megígérte az amerikai katonák kivonását.

### A pénzügyi világválság

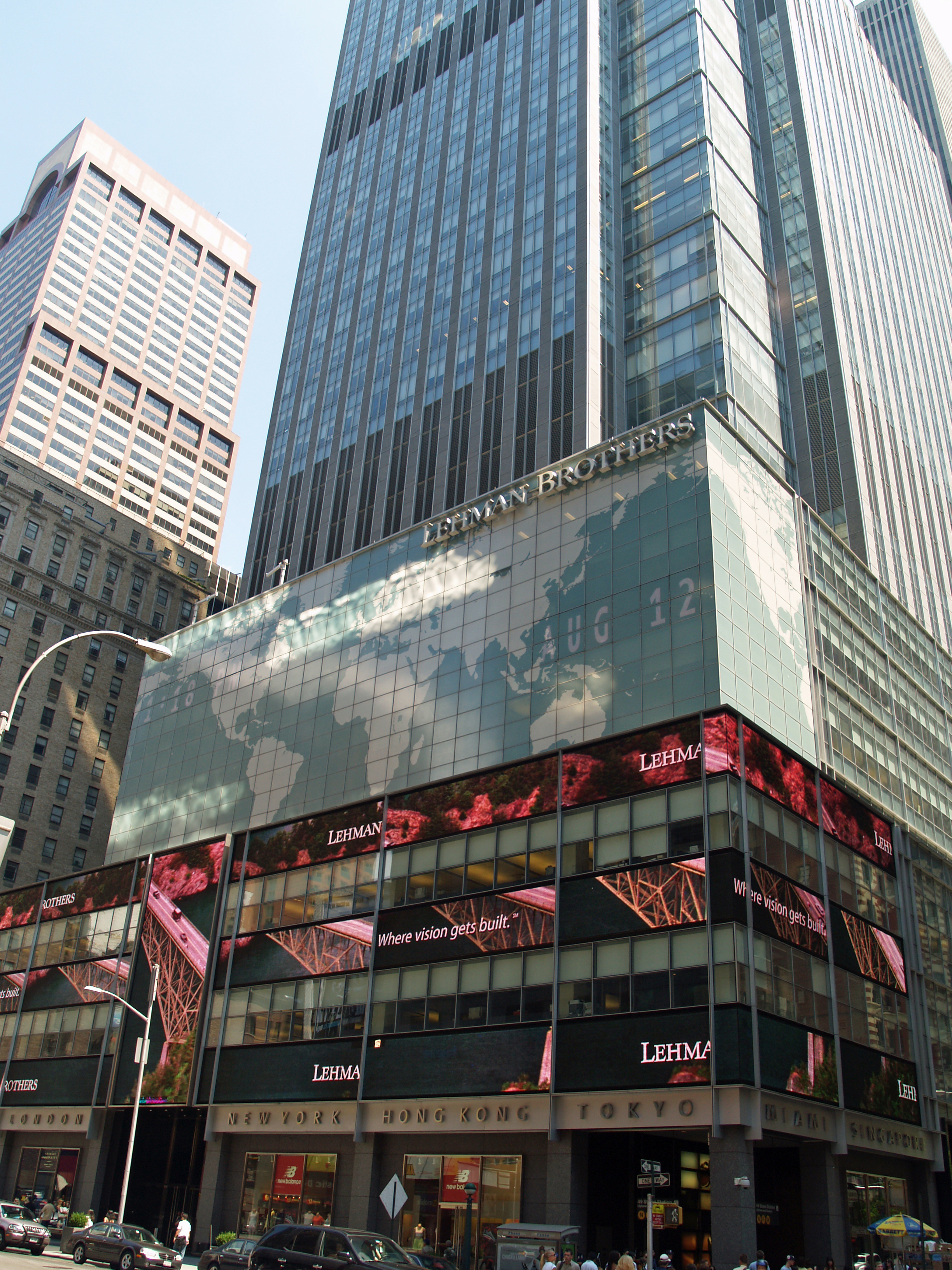
A Lehman Brothers székháza New York-ban

2008 szeptemberében az Egyesült Államokban és a legtöbb európai országban elkezdődött a második világháború utáni időszak leghosszabb gazdasági recessziója. Több különféle terület válsága erősítette egymás hatását, egymást követte a túlfűtött ingatlanpiac, a hitelezési piac, az autóeladások összeomlása, amit csak súlyosbított a magas olajár. A végeredmény magasba ugró munkanélküliség és az 1929-es válság óta a legnagyobb recesszió volt. Amikor felelőtlen hitelezési gyakorlata miatt csődbe ment a Lehman Brothers pénzügyi cég és számos nagy bank is veszélybe került, az egész pénzpiac összeomlással fenyegetett, ezért októbertől kezdve a kormányzat 245 milliárd dollárnyi segélyt nyújtott nekik, amelyet kétpárti többséggel fogadott el a kormány és Bush elnök is aláírt.
Az állami támogatást Obama tovább folytatta, kormánya 787 milliárd dollárral segítette a recesszióból történő kilábalást. Külön program indult a csőd szélére jutott autóipari cégek, mint a General Motors és a Chrysler megsegítésére és az állam támogatta az újautó-vásárlást.
A recessziónak hivatalosan 2009 júniusára lett vége és gazdaság lassan ismét növekedésnek indult. A munkanélküliségi ráta a 2007-es 4,7% ról 2009 októberében 10,1%-ra nőtt, de 2015-re ismét visszaesett 5%-ra. A 2010-es évek gazdasági bővülése azonban gyengébb maradt a korábbi évtizedekéinél.

### A 2010-es évek

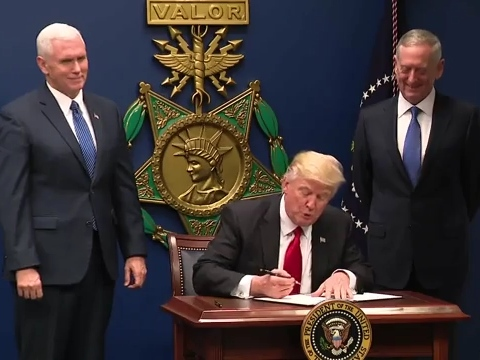
Donald Trump aláírja a beutazást korlátozó elnöki rendeletet (2017)

2009-2010 között a Kongresszus több fontos törvényt fogadott el, többek között átszervezték az egészségbiztosítás szabályozását és 25 millióval csökkentették a biztosítással nem rendelkezők számát. (Ez volt az Affordable Care Act program, ami „Obamacare” néven került be a közbeszédbe.) Újraszabályozták a pénzpiacot az újabb válságok megelőzésének érdekében és engedélyezték, hogy nyíltan homoszexuálisok szolgálhassanak a hadseregben. A 2012-es elnökválasztáson a republikánus Mitt Romney indult Obama ellen, de az elnököt újraválasztották. A republikánus többségű Kongresszus és a demokrata Szenátus folyamatos súrlódásai oda vezettek, 2013-ban finanszírozás hiányában két hétre le kellett állítani számos szövetségi intézményt (hasonló Clinton idejében történt utoljára). A közvéleménynek megingott a politikai elitbe vetett bizalma; amit az új mozgalmak megjelenése is mutatta. Ilyen volt a konzervatív Tea Party és a baloldali/liberális Occupy-mozgalom. A társadalom egyre inkább elfogadóvá vált az azonos nemű emberek házasságát illetően és 2012-ben Obama maga is támogatni kezdte az intézményt. A melegházasságot a Legfelsőbb Bíróság egy 2015-ös döntése legalizálta véglegesen szövetségi szinten is.
A 2016-os elnökválasztáson a republikánus Donald Trump legyőzte a demokrata Hillary Clintont. Trumpot több oldalról is támadták állítólagos orosz kapcsolatai miatt és szövetségi nyomozás indult annak eldöntésére, hogy Oroszország a közösségi média manipulálásával beavatkozott-e a választások tisztaságába.

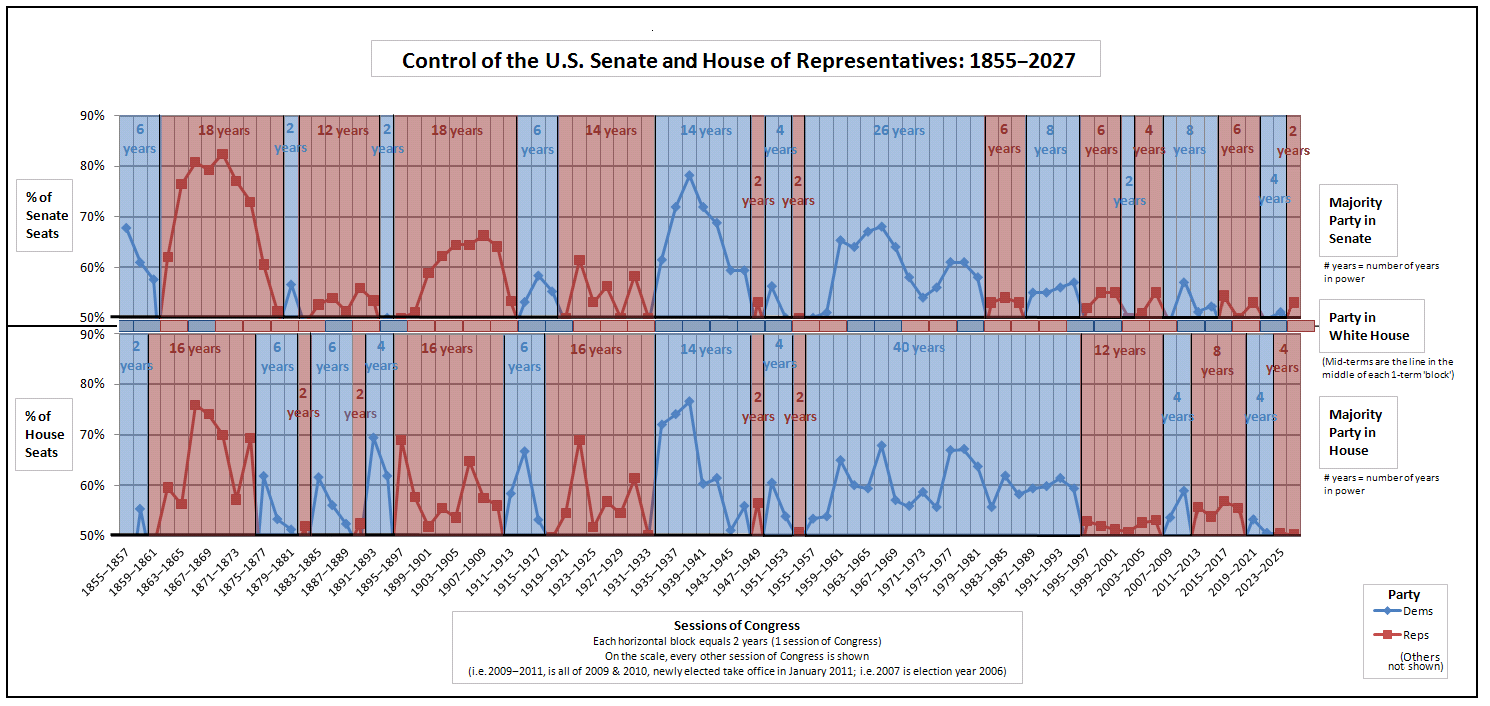
A Kongresszus és a Szenátus párttöbbsége 1855 és 2021 között

.

## Fordítás
- Ez a szócikk részben vagy egészben  a   History of the United States című angol Wikipédia-szócikk ezen változatának fordításán alapul.  Az eredeti cikk szerkesztőit annak laptörténete sorolja fel. Ez a jelzés csupán a megfogalmazás eredetét és a szerzői jogokat jelzi, nem szolgál a cikkben szereplő információk forrásmegjelöléseként.